# Le Beausset
Pour les articles homonymes, voir Bausset.
Le Beausset est une commune française située près de Toulon, dans le département du Var, en région Provence-Alpes-Côte d'Azur.
Ses habitants sont appelés les Beaussétans et Beaussétanes.

## Géographie

### Localisation
Localisée au sud-ouest du Var, la commune du Beausset, chef-lieu de canton, est rattachée à l’arrondissement de Toulon.

### Quartiers, lieux-dits et hameaux
Le Beausset est composé d’un grand nombre de quartiers, certains proches du centre-ville historique, d’autres plus excentrés, mais le nom de « hameaux » ne leur convient guère, plutôt des lieux-dits.
- Le centre-ville historique est enserré entre les voiries :
  - à l’ouest : la D 26, boulevard de la 1re Armée ;
  - au sud : D 559B, appelé en ville avenue du 8 mai 1945 et avenue du 11 novembre 1918, du rond-point du Maréchal de Lattre de Tassigny au rond-point Georges Pompidou ;
  - à l’est : D N8, route de Marseille,
  - au nord : une ligne passant par le ruisseau du Gourganon, le cimetière du Beausset, la place Espanet-Ricard, la promenade des Aires.
- Autour de ce périmètre, on parle plutôt de quartiers du Beausset, plus ou moins anciennement construits :
  - à l’ouest : pas de construction, ce sont les vignes jusqu’à la limite du Castellet
  - au sud : La Venturonne, Abon, Les Goubelets,
  - à l’est et du sud au nord : Le Fournigue, Sainte Magdeleine, Les Cancades, La Barbone,
  - au nord : La Daby.
- Au-delà on peut parler de lieux-dits :
  - au sud et d’ouest en est : Les Hauts du Rouve, Cambeiron, la Font des Pères, le Bois,
  - à l’est de la D N8 vers Toulon et du sud au nord : La Reppe, les Ginestes, Le Plan Fait, La Viste, Les Escouradières, Le Claou,
  - au nord : Le Pardiguier, La Couchoua.

### Communes limitrophes
| Le Castellet | Signes         | Signes |
| Le Castellet | Beausset       | Évenos |
| Le Castellet | Sanary-sur-Mer | Évenos |

### Géologie et relief
Le territoire communal est caractérisé par trois unités topographiques :
- le plateau de Siou Blanc, au nord ;
- la plaine du Beausset, où se situent le bourg et ses zones d’habitat pavillonnaire ;
- le massif du Gros-Cerveau, au sud.

Région forestière « Chaînons calcaires méridionaux ».[Quoi ?]

### Sismicité

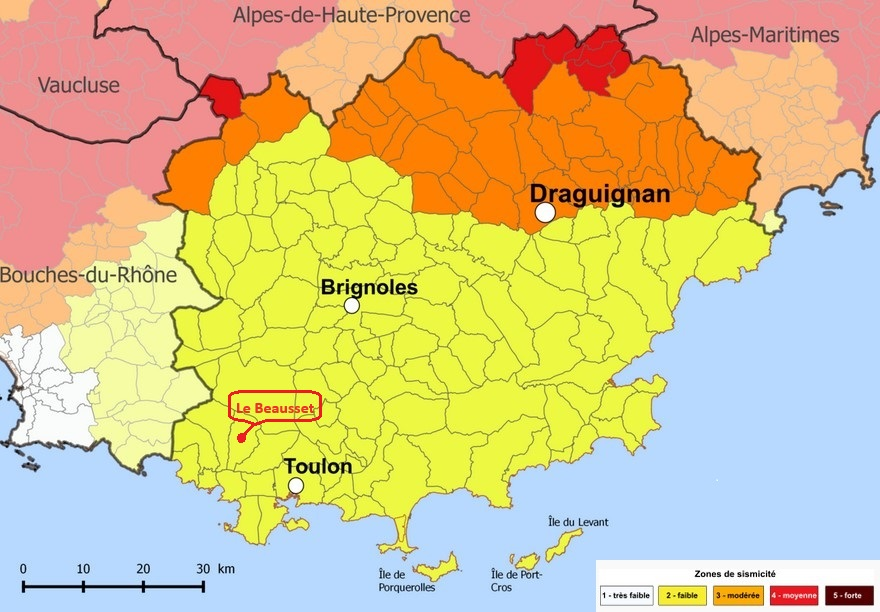
Le Beausset est en zone 2
de sismicité.

Le risque sismique dans le Var existe et la préfecture édite les cartes du risque et porte à la connaissance des communes les mesures à prendre en conséquence selon le décret de 2010. Depuis 2011, le département se répartit en trois zones de sismicité qui sont explicitées sur une carte.
- Zone 2 : Risque faible. C'est le cas de 107 communes du sud et au centre du département, en particulier celles du littoral varois. Malgré tout, ces communes ne sont pas à l'abri d'un effet tsunami, lié à un séisme en mer ;
- Zone 3 : Risque modéré. Concerne 38 communes du nord du département comprises dans une bande allant de la montagne Sainte-Victoire au massif de l'Esterel ;
- Zone 4 : Risque moyen. Ce risque, le plus élevé du département mais qui n'est pas le plus haut de l'évaluation nationale, concerne 8 communes de l'extrême nord du département.

La commune du Beausset est en zone sismique à faible risque (Zone 2) selon la dernière mise à jour de 2023.

### Hydrographie et eaux souterraines

#### Les eaux de surface
- Le Beausset est traversé à l'est de son territoire par le petit fleuve côtier de La Reppe qui coule du nord-est de la commune vers le sud-est. Elle prend sa source dans la commune au puits de Massaquan, à 460 m d'altitude, au versant nord-ouest des Rochers de l'Aigle qui culminent à 602 m[9],[10], ainsi que par ses quatre affluents principaux, qui ne sont que des ruisseaux, un sur la rive droite au nord, l'Endoureille[11], et trois sur la rive gauche, du nord au sud successivement, la Darbousse[12], les Folies[13] et la Capucine[14],[15]. Et La Reppe a encore quelques autres rus comme affluents. Mais ce n'est que quelques jours par an qu'on les voit couler, parfois en crue souvent violente en cas d'épisode méditerranéen ; le plus souvent leurs lits sont à sec, et au sud de la confluence avec le Destel située sur la commune limitrophe au sud-est, Évenos, la Reppe est domestiquée par l'homme dans un canal souterrain sur plusieurs centaines de mètres alimentant à une époque lointaine des moulins[16]. La fin de son parcours se fait en surface, les derniers kilomètres marquant la limite des communes de Six-Fours-les-Plages à l'est et Sanary-sur-Mer à l'ouest. La Reppe se jette dans la Méditerranée à l'ouest de la plage de la Frégate.
- La commune comporte d'autres cours d'eau[17] :
  - de la confluence du Gourganon, ruisseau en provenance du quartier de Sainte Magdeleine, et de La Daby, ruisseau de 5,6 km qui prend sa source au nord de la commune, à environ 2 km à l'ouest des Rochers de l'Aigle naît, juste à la limite nord-ouest de la commune avec Le Castellet, le Grand Vallat, qui, à son tour conjugué avec la Ragle sur la commune du  Castellet forme l'Aren qui se jette dans la baie de Bandol ;
  - le ruisseau du Pontillaou prend sa source au pied sud-est de l’escarpement du Beausset-Vieux en se dirigeant vers le nord-est et se termine au  partiteur de la Viste, situé près du carrefour des chemins de Pignet et des Escouradières ;
  - la Jaume qui nait sur la commune d'Evenos coule d'est en ouest dans le vallon au nord du massif du Gros Cerveau, quitte la commune au sud-ouest pour aller se jeter dans l'Aren dans la commune du Castellet.

#### Les eaux souterraines
Le canal de Provence est un ouvrage hydraulique construit entre 1954 et 1986 pour approvisionner en eau, à partir du Verdon, des villes, des exploitations agricoles et industrielles de Provence, car cette région est fortement déficitaire en eau. Il est géré par Société du Canal de Provence. Ce canal arrive au nord-est de la commune, depuis Signes, en conduite souterraine au niveau d'une station de pompage qui se trouve sur le chemin de la Gueirarde et traverse la commune jusqu'à sa sortie à la limite sud-est avec la commune d’Évenos près du quartier de Sainte-Anne, avant de se diviser en deux branches, une vers Toulon-ouest et une vers Toulon-est. Ce canal de Provence est la ressource exclusive d’eau potable de la commune, elle est gérée en régie par la Communauté d’agglomérations du Sud Sainte-Baume depuis 2019.

### Cavités souterraines
La commune est particulièrement riche en cavités souterraines : 63 y sont répertoriées et numérotées de PACAA0001627 à PACAA0001689 sur le portail Géorisques du Ministère de la transition écologique et de la cohésion des territoires. Cette proximité géographique donne lieu à une importante activité de spéléologie, dont témoigne l'existence dans la commune d'une association dédiée : le Spéléo-club « Lei garri grèu ».

### Climat
Pour des articles plus généraux, voir Climat de Provence-Alpes-Côte d'Azur et Climat du Var.
En 2010, le climat de la commune est de type climat méditerranéen franc, selon une étude du Centre national de la recherche scientifique s'appuyant sur une série de données couvrant la période 1971-2000. En 2020, Météo-France publie une typologie des climats de la France métropolitaine dans laquelle la commune est exposée à un climat méditerranéen et est dans la région climatique  Provence, Languedoc-Roussillon, caractérisée par une pluviométrie faible en été, un très bon ensoleillement (2 600 h/an), un été chaud (21,5 °C), un air très sec en été, sec en toutes saisons, des vents forts (fréquence de 40 à 50 % de vents > 5 m/s) et peu de brouillards.
Pour la période 1971-2000, la température annuelle moyenne est de 14,4 °C, avec une amplitude thermique annuelle de 15,1 °C. Le cumul annuel moyen de précipitations est de 711 mm, avec 6,7 jours de précipitations en janvier et 1,4 jour en juillet. Pour la période 1991-2020, la température moyenne annuelle observée sur la station météorologique de Météo-France la plus proche, « Le Castellet », sur la commune du Castellet à 2 km à vol d'oiseau, est de 13,7 °C et le cumul annuel moyen de précipitations est de 689,7 mm. 
La température maximale relevée sur cette station est de 37,1 °C, atteinte le 5 août 2017 ; la température minimale est de −11 °C, atteinte le 7 mars 1971,,.
| Mois                                  | jan.          | fév.          | mars           | avril           | mai             | juin          | jui.         | août           | sep.          | oct.            | nov.            | déc.            | année     |
| ------------------------------------- | ------------- | ------------- | -------------- | --------------- | --------------- | ------------- | ------------ | -------------- | ------------- | --------------- | --------------- | --------------- | --------- |
| Température minimale moyenne (°C)     | 2,3           | 2             | 4,4            | 7               | 10,8            | 14,7          | 17,1         | 17,1           | 13,6          | 10,4            | 6,1             | 3,2             | 9,1       |
| Température moyenne (°C)              | 6,4           | 6,5           | 9,2            | 11,8            | 15,8            | 19,9          | 22,6         | 22,5           | 18,4          | 14,6            | 10              | 7,2             | 13,7      |
| Température maximale moyenne (°C)     | 10,5          | 11            | 13,9           | 16,6            | 20,9            | 25,2          | 28,1         | 27,9           | 23,2          | 18,8            | 13,9            | 11,1            | 18,4      |
| Record de froid (°C) date du record   | −9 04.01.1971 | −9,5 11.02.12 | −11 07.03.1971 | −4 05.04.1975   | −0,3 05.05.1991 | 5 02.06.1975  | 7 16.07.1970 | 7,5 21.08.1972 | 3 21.09.1977  | −2,7 30.10.1997 | −7 23.11.1998   | −8,6 30.12.05   | −11 1971  |
| Record de chaleur (°C) date du record | 20,4 06.01.13 | 21,1 03.02.20 | 24,1 21.03.02  | 26,9 27.04.1992 | 31,6 12.05.12   | 35,3 28.06.19 | 36 19.07.23  | 37,1 05.08.17  | 32,3 04.09.23 | 28,2 28.10.06   | 23,5 03.11.1977 | 21,5 10.12.1978 | 37,1 2017 |
| Précipitations (mm)                   | 72,8          | 43,7          | 47,9           | 63,8            | 48,4            | 31,4          | 12,1         | 22,1           | 80            | 95,1            | 102,9           | 69,5            | 689,7     |

| Diagramme climatique                                  |         |             |           |              |              |              |              |            |              |              |             |
| J                                                     | F       | M           | A         | M            | J            | J            | A            | S          | O            | N            | D           |
| 10,52,372,8                                           | 11243,7 | 13,94,447,9 | 16,6763,8 | 20,910,848,4 | 25,214,731,4 | 28,117,112,1 | 27,917,122,1 | 23,213,680 | 18,810,495,1 | 13,96,1102,9 | 11,13,269,5 |
| Moyennes : • Temp. maxi et mini °C • Précipitation mm |         |             |           |              |              |              |              |            |              |              |             |

Les paramètres climatiques de la commune ont été estimés pour le milieu du siècle (2041-2070) selon différents scénarios d'émission de gaz à effet de serre à partir des nouvelles projections climatiques de référence DRIAS-2020. Ils sont consultables sur un site dédié publié par Météo-France en novembre 2022.

### Accès
La voie d’accessibilité historique du Beausset est la route D N8, ancienne N 8 qui vient d'Aubagne en passant par Cuges-les-Pins et Le Castellet, mais actuellement, en venant de Marseille, de la vallée du Rhône ou Toulon ou de la Côte d'Azur, l'accès se fait habituellement par l'autoroute A50, par la sortie  11 et en empruntant ensuite la D 66 qui se poursuit par la D 559B (depuis Toulon ou depuis Marseille) ; ou éventuellement la  12 pour se rendre dans les quartiers les plus au sud de la commune lorsque l'on vient de Toulon.
- La D N8, ancienne N 8, dénommée dans la commune du nord au sud : route de Marseille, puis avenue des Combattants d’Indochine, puis route de Marseille à Toulon, traverse la commune du nord-ouest au sud-est, des Hauts du Camp du Castellet au quartier de Sainte-Anne d’Evenos ; cette route relie Marseille (40 kilomètres au nord-ouest) à Toulon (à 17 kilomètres au sud) ; c’est une voie classée à grande circulation ;
- La  D 559B, appelée boulevard du 11 novembre puis boulevard du 8 mai puis avenue de la Résistance jusqu'à la limite du Beausset, commence au centre du Beausset au niveau du rond-point du supermarché et se dirige d’est en ouest vers la commune du Castellet, ensuite vers le sud-ouest vers Bandol ; c’est une  voie classée à grande circulation ; au Castellet au niveau du rond-point de cette D 559B dénommée à cet endroit Avenue des Cigales s'embranche la D 66 qui passe par la sortie  11 de l'autoroute A50 ;
- La D 26, boulevard de la Première Armée puis route du Brûlat, commence au Beausset au niveau du carrefour avec la RD 559B près de la caserne des pompiers et se dirige vers le nord-ouest vers le Camp du Castellet par le Brûlat ;
- La D 402, localisée à l’extrême nord de la commune, commence au niveau de la D N8 et permet de rallier Signes ;
- La D 226, appelée chemin du Beausset au Castellet, commence au rond-point près de l’école élémentaire André Malraux se dirige vers l’est pour rallier le village perché du Castellet.

Distance des grandes villes françaises
L'orientation et la localisation du Beausset par rapport à quelques grandes villes françaises sont données dans le tableau suivant.

Les distances indiquées le sont à vol d'oiseau[réf. nécessaire].
| Ville                | Marseille | Nice       | Montpellier | Lyon       | Toulouse   | Bordeaux   | Strasbourg   | Paris      | Nantes       | Rennes       | Lille      |
| Distance Orientation | 36 km (O) | 131 km (E) | 162 km (O)  | 295 km (N) | 356 km (O) | 543 km (O) | 618 km (N-E) | 685 km (N) | 732 km (N-O) | 797 km (N-O) | 853 km (N) |

### Transports

#### Transports à longue distance
L’aéroport le plus proche est celui de Toulon-Hyères à 40 km, celui de Marseille-Provence est à 70 km. À 6 km se trouve l'aéroport du Castellet pour l'aviation privée et d'affaires.
Les gares SNCF les plus proches se trouvent à Bandol à 7,8 km, à Saint-Cyr-sur-Mer à 7,9 km, à Ollioules - Sanary à 8,6 km, à La Seyne-Six-Fours à 11 km, ces gares sont desservies par les TER Provence-Alpes-Côte d'Azur. Pour les liaisons TGV : Toulon est à 13 km et Marseille à 49 km.

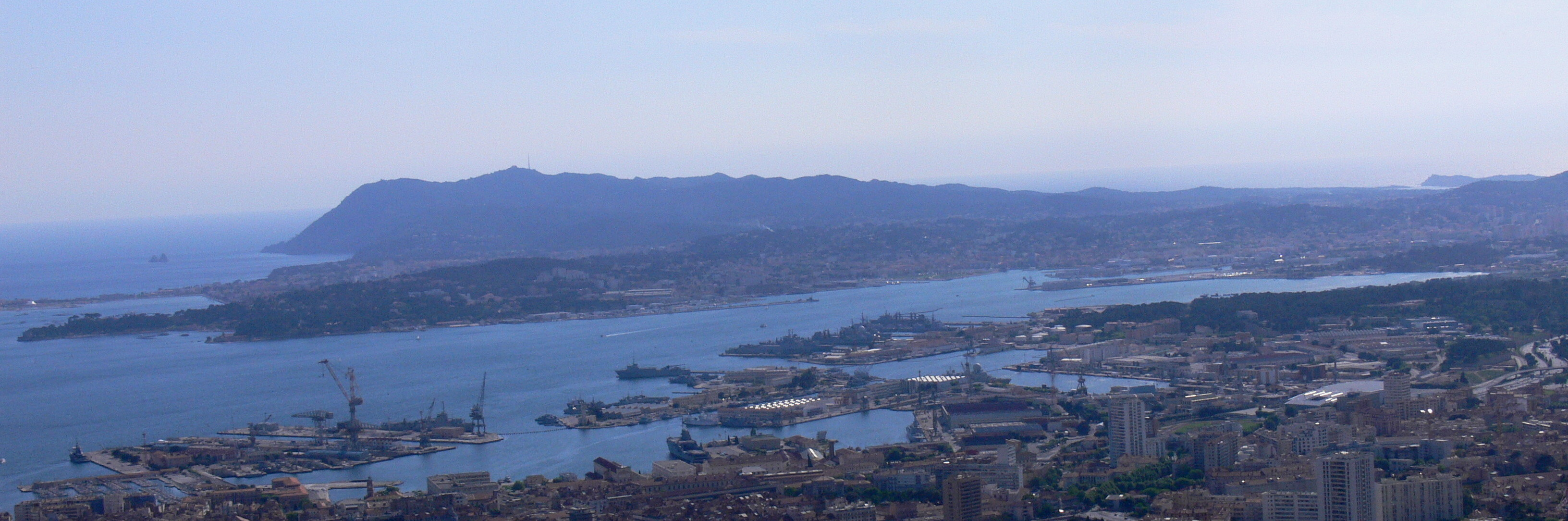
Vue générale de la rade de Toulon vue depuis le Mont Faron.

Plusieurs ports se situent à proximité de la commune : port marchand et militaire de Toulon distant de 13 km et les ports de plaisance de Bandol (8,2 km), Sanary-sur-Mer (9,1 km), Saint-Cyr-sur-Mer (10,1 km) et Six-Fours-les-Plages (13,6 km).
Le grand port maritime de Marseille se situe à 50 km, celui de La Ciotat à 20 km.

#### Transports collectifs de proximité
Depuis 2018 le réseau de transport en commun relève de la région Provence-Alpes-Côte d'Azur et il s'appelle Zou !. Il regroupe différents moyens de transports en commun de la région, mais au Beausset seuls sont concernés les transports routiers : une ligne express régionale et des lignes de car interurbaines relevant de la compétence des départements jusqu'au 1er septembre 2017, ainsi que des services de ramassage scolaire. Le Var est divisé en zones de transports, et Le Beausset appartient à la zone du « Bassin toulonnais ».
Trois lignes de bus du réseau de transport Zou ! desservent la commune avec une nouvelle numérotation des lignes depuis le 1er janvier 2023 :
- Ligne 880 (ex 8001) : Le Beausset - La Cadière-d'Azur -  Bandol - Saint-Cyr-sur-Mer - La Ciotat
- Ligne 888 (ex 8808) : Signes - Le Beausset - La Cadière-d'Azur -  Toulon (par autoroute A50)
- Ligne 8822 (ex 8809) : qui assure deux circuits : Signes - Le Beausset - Sainte-Anne d'Évenos- Ollioules - La Seyne-sur-Mer et Signes - Le Beausset -La Cadière-d'Azur - Sanary-sur-Mer - La Seyne-sur-Mer

Pour desservir le collège Jean-Giono au Beausset, des transports scolaires existent au profit des élèves des communes voisines. Pour les élèves du Beausset, des transports scolaires sont en place pour qu'ils se rendent dans les différents lycées de La Seyne-sur-Mer (Ligne 8822) et de Six-Fours-les-Plages (ligne 8837). Ces transports sont depuis le 1er septembre 2017 de la compétence de la région Provence-Alpes-Côte d'Azur.

## Urbanisme

### Typologie
Au 1er janvier 2024, Le Beausset est catégorisée petite ville, selon la nouvelle grille communale de densité à sept niveaux définie par l'Insee en 2022.
Elle appartient à l'unité urbaine de Toulon, une agglomération inter-départementale regroupant 27 communes, dont elle est une commune de la banlieue,,. Par ailleurs la commune fait partie de l'aire d'attraction de Toulon, dont elle est une commune de la couronne,. Cette aire, qui regroupe 35 communes, est catégorisée dans les aires de 200 000 à moins de 700 000 habitants,.

### Occupation des sols

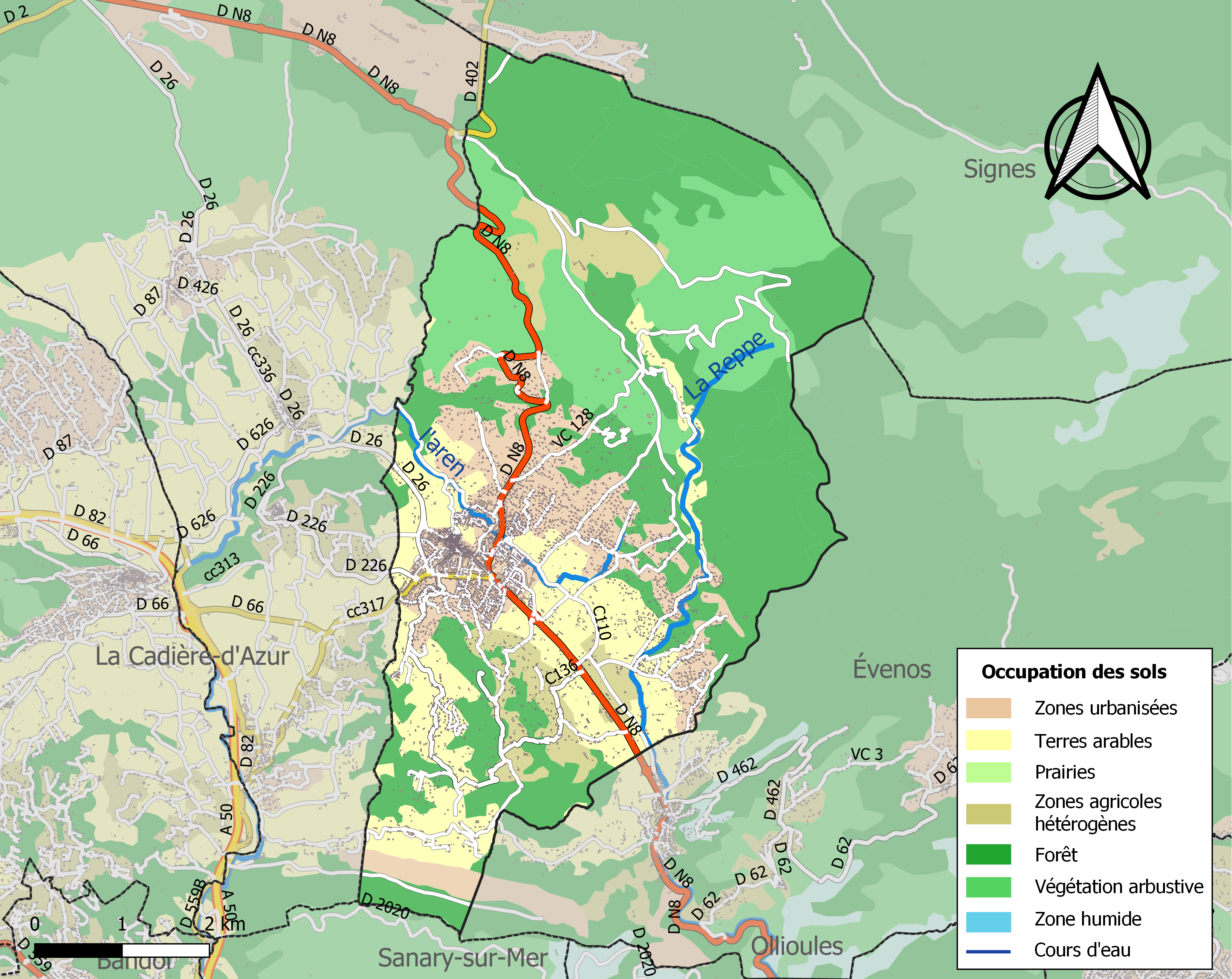
Carte des infrastructures et de l'occupation
des sols de la commune en 2018 (CLC)

L'occupation des sols de la commune, telle qu'elle ressort de la base de données européenne d’occupation biophysique des sols Corine Land Cover (CLC), est marquée par l'importance des forêts et milieux semi-naturels (60,1 % en 2018), en diminution par rapport à 1990 (62 %). La répartition détaillée en 2018 est la suivante :

- forêts (41 %),
- milieux à végétation arbustive et/ou herbacée (19 %),
- cultures permanentes (17,2 %),
- zones urbanisées (14,4 %),
- zones agricoles hétérogènes (7,2 %),
- mines, décharges et chantiers (1 %)[37].

L'évolution de l’occupation des sols de la commune et de ses infrastructures peut être observée sur les différentes représentations cartographiques du territoire : la carte de Cassini (XVIIIe siècle), la carte d'état-major (1820-1866) et les cartes ou photos aériennes de l'IGN pour la période actuelle (1950 à aujourd'hui).

## Toponymie

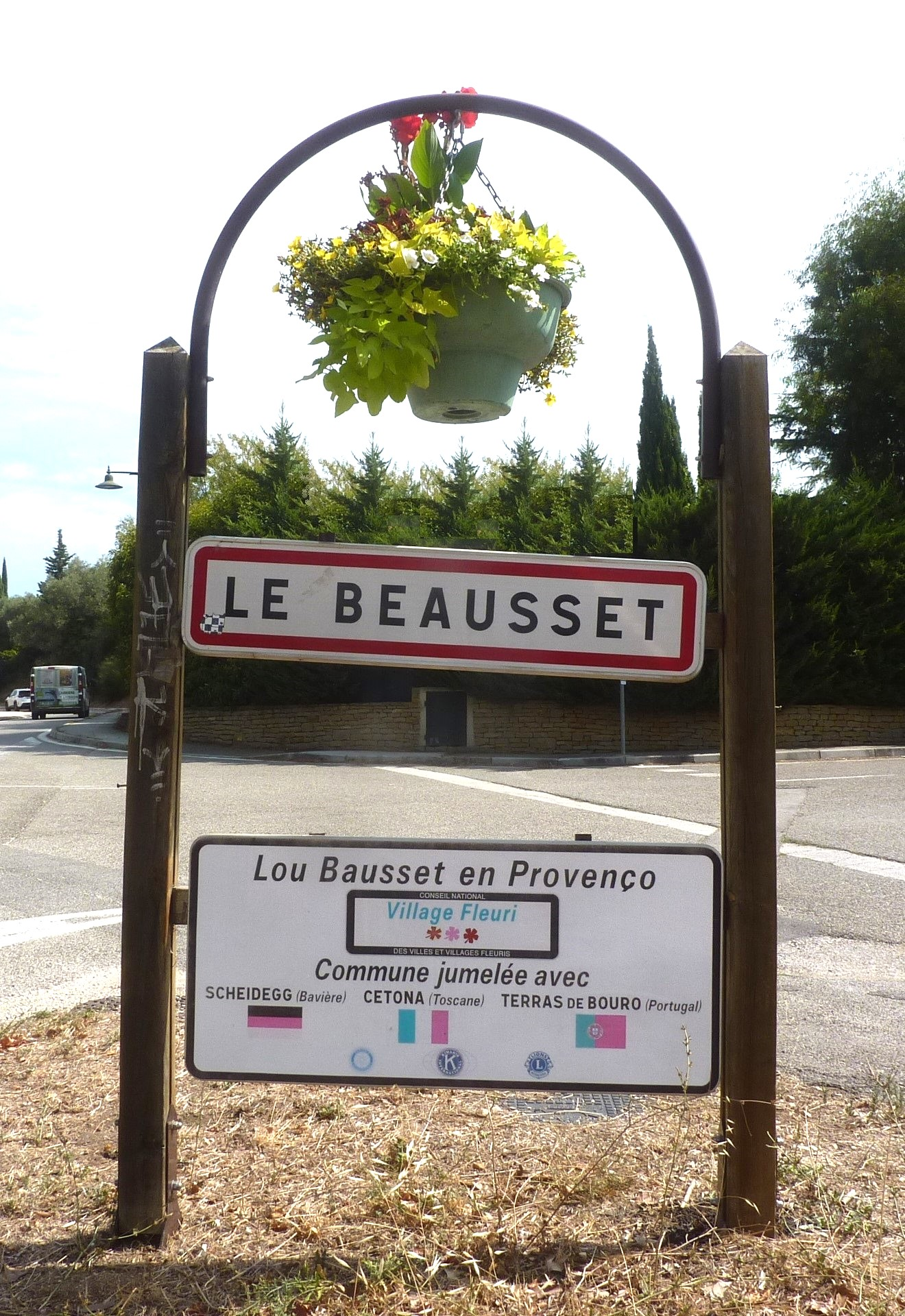
Panneau d'entrée du village
sur l'avenue des Cigales (Route D 559B)

L’origine du nom « Baucet », prononcé à la provençale donne « Baoucet », c'est-à-dire « Baou » - orthographié Bau en occitan - avec une diphtongue accentuée sur le « a » et qui signifie « montagne ou falaise ou escarpement rocheux », suivi du diminutif « cet ». C’est ce qu’est pendant des siècles Le Beausset : un petit village situé sur la colline, ou petite montagne, du Beausset-Vieux.

On retrouve cette même étymologie dans de nombreux toponymes provençaux, dont trois communes : Le Beausset (Var), le Beaucet (Vaucluse) et les Baux-de-Provence (Bouches-du-Rhône).
Le Beausset est la forme actuelle de l’orthographe du nom de la commune. Celle-ci a évolué au cours du temps, dans le sens d’une francisation.

Sont attestées les orthographes « Baucet » en 1080, « Bauceto » au XIVe siècle, « Bausset » au XVIe siècle. Cette orthographe perdure jusqu’à la fin du XVIIIe siècle.

C’est dans la période 1780-1800 que l’écriture « Le Beausset » s’impose progressivement, devant le recul de l’usage de la langue provençale (surtout chez les «élites» qui laissent des documents écrits) et la généralisation de l’usage de la langue française.

Cependant, l’administration postale continue d’utiliser l’orthographe de « Bausset » sur les marques postales du village jusqu’en 1824.

L’ajout du « e » entre le « b » et le « a » est, à l’origine, vraisemblablement une erreur d’écriture commise sous la Révolution ou un peu avant.

Le 23 juillet 1819, le maire du Beausset, Joseph Sicard, écrit au sous-préfet de Toulon : « J’ai l’honneur de vous faire observer que depuis 18 ou 19 ans on écrit Beausset au lieu de Bausset, comme je le trouve écrit dans tous les papiers de la mairie. Je vous prie de m’autoriser, si vous le jugez nécessaire et assez important, à rétablir le vrai nom BAUSSET et en conserver sa vraie étymologie. » Le sous-préfet ne répond jamais au maire.

Pour l’anecdote, en 1793 et alors qu’il réside au Beausset pendant le siège de Toulon, Napoléon Bonaparte écrit des lettres, dans lesquelles il orthographie - fautivement - le nom du village « Le Bosset » !
Le Beausset s'écrit Lo Baucet selon la norme classique de l'occitan et Lou Bausset en provençal selon la norme mistralienne.[réf. nécessaire]

Les panneaux routiers en provençal installés par la municipalité portent la mention Lou Bausset en Prouvènço.

## Histoire

### Antiquité et Moyen Âge
L'éminence appelée aujourd'hui le Beausset-Vieux porte des traces d'occupations successives, probablement par les Ligures puis par les Phocéens de Tauroentum (Le Brusc), et ensuite les Romains. Plate-forme au sommet d'un escarpement, le Beausset-Vieux contrôle la principale voie terrestre entre Marseille et Toulon à un endroit particulièrement étroit, la route passant entre le pied de l'escarpement et la plaine du Beausset, alors très majoritairement marécageuse. De ce fait, le Beausset s'intègre dans la série des points de contrôle de cette route, avec Le Castellet en amont, Évenos et Ollioules en aval[réf. nécessaire].
À l'époque du haut Moyen Âge, un hameau existe déjà à l’emplacement du village actuel ; il s'appelle « Les Cabanes » du fait de la présence de huttes édifiées par les bergers transhumants.

La Pax Romana qui dure jusqu'au VIe siècle permet un habitat dispersé selon les points d'eau, comme dans toute la Provence. Les invasions barbares dans la région contraignent la population à adopter un mode d’habitat qui lui permette une meilleure sécurité, sur des hauteurs fortifiées.
Les Beaussétans s’installent alors dans un castrum, sur le piton rocheux à 400 m d’altitude, autrefois stratégiquement occupé par les soldats romains dans un camp retranché.

Après la reconquête de la Provence orientale par le comte Guillaume Ier de Provence en 972, les vicomtes de Marseille reçoivent la région entre Marseille et Toulon. Ils donnent Le Beausset à l'évêque Pons Ier de Marseille et frère du vicomte. Les évêques de Marseille font construire sur le piton du Beausset une chapelle en 1164, qui est donc l’église paroissiale du village perché du Beausset. Jusqu’à la Révolution ces évêques marseillais sont les seuls seigneurs du village.
Lors des périodes de stabilité politique, les villages et hameaux de la région se développent à nouveau en plaine, généralement en villages-rues du fait de l'assèchement progressif de la plaine et le recul des menaces extérieures. En 1506, les Beaussétans quittent le piton du Beausset-Vieux qu'ils abandonnent et s’établissent définitivement dans la plaine, en fait sur le mamelon qui est l'actuel centre-ville du Beausset, plus près des sources, des terres cultivables et des chemins et routes favorables au commerce.
Le Beausset a déjà au XVIIe siècle un relais de postes aux chevaux et est une ville d’étape réputée pour l’armée et y font également halte les chaînes de forçats en route pour les galères puis le bagne de l'île du Levant ; en effet le village est bien situé sur le chemin royal reliant Toulon à Marseille et Aix-en-Provence.
Selon l'antique tradition de l’héritage romain, Le Beausset se développe en un village urbanisé, une caractéristique que l'on retrouve dans nombre de villages provençaux. La population qui vit principalement de la vigne et de l’olivier s’enrichit également au fil du temps de l'arrivée de vagues de montagnards, en particulier italiens, en quête d'une vie meilleure.

### De la Révolution à la Seconde Guerre mondiale
Peu avant la Révolution française, l’agitation monte. Outre les problèmes fiscaux présents depuis plusieurs années, la récolte de 1788 est mauvaise et l’hiver 1788-89 très froid. L’élection des États généraux de 1789 préparée par celles des États de Provence de 1788 et de janvier 1789, contribue à faire ressortir les oppositions politiques de classe et à provoquer une certaine agitation. C’est au moment de la rédaction des cahiers de doléances, fin mars 1789, qu’une vague insurrectionnelle secoue la Provence. Une émeute à caractère politique se produit au Beausset le 26 mars. Elle parvient à obtenir la suppression d’un impôt, le piquet, à changer le règlement de l’élection du conseil municipal, et à en faire élire un nouveau. Dans un premier temps, la réaction consiste à faire intervenir un important effectif de la maréchaussée sur place. Puis des poursuites judiciaires sont diligentées, mais les condamnations ne sont pas exécutées, la prise de la Bastille comme les troubles de la Grande peur de l'été 1789 provoquant, par mesure d’apaisement, une amnistie début août 1789.

### De 1945 à nos jours
L’événement majeur touchant la commune depuis 1945 est l'accroissement démographique majeur et récent : alors que depuis la fin du XVIIIe siècle, la population n'a varié, à la hausse ou à la baisse qu'entre 2 000 et 3 000 habitants jusqu'au milieu des années 1970, brutalement à partir environ de 1975, la population fait plus que doubler en quinze ans, passant à plus de 7 000 habitants au tournant des années 1990 et à 10 000 en 2021.

## Politique et administration

### Tendances politiques et résultats
La commune ayant plus de 3 500 habitants, c'est un scrutin de liste à deux tours avec représentation proportionnelle qui prend place : les candidats se présentent en listes complètes. Lors du vote, on ne peut faire ni adjonction, ni suppression, ni modification de l'ordre de présentation des listes,.
Depuis la loi no 2000-493 du 6 juin 2000 tendant à favoriser l'égal accès des femmes et des hommes aux mandats électoraux et fonctions électives, des règles de parité homme/femme s'appliquent aux élections municipales des communes de plus de 3 500 habitants. Ces règles se sont appliquées pour la première fois aux élections de 2001 et sont renforcées pour les élections de 2008.
Du fait de sa taille, la commune dispose d'un conseil municipal de 29 membres (article L2121-2 du Code général des collectivités territoriales).

### Administration municipale
Les dernières élections municipales datent des 15 mars et 28 juin 2020 où les 7849 inscrits sur la liste électorale du Beausset votent à  moins de 42%, en pleine crise de covid 19.

Les résultats du 2e tour sont les suivants:

Liste Edouard Friedler (DIV) 1 802 voix ; 24 sièges au conseil municipal ;

Liste Claude Alimi (REM) 588 voix ; 2 sièges au conseil municipal ; 

Liste Laurence Audiffren Bousahla (DVD) 581 voix ; 2 sièges au conseil municipal ; 

Liste Richard Camus (RN) 288 voix ; 1 siège au conseil municipal.

### Liste des maires
De 1789 à 1799, les agents municipaux (maires) sont élus au suffrage direct pour deux ans et rééligibles, par les citoyens actifs de la commune, contribuables payant une contribution au moins égale à trois journées de travail dans la commune. Sont éligibles ceux qui paient un impôt au moins équivalent à dix journées de travail.
De 1799 à 1848, la constitution du 22 frimaire an VIII (13 décembre 1799) revient sur l’élection du maire, les maires sont nommés par le préfet pour les communes de moins de 5 000 habitants.
La Restauration (1814-1815) instaure la nomination des maires et des conseillers municipaux.
Après 1831 (Monarchie de Juillet), les maires sont nommés (par le roi pour les communes de plus de 3 000 habitants, par le préfet pour les plus petites), mais les conseillers municipaux sont élus pour six ans.
Du 3 juillet 1848 à 1851, les maires sont élus par le conseil municipal pour les communes de moins de 6 000 habitants.
De 1851 à 1871, les maires sont nommés par le préfet, pour les communes de moins de 3 000 habitants et pour cinq ans à partir de 1855.
Depuis 1871 Les maires sont élus par le conseil municipal à la suite de son élection au suffrage universel.
| Période        | Période                    | Identité                       | Étiquette       | Qualité |
| -------------- | -------------------------- | ------------------------------ | --------------- | --- |
|                |                            |                                |                 | |
| 1789           | 1790                       | François Vivon                 |                 | Bourgeois |
| 1790           | 1790                       | Benoît Portalis                |                 | Bourgeois |
| 1790           | 1791                       | Jacques Dépard                 |                 | Bourgeois |
| 1791           | 1795                       | Joseph Eynaud                  |                 | Bourgeois |
| 1795           | 1797                       | Jean-Joseph Antelme            |                 | Bourgeois |
| 1797           | 1800                       | Joseph Imbert                  |                 | Bourgeois |
| 1800           | 1809 (révoqué)             | François Revest                | Républicain     | Propriétaire |
| 1809           | 1815                       | Jean Baptiste Placide Gueyrard |                 | Propriétaire |
| 1815           | 1815                       | Honoré Gérard                  |                 | Capitaine en retraite |
| 1815           | 1820                       | Joseph Louis Antoine Sicard    |                 | Propriétaire |
| 1820           | 1824                       | Jean Baptiste Alban Imbert     |                 | Docteur en médecine |
| 1824           | 1828                       | Jacques Joseph Estienne        |                 | Médecin |
| 1828           | 1828                       | Balthazar Marquand             |                 | Propriétaire |
| 1828           | 1831                       | Pierre Auguste Victor Dol      |                 | Epicier |
| 1831           | 1832                       | Honoré Barthélemy              |                 | Notaire |
| 1832           | 1835                       | Jean-Joseph Jues               |                 | Propriétaire |
| 1835           | 1848                       | Joseph Honoré Artaud           |                 | Maître de poste |
| 1848           | 1868                       | Jacques Victor François Sicard |                 | Avocat, propriétaire Conseiller général du canton du Beausset (1852 → 1868)                                                         |
| 1868           | 1871                       | Émile Blaise André Fournier    |                 | Docteur en médecine |
| 1871           | 1871                       | Maximin Bonfils                |                 | Président de la commission municipale                                                                                               |
| 1871           | 1876                       | Amédée Artaud                  |                 | Propriétaire |
| 1876           | 1878                       | Émile Blaise André Fournier    |                 | Docteur en médecine |
| 1878           | 1881                       | Alphonse Julien Decugis        |                 | Propriétaire |
| 1881           | 1884                       | Étienne-Philippe Félix         |                 | Receveur principal des contributions indirectes                                                                                     |
| 1884           | 1900                       | Léon-Antoine Imbert            |                 | Propriétaire |
| 1900           | 1901                       | Pierre Bertrand                |                 | |
| 1901           | 1908                       | Alphonse Julien Decugis        |                 | |
| 1908           | 1923                       | Lazare Deprad                  |                 | Ingénieur des Ponts et Chaussées Conseiller général (1919 → 1925)                                                                   |
| 1923           | 1925                       | Marius Fortuné Bonnasse        | SFIO            | Viticulteur |
| 1926           | 1926                       | Félix Banon                    |                 | |
| 1926           | 1935                       | Victor Rougier                 | SFIO puis PSdF  | Propriétaire Conseiller général du canton du Beausset (1931 → 1937)                                                                 |
| 1935           | 1940                       | Marius Mari                    | PCF             | Hôtelier Conseiller général du canton du Beausset (1937 → 1940)                                                                     |
| 1941           | 1944                       | Charles Santoni                |                 | |
| 1944 septembre | 1959 mars                  | Marius Mari                    | PCF             | |
| 1959 mars      | 1987 décembre (décès)      | Gabriel Polge de Combret       | RI puis UDF     | Sous-directeur de la Caisse nationale des marchés de l’État Conseiller général du canton du Beausset (1964 → 1976 puis 1982 → 1987) |
| 1987 décembre  | 1995                       | Edmond Lafond                  | UDF             | Notaire |
| 1995           | 1995 juin                  | Alain Cossais                  |                 | Directeur de maison de retraite Maire par intérim                                                                                   |
| 1995 juin      | 2002 septembre (démission) | Josette Pons                   | UDF-DL puis UMP | Conseillère générale du canton du Beausset (1988 → 2015) Vice-présidente du conseil général du Var (1994 → 2001)                    |
| 2002 septembre | 2008 mars                  | Sylviane Pardon                | UMP             | |
| 2008 mars      | 2014 mars                  | Jean-Claude Richard            | DVD             | Chef d'entreprise - Conseiller de gestion 6e vice-président de la CC Sud Sainte Baume (? → 2008)                                    |
| 2014 mars      | 2020 juillet               | Georges Ferrero                | DVD             | Chef d'entreprise - Restaurateur 1er vice-président de la CA Sud Sainte Baume (2014 → 2020)                                         |
| 2020 juillet   | en cours                   | Édouard Friedler               | DIV             | Retraité de l'enseignement, proviseur honoraire 7e vice-président de la CA Sud Sainte Baume (2020 → )                               |

### Budget et fiscalité 2022
En 2022, le budget de la commune était constitué ainsi :
- total des produits de fonctionnement : 9 637 000 €, soit 962 € par habitant ;
- total des charges de fonctionnement : 8 918 000 €, soit 890 € par habitant ;
- total des ressources d’investissement : 29 340 000 €, soit 293 € par habitant ;
- total des dépenses d’investissement : 2 748 000 €, soit 274 € par habitant.
- endettement : 4 442 000 €, soit 443 € par habitant.

Avec les taux de fiscalité suivants :
- taxe d’habitation : 11,13 % ;
- taxe foncière sur les propriétés bâties : 40,29 % ;
- taxe foncière sur les propriétés non bâties : 108,11 % ;
- taxe additionnelle à la taxe foncière sur les propriétés non bâties : 0,00 % ;
- cotisation foncière des entreprises : 0,00 %.

Chiffres clés Revenus et pauvreté des ménages en 2021 : Médiane en 2021 du revenu disponible, par unité de consommation : 25 180 €.

### Intercommunalité
La commune fait partie de la communauté d'agglomération Sud Sainte Baume.

### Environnement
La communauté de communes gère trois déchèteries sur son territoire dont celle installée au Beausset (quartier Pas de Pouyen)
. Chaque lundi la communauté de communes effectue la collecte des encombrants sur la commune.
Le Beausset dispose de la station d'épuration intercommunale du Castellet d'une capacité de 30 000 équivalent-habitants.
La commune fait partiellement partie du nouveau parc naturel régional de la Sainte-Baume, créé par décret du 20 décembre 2017.

## Population et société

### Démographie

#### Évolution démographique
L'évolution du nombre d'habitants est connue à travers les recensements de la population effectués dans la commune depuis 1793. Pour les communes de moins de 10 000 habitants, une enquête de recensement portant sur toute la population est réalisée tous les cinq ans, les populations de référence des années intermédiaires étant quant à elles estimées par interpolation ou extrapolation. Pour la commune, le premier recensement exhaustif entrant dans le cadre du nouveau dispositif a été réalisé en 2004.

En 2022, la commune comptait 10 098 habitants, en évolution de +4,78 % par rapport à 2016 (Var : +4,98 %, France hors Mayotte : +2,11 %).
| 1793  | 1800  | 1806  | 1821  | 1831  | 1836  | 1841  | 1846  | 1851  |
| ----- | ----- | ----- | ----- | ----- | ----- | ----- | ----- | ----- |
| 3 080 | 2 980 | 3 269 | 3 367 | 3 326 | 3 050 | 2 772 | 2 822 | 2 833 |

| 1856  | 1861  | 1866  | 1872  | 1876  | 1881  | 1886  | 1891  | 1896  |
| ----- | ----- | ----- | ----- | ----- | ----- | ----- | ----- | ----- |
| 2 667 | 2 692 | 2 569 | 2 513 | 2 555 | 2 014 | 1 754 | 1 797 | 1 920 |

| 1901  | 1906  | 1911  | 1921  | 1926  | 1931  | 1936  | 1946  | 1954  |
| ----- | ----- | ----- | ----- | ----- | ----- | ----- | ----- | ----- |
| 2 043 | 1 991 | 1 921 | 1 913 | 1 802 | 1 848 | 1 817 | 1 897 | 2 059 |

| 1962  | 1968  | 1975  | 1982  | 1990  | 1999  | 2004  | 2006  | 2009  |
| ----- | ----- | ----- | ----- | ----- | ----- | ----- | ----- | ----- |
| 2 320 | 2 722 | 2 992 | 5 327 | 7 114 | 7 723 | 8 410 | 8 710 | 9 103 |

| 2014  | 2019  | 2022   | - | - | - | - | - | - |
| ----- | ----- | ------ | - | - | - | - | - | - |
| 9 417 | 9 845 | 10 098 | - | - | - | - | - | - |

#### Pyramide des âges
En 2018, le taux de personnes d'un âge inférieur à 30 ans s'élève à 29,3 %, soit en dessous de la moyenne départementale (30,2 %). De même, le taux de personnes d'âge supérieur à 60 ans est de 30,9 % la même année, alors qu'il est de 32,5 % au niveau départemental.
En 2018, la commune comptait 4 653 hommes pour 5 137 femmes, soit un taux de 52,47 % de femmes, légèrement supérieur au taux départemental (51,95 %).
Les pyramides des âges de la commune et du département s'établissent comme suit.
| Hommes | Classe d’âge | Femmes |
| ------ | ------------ | ------ |
| 0,9    | 90 ou +      | 1,6    |
| 8,3    | 75-89 ans    | 9,5    |
| 20,2   | 60-74 ans    | 21,1   |
| 22,1   | 45-59 ans    | 21,9   |
| 17,8   | 30-44 ans    | 17,9   |
| 13,7   | 15-29 ans    | 12,7   |
| 17,0   | 0-14 ans     | 15,3   |

| Hommes | Classe d’âge | Femmes |
| ------ | ------------ | ------ |
| 1      | 90 ou +      | 2,3    |
| 10,1   | 75-89 ans    | 12,6   |
| 19,7   | 60-74 ans    | 21     |
| 20     | 45-59 ans    | 19,9   |
| 17,3   | 30-44 ans    | 16,7   |
| 15,4   | 15-29 ans    | 13,2   |
| 16,4   | 0-14 ans     | 14,3   |

### Enseignement
- La commune dispose de trois groupes scolaires pour deux écoles maternelles et deux écoles élémentaires : André-Malraux, (école maternelle au 1 allée du Tilleul et primaire avenue de la Résistance),  Marcel-Pagnol (maternelle seulement au 1 allée du Tilleul), et Jean-Gavot (primaire seulement, boulevard du 8 mai 1945, à l'angle du chemin de Rouve)[70].
- Les élèves poursuivent leur scolarité dans la commune au collège public Jean-Giono[71]. Ce collège dessert également les communes d'Évenos et de Signes[72].
- Ensuite les élèves sont affectés selon leurs orientations et choix dans un lycée public ou privé sous contrat :
  - Lycées publics
    - à La Seyne-sur-Mer, le lycée Beaussier[73] propose des formations générales, technologiques et professionnelles et post-bac (BTS) et le lycée Paul-Langevin[74],[75] également.
    - à Six-Fours-les-Plages le lycée professionnel la Coudoulière[76] propose la formation aux CAP et aux baccalauréats professionnels d'un très grand nombre de métiers, dans le commerce, le nautisme, l'esthétique et le cosmétique, la maintenance automobile, l'accueil, la coiffure, l'accompagnement des personnes âgées, la restauration collective.

  - Lycées privés sous contrat
    - à Ollioules lycée général technologique et professionnel Saint-Joseph[77],[78]. Cette structure comporte également un collège privé sous contrat.
    - à La Seyne-sur-Mer, le lycée général et technologiqueSainte-Marie[79]. Cette structure comporte également un collège privé sous contrat.
- Il existe également au Beausset un centre de formation d'apprentis (CFA) situé 138 allée des Primevères sous l'égide de la Chambre des métiers et de l'artisanat de PACA, recevant environ 850 apprentis chaque année, proposant une quarantaine de formations professionnelles différentes[80].

### Sports
La vie sportive pour les jeunes au Beausset est très active. La municipalité participe à l'initiation de cette tranche d'age, par l'organisation de stages, ainsi que par une école municipale des Sports, et une école de natation.

### Santé
De nombreux professionnels de santé sont installés au Beausset, dont six médecins, et un laboratoire d'analyses médicales.

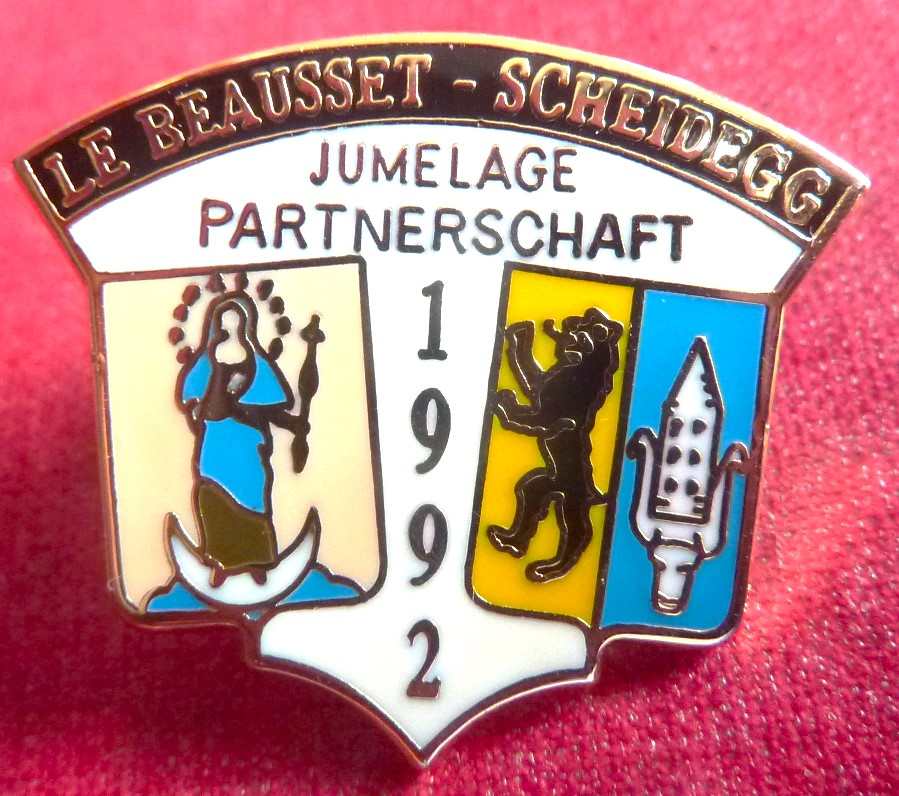
Pin's marquant le jumelage
du Beausset avec Scheidegg

### Jumelage
La commune est jumelée depuis 1992 à la ville de Scheidegg en Allemagne, en Bavière, à une vingtaine de kilomètres au nord-est de Lindau et donc du lac de Constance.

Depuis 2010, elle l'est avec la ville de Cetona en Italie, en Toscane, environ 90 kilomètres au nord de Rome et 20 kilomètres au sud-ouest du lac Trasimène.

Et depuis 2014, elle l'est avec la ville de Terras de Bouro au nord du Portugal, à environ 25 kilomètres au nord-est de Braga et 70 kilomètres du nord-est de Porto au sein du Parc national de Peneda-Gerês.

### Cultes
L'église Notre-Dame-de-l'Assomption, de culte catholique, dépend du diocèse de Fréjus-Toulon, doyenné de Bandol.
Les lieux de culte protestant réformé et évangélique les plus proches sont à Sanary-sur-Mer, à environ 15 km.
La paroisse orthodoxe de Marie de Magdala est également située à Sanary.
Pour le culte musulman, la mosquée la plus proche est à la Seyne-sur-Mer, à environ 13 km.

## Économie

### Entreprises et commerces

#### Agriculture
- Coopérative vinicole[93] Les Maîtres Vignerons du Beausset[94].

#### Tourisme
- L'Écomusée des 4 Frères

Cet écomusée départemental se trouve sur la commune du Beausset sur le chemin de Signes à Ollioules, au milieu de l’espace naturel sensible (ENS) éponyme de 380 hectares. Il est installé dans une belle bastide provençale. On y découvre la biodiversité et l’usage des ressources naturelles locales, l’histoire du Var et des traditions provençales. C’est un musée gratuit qui possède également une bibliothèque. Mais situé dans le massif forestier des Monts toulonnais, sur décision préfectorale, les jours de risque d’incendie la forêt et l’écomusée sont interdits au public.

## Culture locale et patrimoine

### Patrimoine religieux

#### Église Notre-Dame-de-l'Assomption
Alors que le village est encore perché sur le promontoire avec son église Notre-Dame du Beausset-Vieux, une chapelle appelée « Notre-Dame des Cabanes » est édifiée au IXe siècle à l'emplacement de l'actuel hôtel de ville, donc dans la plaine ; puis elle prend le nom de Sainte-Marie-du-Plan du Beausset et est consacrée à l'assomption de la Vierge. En 1506, le village du Beausset-Vieux quitte la colline et s'installe définitivement dans la plaine au lieu-dit « Les Cabanes ». Vers 1507-1508, une église comportant une sacristie, un clocher, un presbytère et un cimetière est construite à l'emplacement de la chapelle ; cette première église agrandie et bénie en 1615, s'effondre en 1802.
Pour remplacer cet ancien édifice du XVIe siècle écroulé, une nouvelle église est mise en chantier le 5 mai 1846 sur le point culminant du village de la plaine (actuellement Esplanade Mademoiselle Dol, en haut de la rue Gambetta) et dévolue au culte en 1857,. À l'origine, c'est un simple bâtiment de 42 mètres sur 13. Sa façade est percée d’une grande baie vitraillée ; elle est surmontée d'un fronton triangulaire au sommet duquel est construit en 1905 un clocher carré. Sur les cinq cloches, une date de 1751 et une autre de 1773. Le clocher est surmonté d'un élégant campanile en fer forgé en 1958.

On ne peut guère lui attribuer de style particulier. Elle se compose d'une seule nef rectangulaire, sans orientation symbolique, couverte par une voûte en arc surbaissé qui se termine par une abside en demi-cercle voûtée en cul de four. La nef est divisée en 5 travées, entre lesquelles ont été ouvertes des chapelles peu profondes. Un fronton en arc surbaissé soutenu par deux colonnes encadre la grande porte donnant sur une terrasse, l'esplanade Mademoiselle Dol, à laquelle on accède par un escalier en haut de la rue Gambetta. Dans l’église se trouvent six tableaux du peintre Michel Serre (1658-1733), et un reliquaire consacré à Saint Louis, réalisé sous la Restauration. D'autres œuvres d'art d'intérêt proviennent des anciens édifices du culte de la paroisse (chapelle des Pénitents et église écroulée).

Église Notre-Dame de l'Assomption
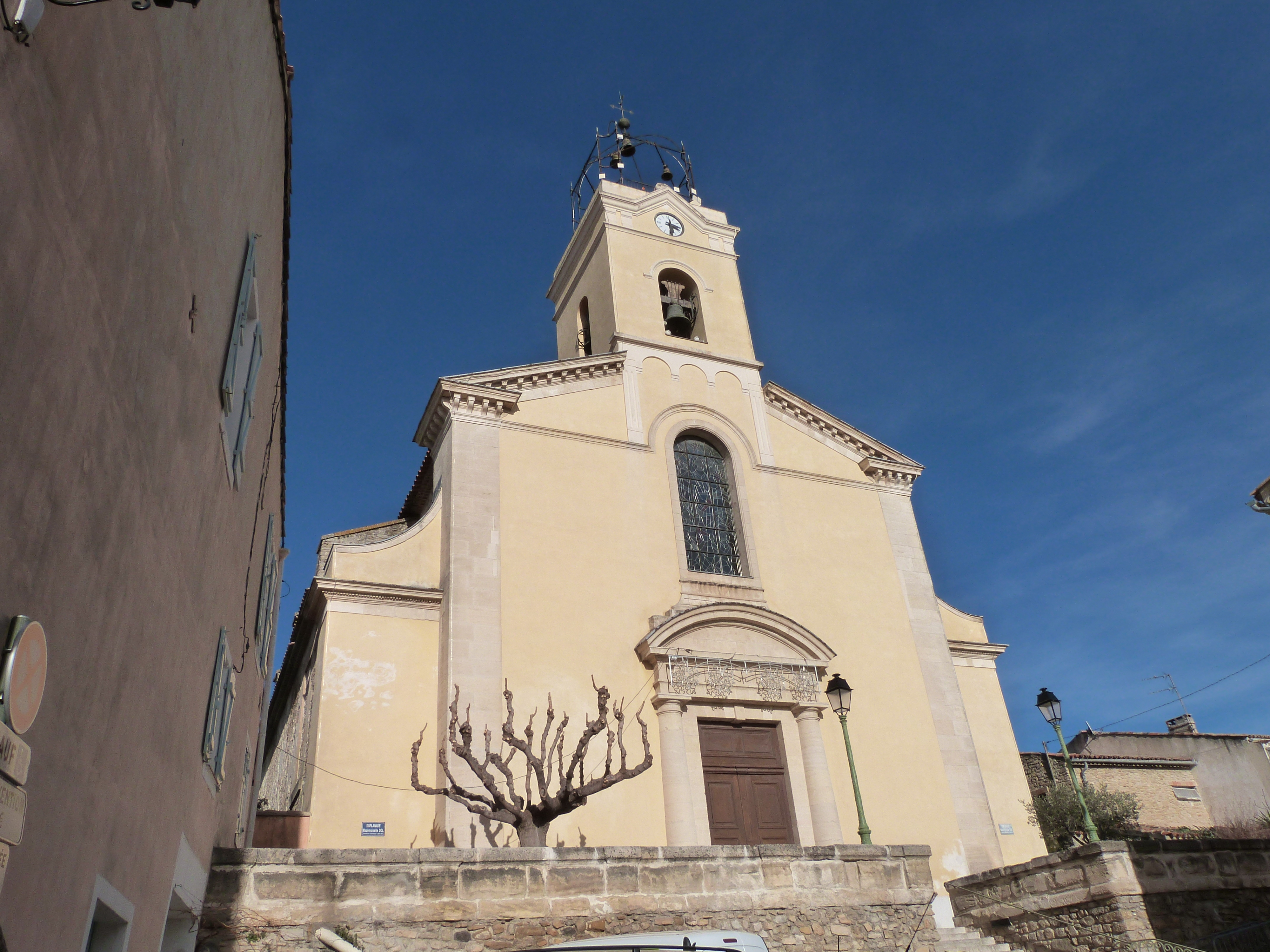
Façade
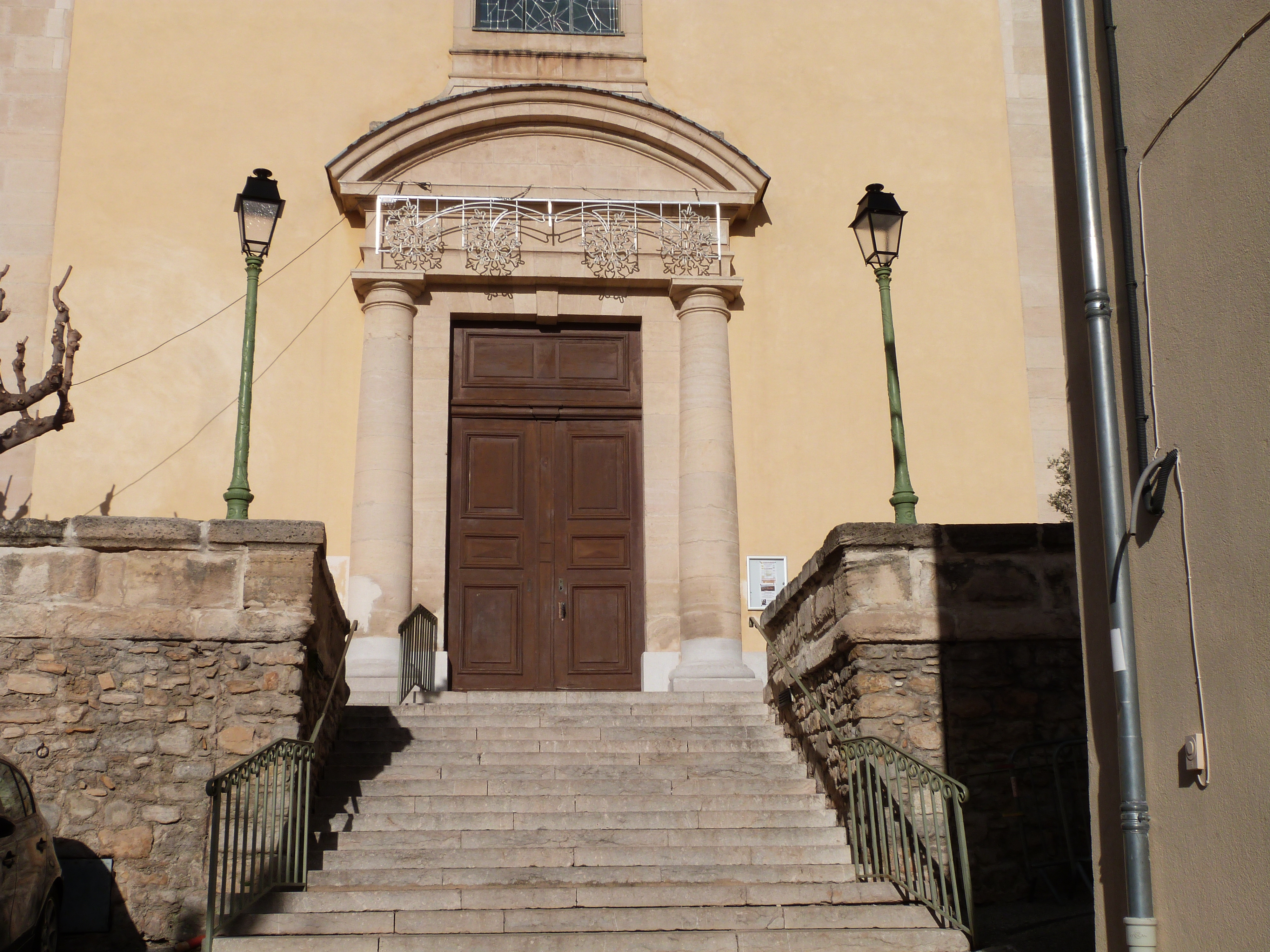
Portail
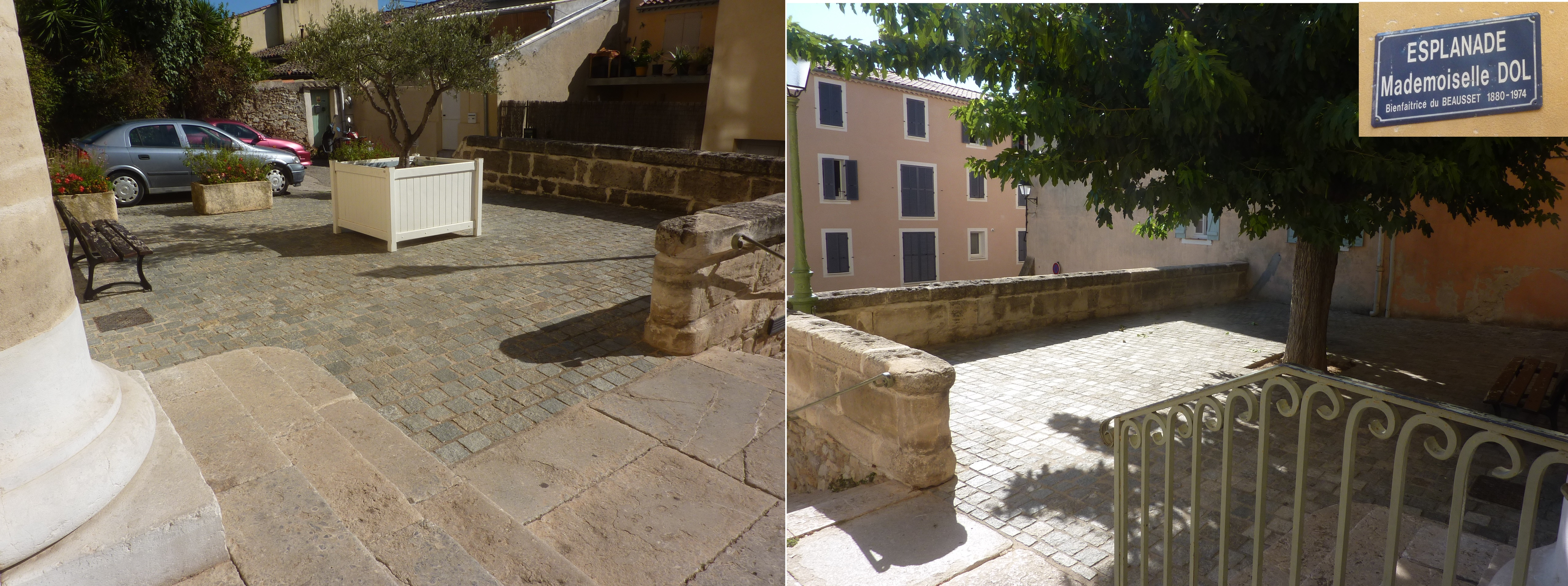
Esplanade Mademoiselle Dol - Parvis de l'église.
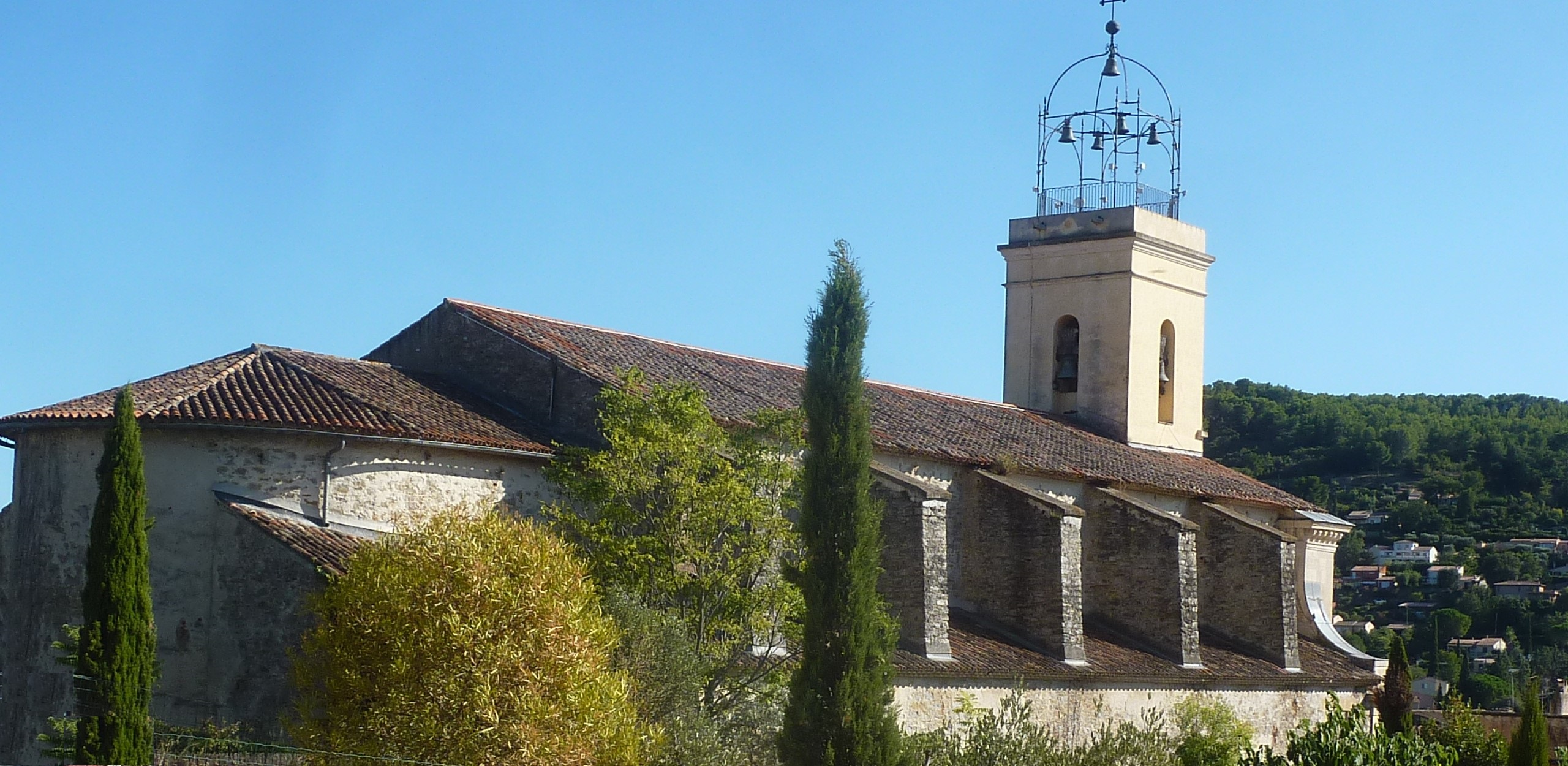
Chevet, façade nord-ouest et campanile.
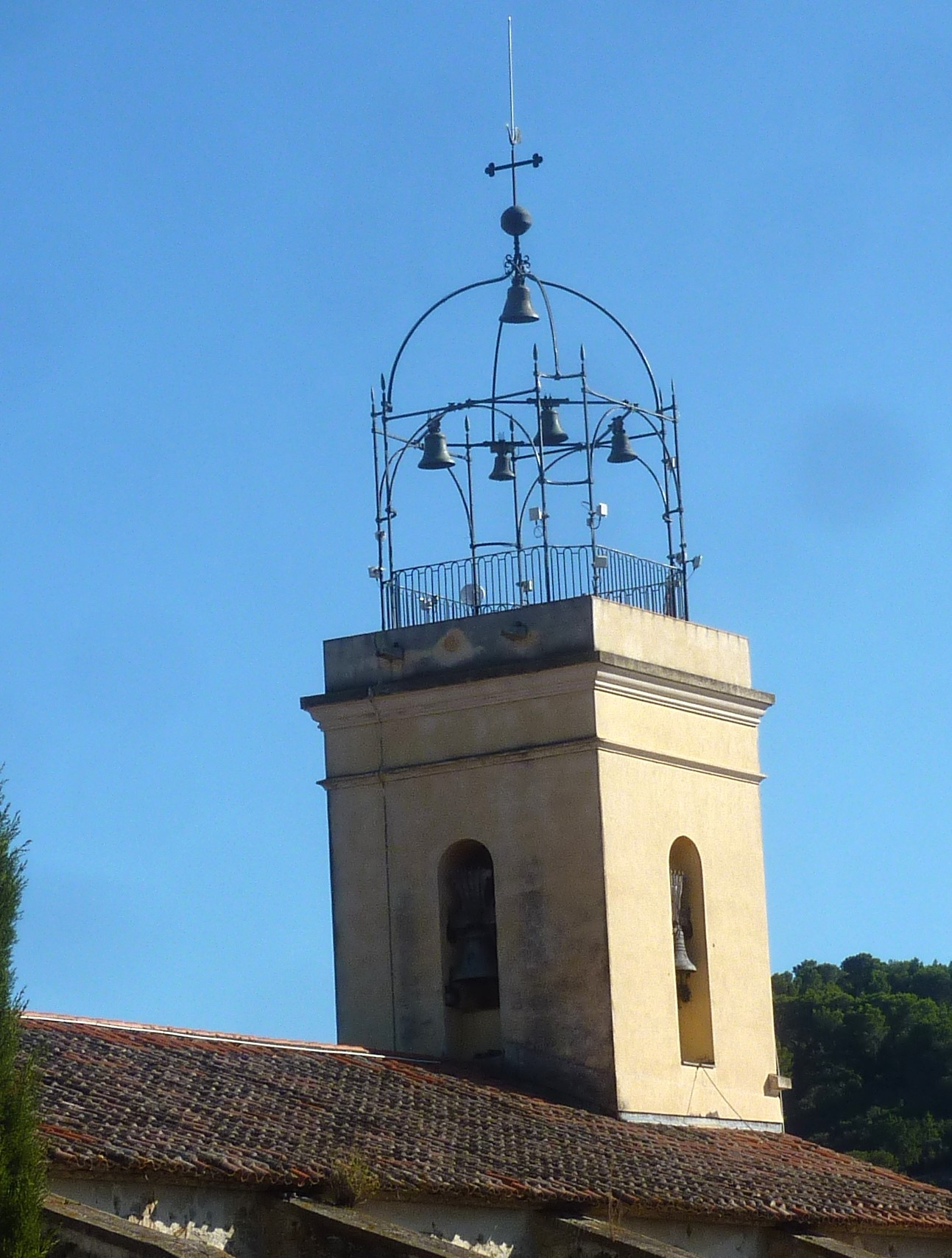
Campanile.

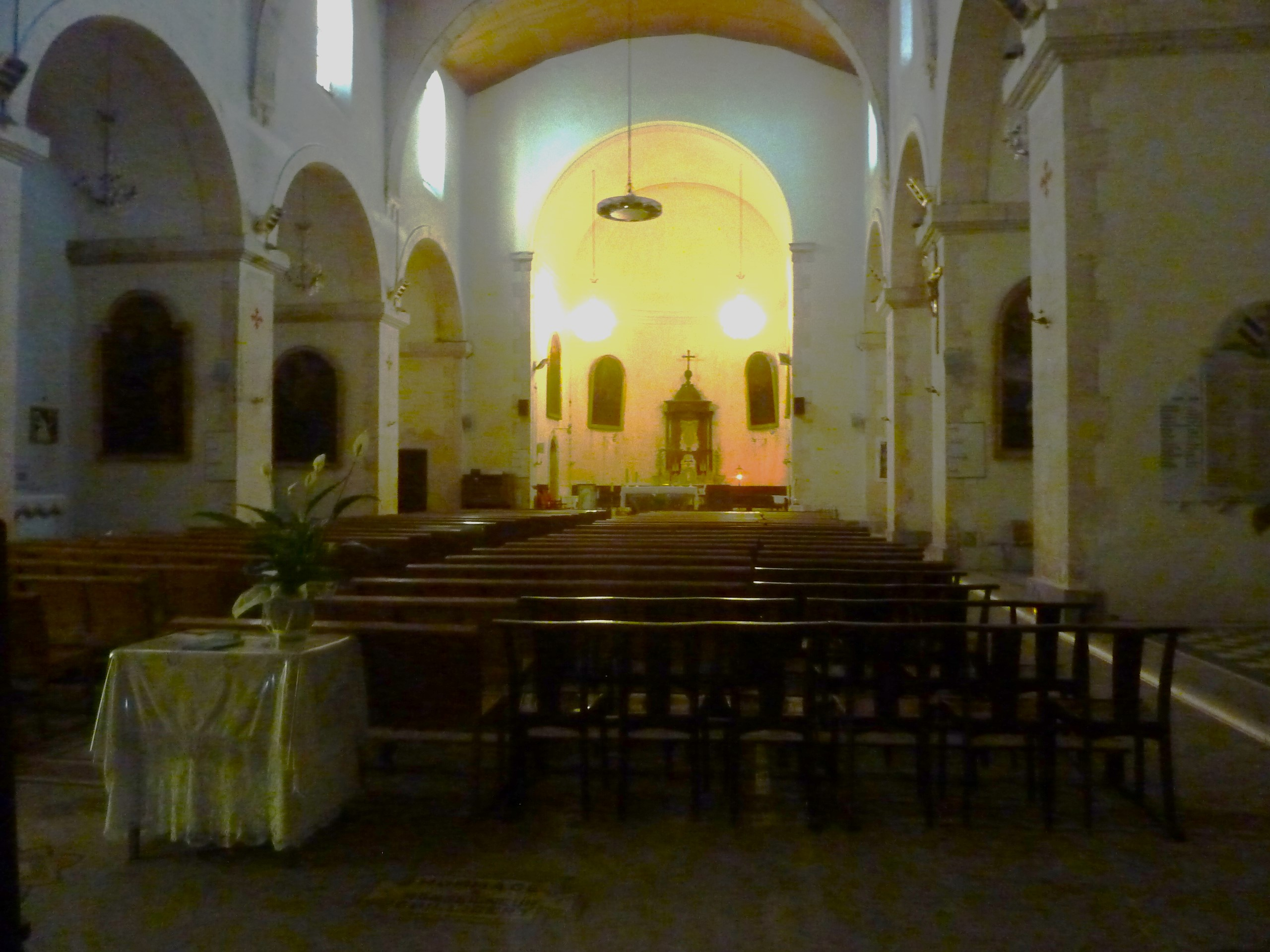
Nef et chœur vus du narthex.
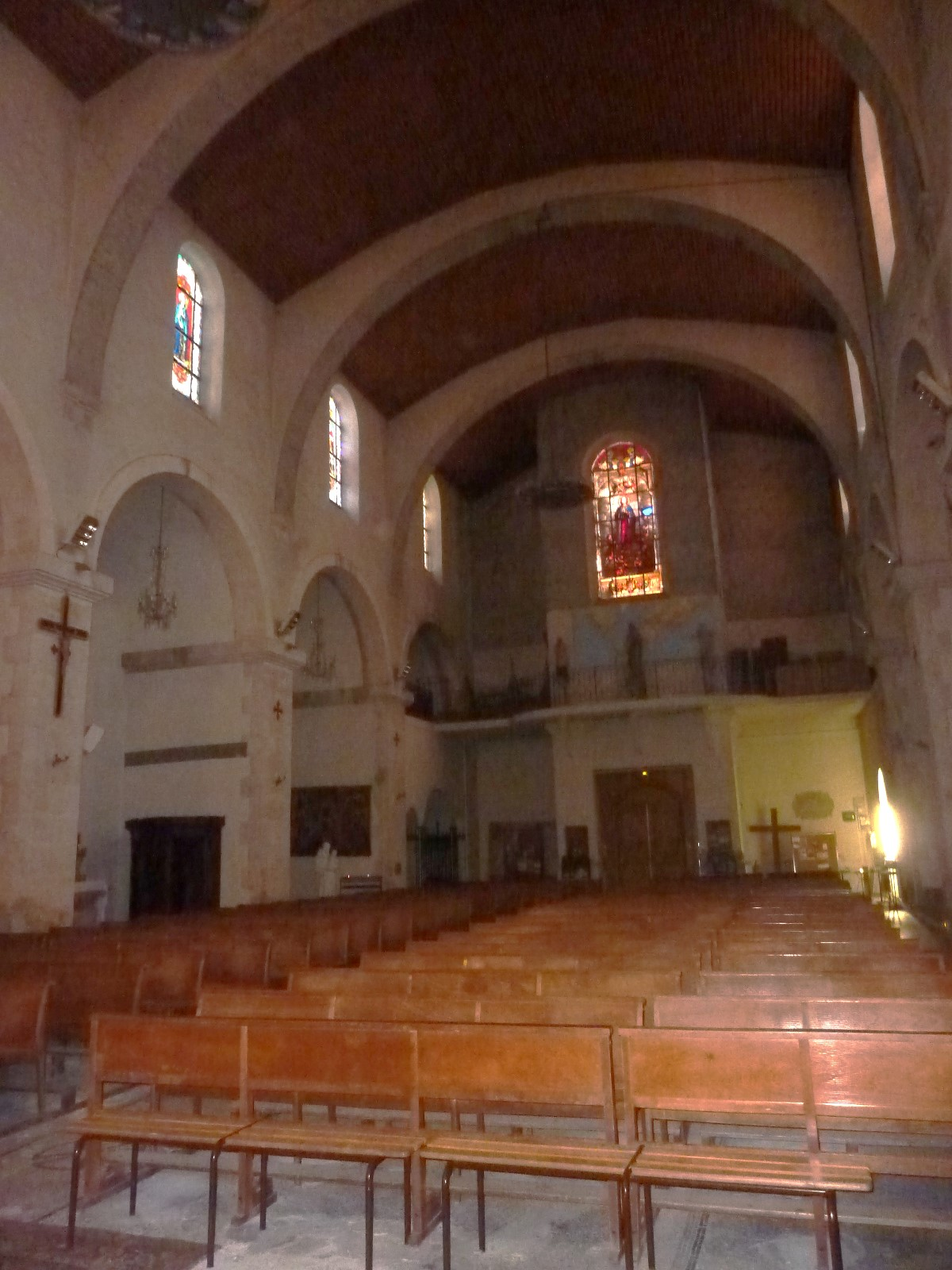
Nef vue du chœur.
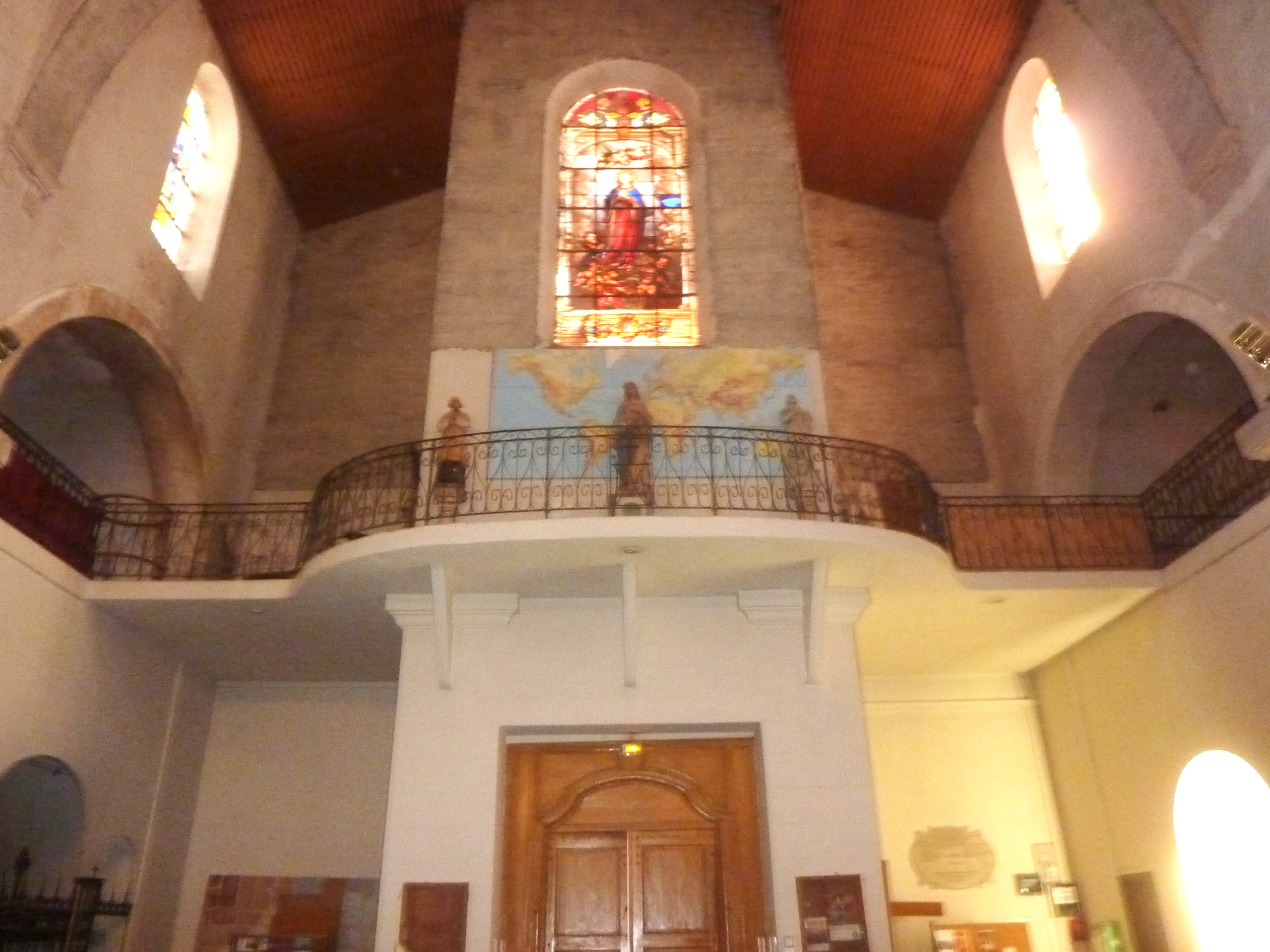
Narthex.
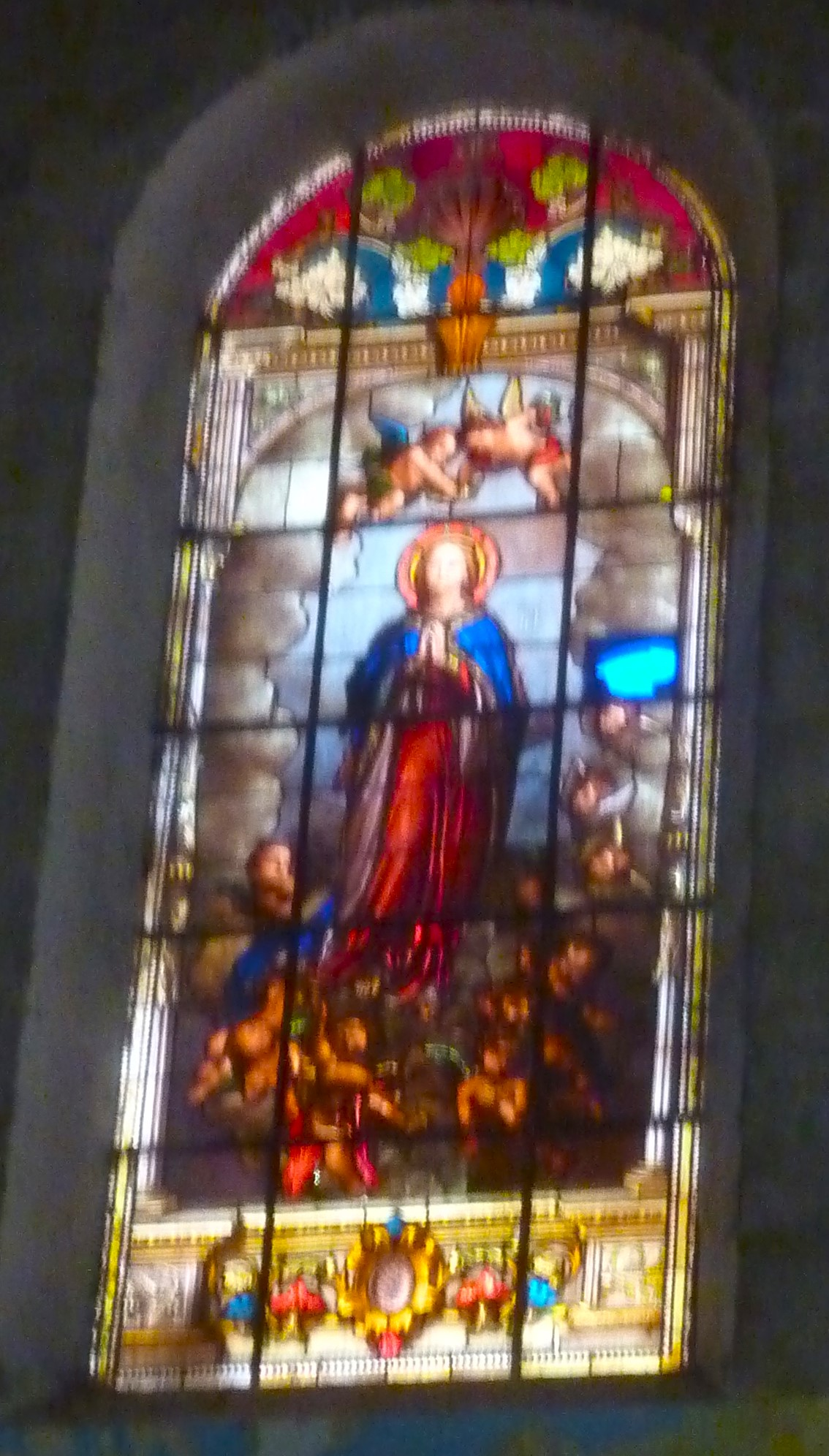
Vitrail de la Vierge.
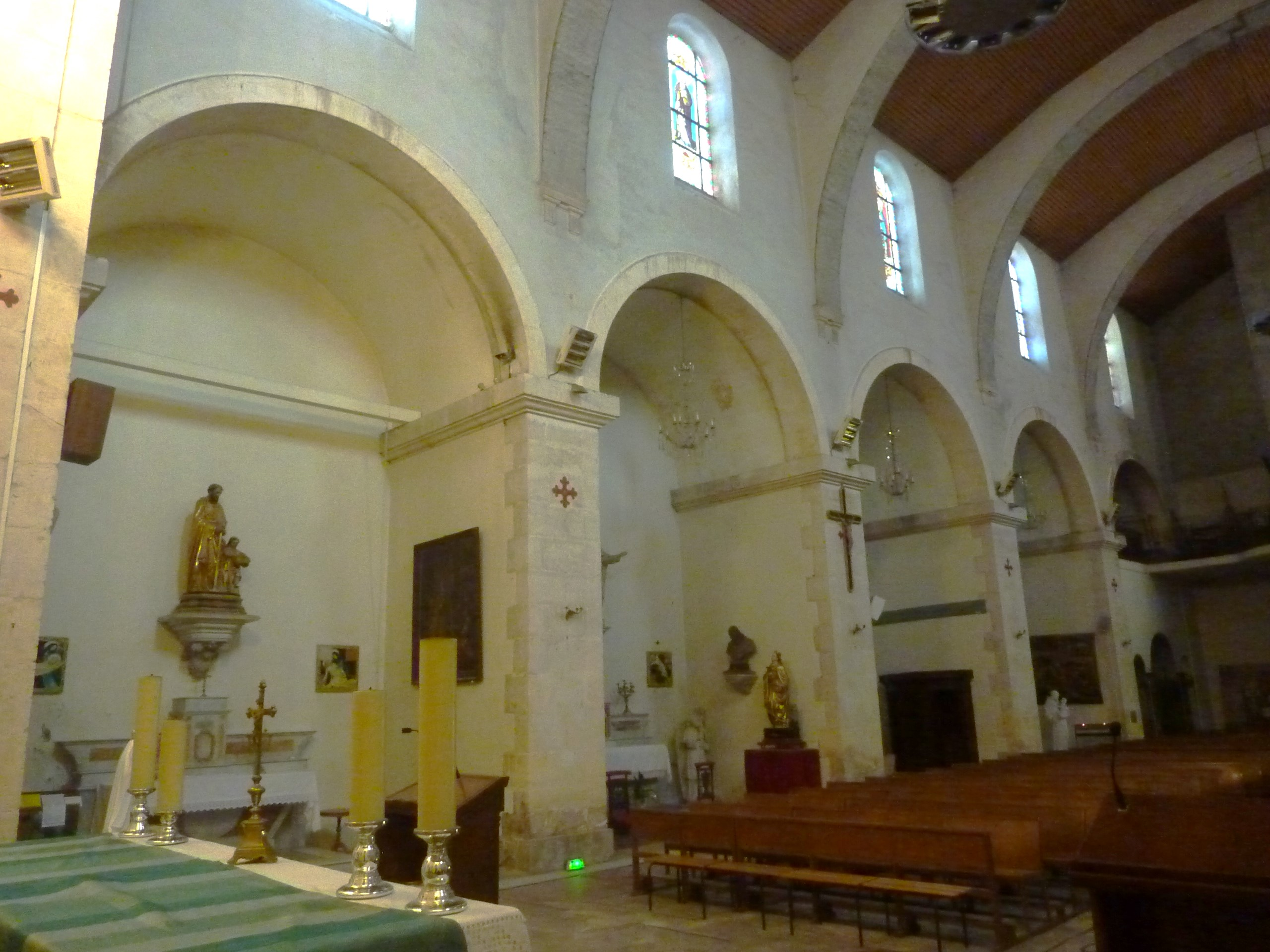
Chapelles latérales sud-est à droite en entrant.
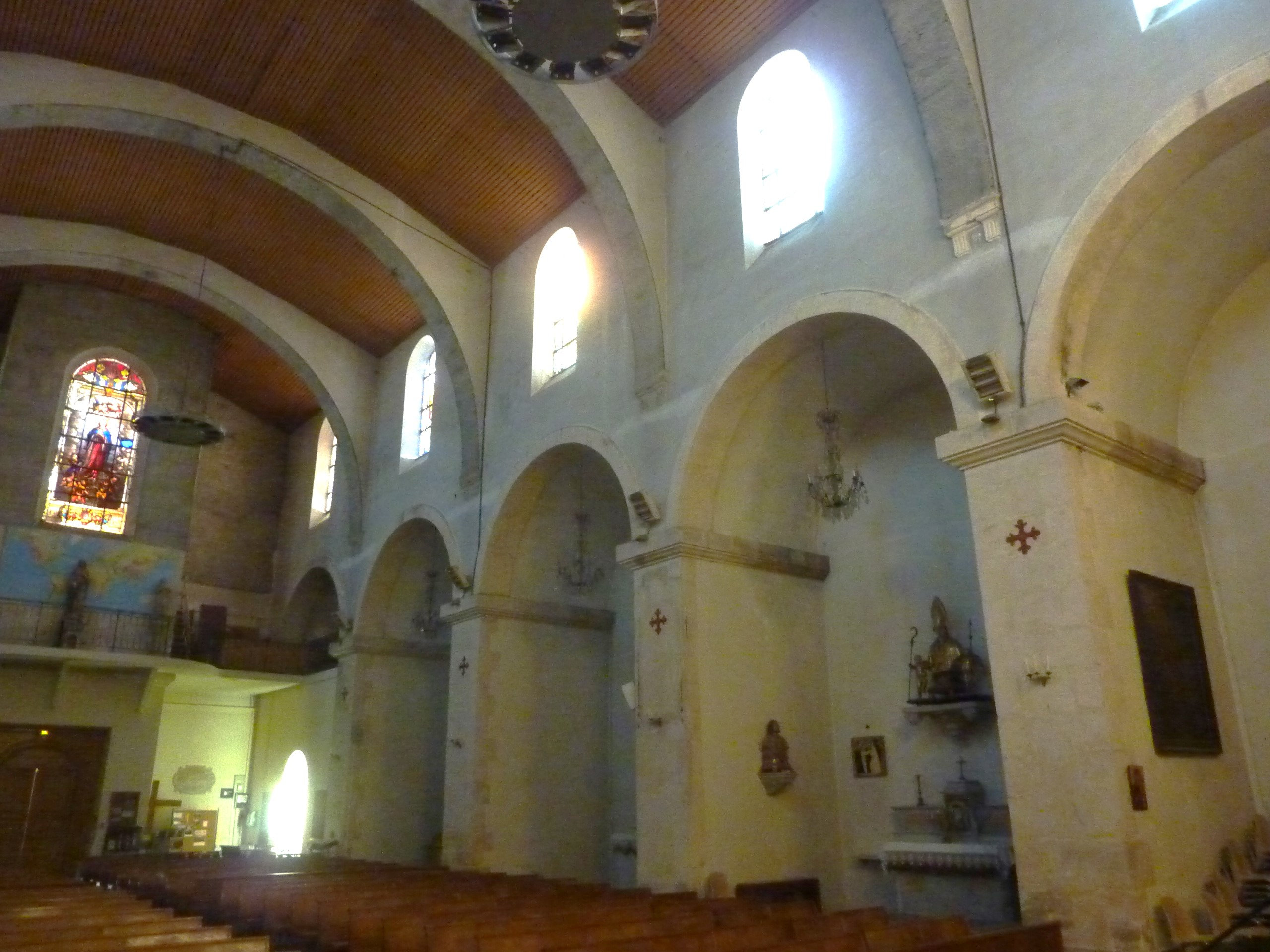
Chapelles latérales nord-ouest à gauche en entrant.

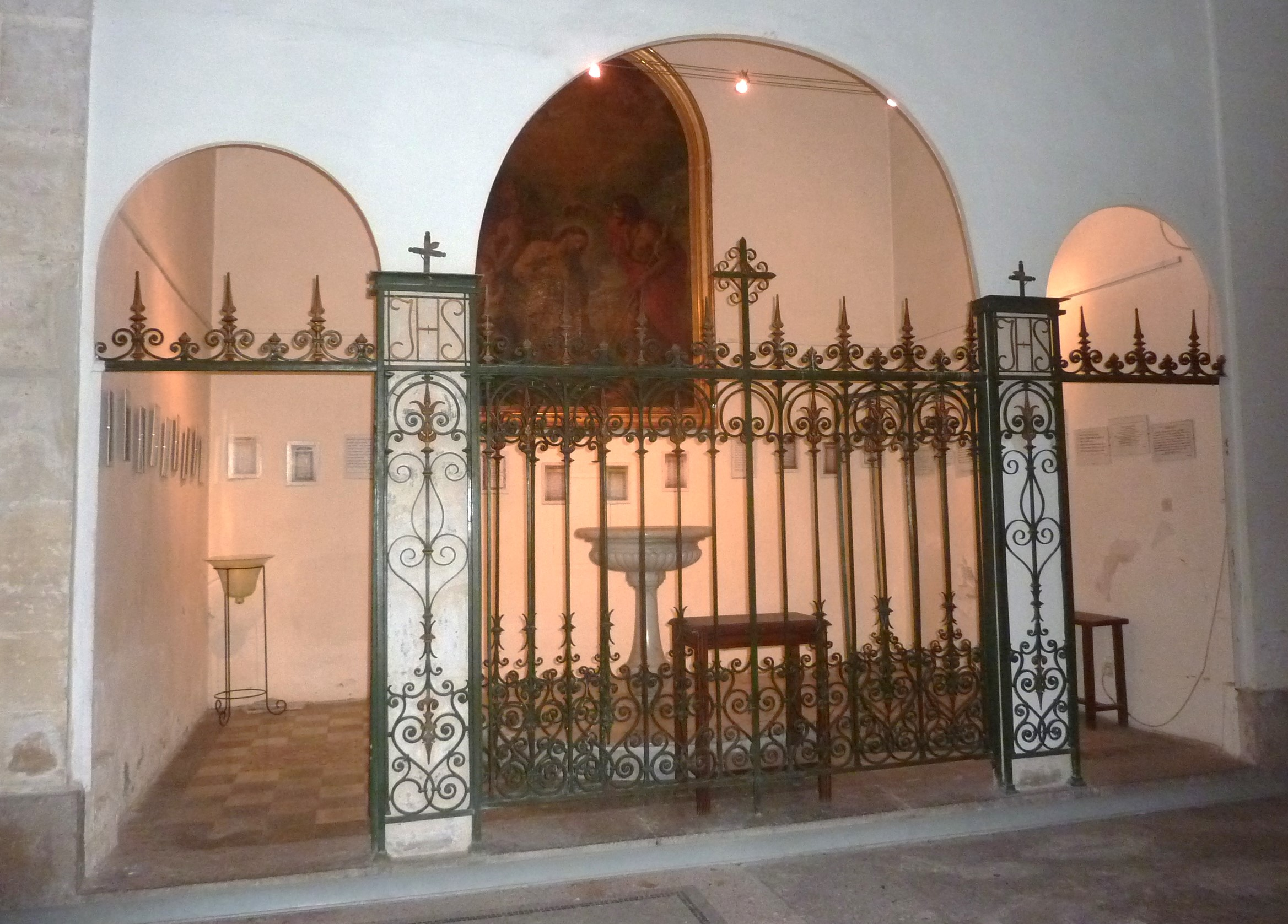
Chapelle du baptistère.
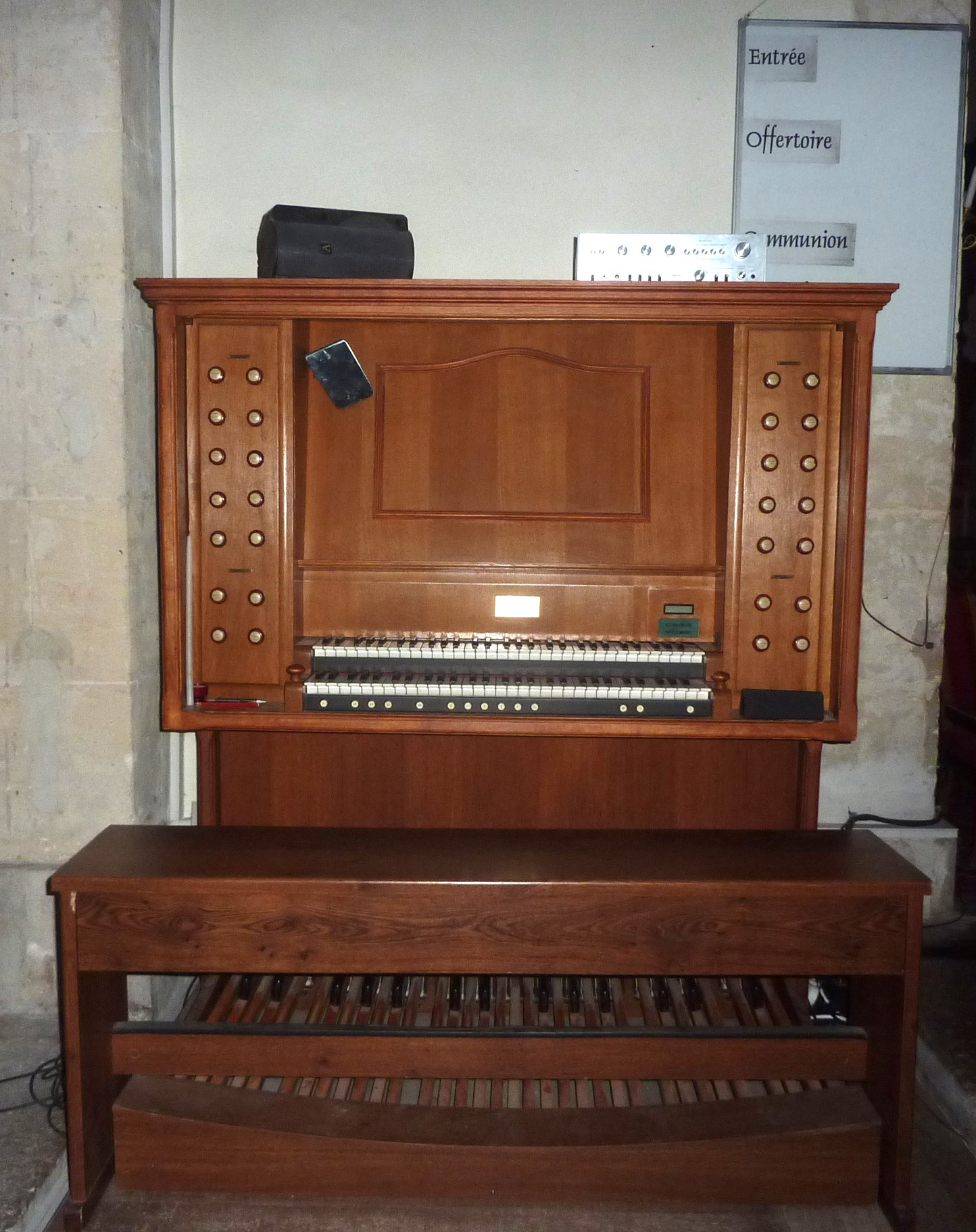
Orgue Ahlborn SL250.
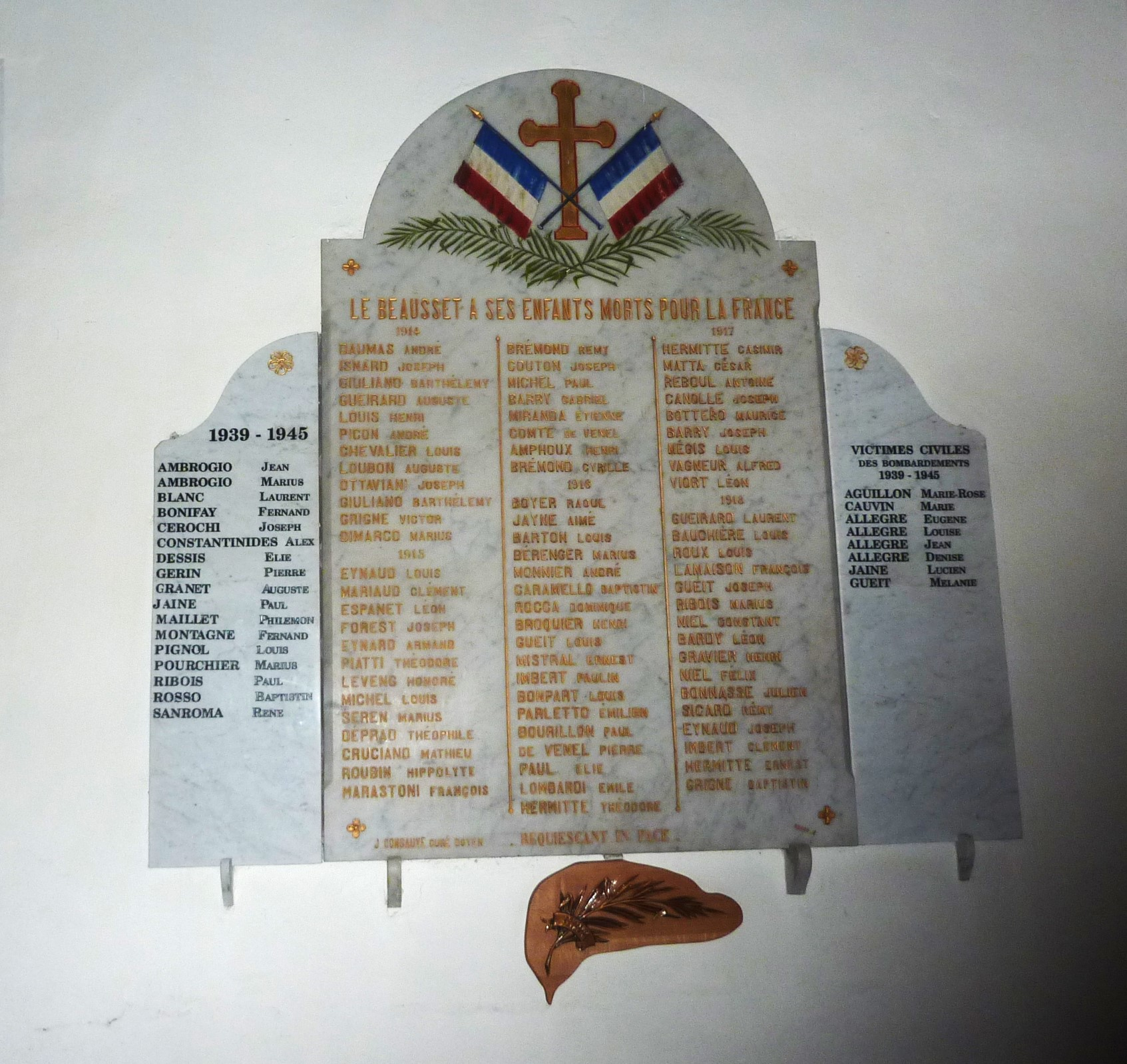
Plaque mémoriale des morts pour la France.
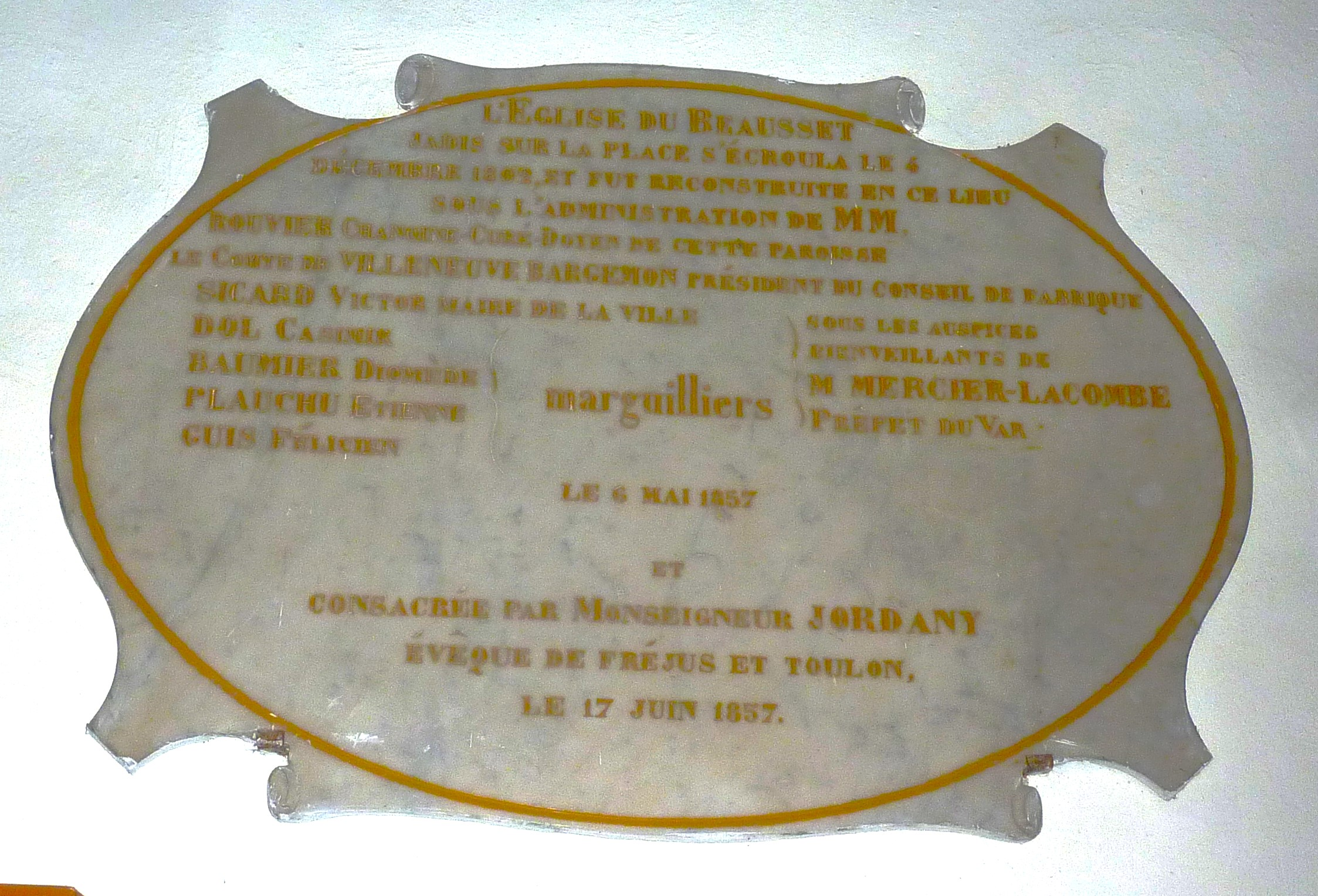
Plaque commémorative Construction et consécration de l'église.

#### Le presbytère
La maison du 2 rue de la République est actuellement le presbytère et la maison paroissiale catholique. Marie-Claire Dol (1880-1974), dite « bienfaitrice du Beausset », surnommée la conscience du Beausset, fondatrice en 1904 du « Patronage Sainte-Germaine », véritable institution beaussétane de 1904 à 1947 au bénéfice de la jeunesse du village, est viticultrice et travaillait beaucoup pour la paroisse. Sa maison est dotée d’une porte ancienne, surmontée d’une jolie sculpture. Elle cède cette maison à la paroisse.

Au rez-de-chaussée, côté sud sur l’esplanade Charles de Gaulle, se trouve la chapelle Saint-Joseph, où l'on peut voir un bas-relief réalisé par Claude Lepape en 1958 et récemment restauré,.

#### Chapelle Notre-Dame du Beausset-Vieux
Selon « Les amis du Beausset-Vieux », une association de préservation de ce patrimoine, toute autre dénomination est fantaisiste : Notre-Dame de Beau Lieu, Notre-Dame de Beauvezer (relevé en 1518) ou Notre-Dame du Beau Voir (en 1713). Notre-Dame du Beausset-Vieux ne s'impose définitivement qu'en 1800.
Seul vestige de l'ancien site du village, la chapelle (ou ermitage) du Beausset-Vieux, appelé aussi « sanctuaire du Beausset » par la paroisse, comprend une chapelle romane érigée en 1164 sur demande des évêques de Marseille. Elle est l'église paroissiale du Beausset jusqu'en 1506, date à laquelle les habitants quittent le village perché pour la plaine.
Cet ermitage est construit sur un belvédère qui est une klippe surplombant les alentours de ses presque 400 m, d’où l'on peut voir au sud-ouest la baie de La Ciotat, au nord-ouest la Sainte-Baume, au nord-est le Mont Caume. La vue embrasse Le Beausset, Le Castellet, La Cadière, entourés du vignoble dit de « Bandol ».
La restauration des lieux, à l’initiative du curé Lucien Baud, par une équipe de bénévoles et généreux donateurs, durant presque 40 ans à partir de 1961, est une belle réussite de conservation du patrimoine sur lequel ils continuent à veiller et qui vaut au site d'être  Inscrit MH (1970) par arrêté du 20 février 1970,, ainsi que son mobilier (nombreux ex-voto, cloche de 1634, etc.).
Autrefois à l'intérieur d’un château fort détruit sous Richelieu à la demande des Beaussétans, l’ermitage comporte, en y pénétrant par le sud, un narthex précédant l'entrée dans la chapelle avec un buste de saint Eutrope (saint patron du Beausset) datant du XIVe siècle, puis à droite une nef qui mesure 16 mètres de long sur 4,5 mètres de large pour une hauteur de 6 mètres. On y découvre la statue de saint Joseph et la statue de Marie Madeleine. Dans le fond, l'autel, circulaire, est composé de meules de basalte et de granit provenant d'un ancien moulin à huile. Dans une niche sur la droite, un Christ en croix en bois sculpté est un rescapé de l'incendie de 1936. Enfin il faut remarquer, placée en hauteur derrière l'autel, la statue de Notre-Dame du Beausset-Vieux sculptée en 1712 par Louis Ollivier des ateliers de Pierre Puget (1620-1694) à Marseille.

Sous la Révolution, devant la menace de voir toutes ces œuvres vendues comme biens nationaux, Claude Richaud et Pascal Sicard les rachètent, pour les restituer plus tard à l’église, ce qu'ils font en 1804 dans les mains du chanoine Toussaint Bœuf. 

Consacrée à Notre-Dame, la chapelle constitue depuis le XVIIe siècle la destination de plusieurs pèlerinages annuels, le lundi de Pâques, le lundi de Pentecôte, le dimanche le plus proche du 8 septembre (Nativité de la Vierge). Une ancienne tradition attribue à Notre-Dame du Beausset-Vieux une grande efficacité dans la guérison de maladies ou la protection en cas d'accident. Cette tradition a donné naissance à une galerie de plus de 80 ex-voto, dont les plus vieux datent du XVIIIe siècle. Ces ex-voto du Beausset-Vieux constituent un témoignage intéressant d'art naïf et d'art populaire.

En parallèle de la nef de la chapelle, se trouve la galerie des ex-voto. On y pénètre par une petite voûte située sur l'entrée gauche de la chapelle, qui est l'ancien sous-bassement de la forteresse. 

Sur la gauche de l'entrée sud, se trouve la salle des pèlerins, où est installée la boutique de l'Association des Amis du Beausset-Vieux, qui possède une belle cheminée monumentale et une cave.

Au nord-est, avant l'accès au donjon la porte surmontée d'un clocheton datant de 1912 est celle de l'ancienne chapelle des Pénitents-Blancs du Beausset.

La réédification du donjon carré de l'ermitage s'achève en 1970. On y accède par un escalier constitué de pierres du pays. À mi-hauteur de l’escalier, sur la gauche se trouve une première terrasse où des bénévoles ont construit un cadran solaire en chiffres romains, dont le style est une vis de  pressoir. Puis, on arrive au sommet du donjon où l’on a une vue à 360°. D’où le nom de vigie donné à cet endroit. Il s’y trouve une table d'orientation, en lave de volcan placée en 1972 par les travailleurs bénévoles, détaillant les différents lieux vus de là.

Du haut de ce donjon, la perspective est parfaite sur la terrasse du calvaire de fer électrifiée portant un Christ en fonte. La nuit, la croix se détache sur le fond du ciel sombre par sa lumière bleutée visible de très loin.

Au sud-est de la chapelle, incrustés dans le sol une grande croix et un enclos faits de cailloux blancs sont entourés d'une chaîne portée par des potelets ouvragés pour délimiter l'ossuaire correspondant au cimetière des anciens habitants des lieux.

En face de l'ossuaire, sur la façade sud-est de l'édifice, il y a l'ancienne porte d'entrée de la galerie des ex-voto. Mais depuis le cambriolage, cette porte est condamnée et blindée. L'entrée dans la galerie se fait par la chapelle et l'entrée de la chapelle se fait par la façade sud-ouest. Sur la droite de cette ancienne porte, une fontaine sommée d'une croix et protégée par une grille basse date de 1855.

Le site de N.-D. du Beausset-Vieux
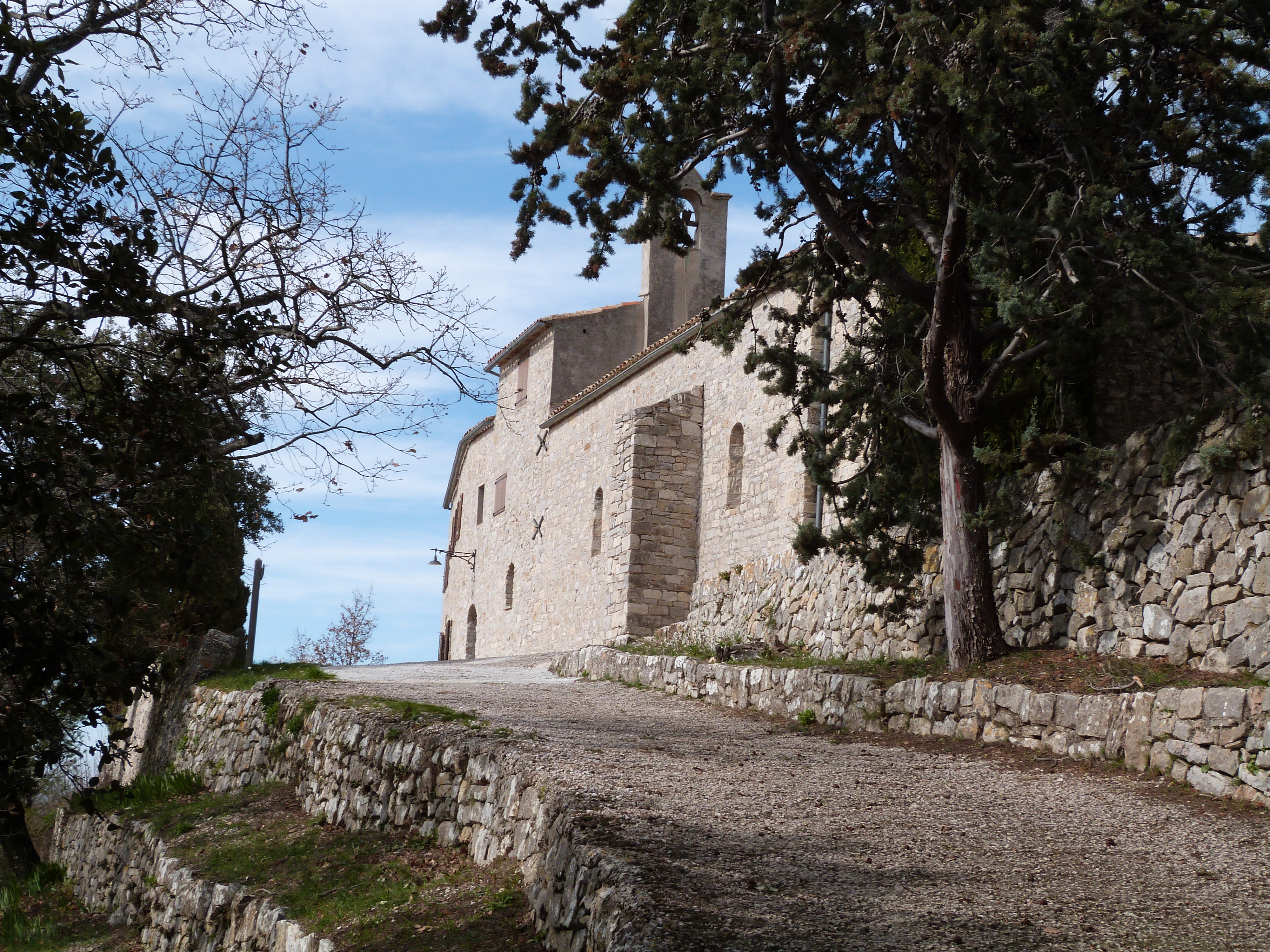
Le site de la chapelle en arrivant par le S.-O.
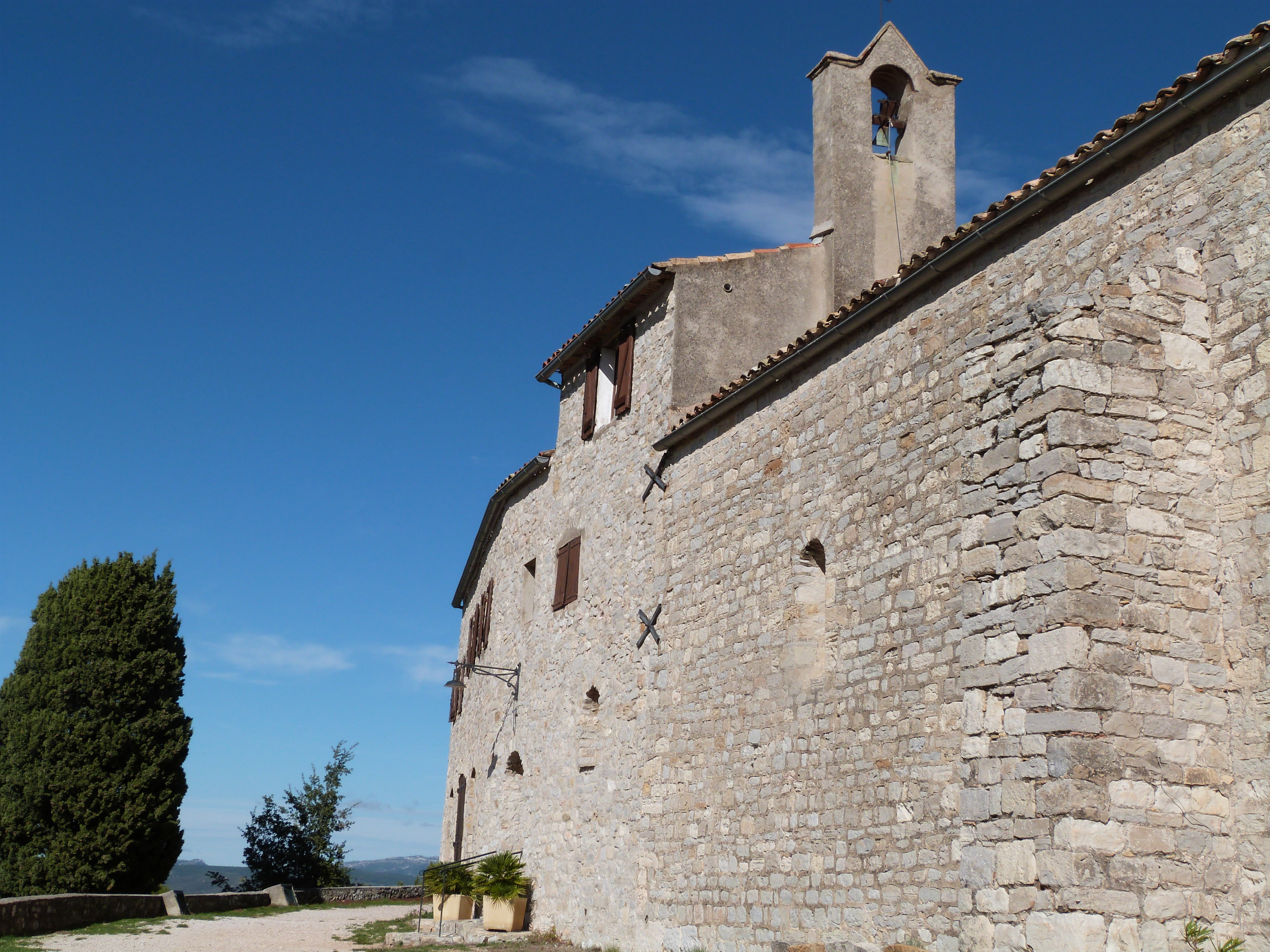
Façade S.-O.
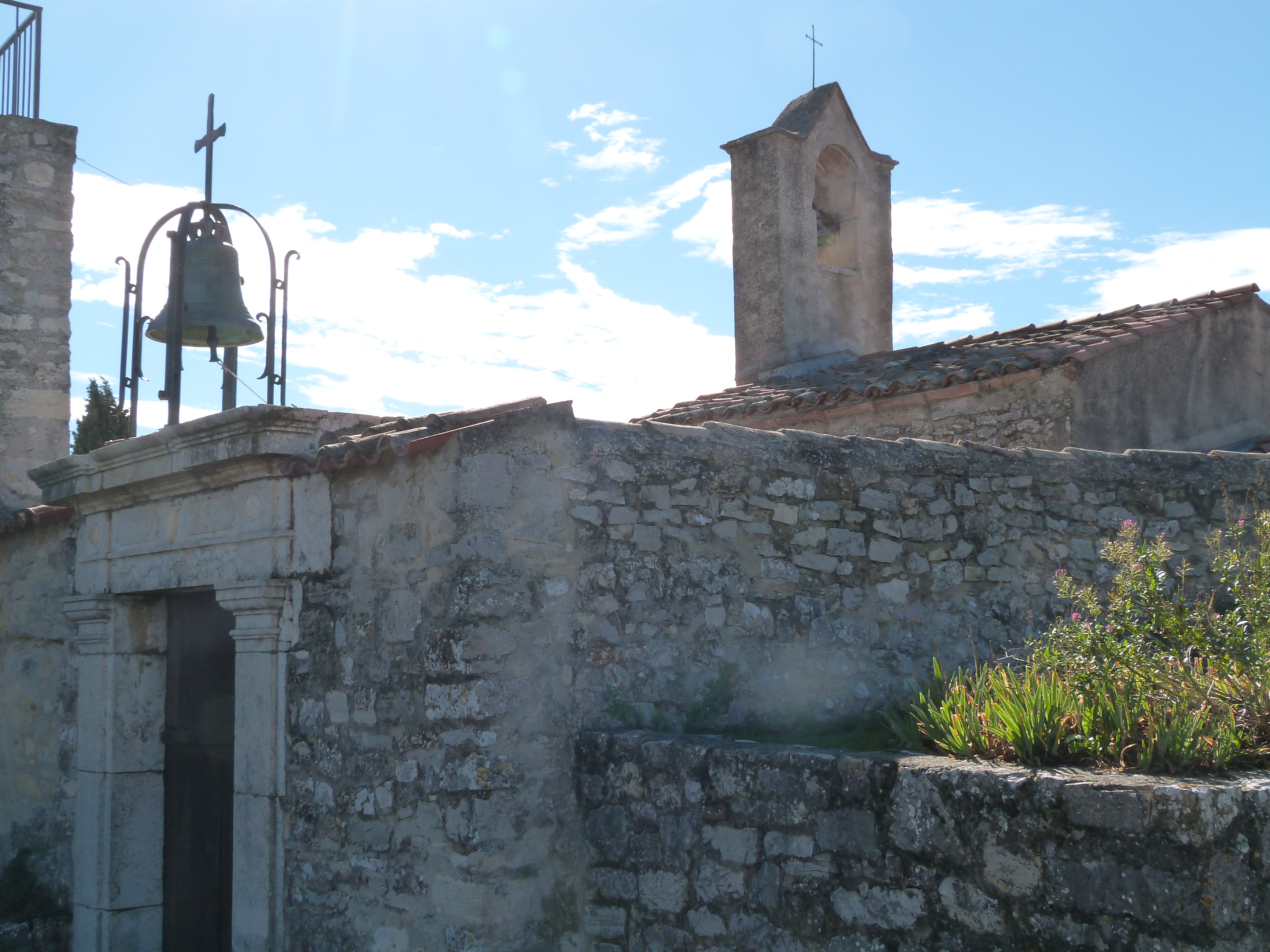
Façade N.-E.
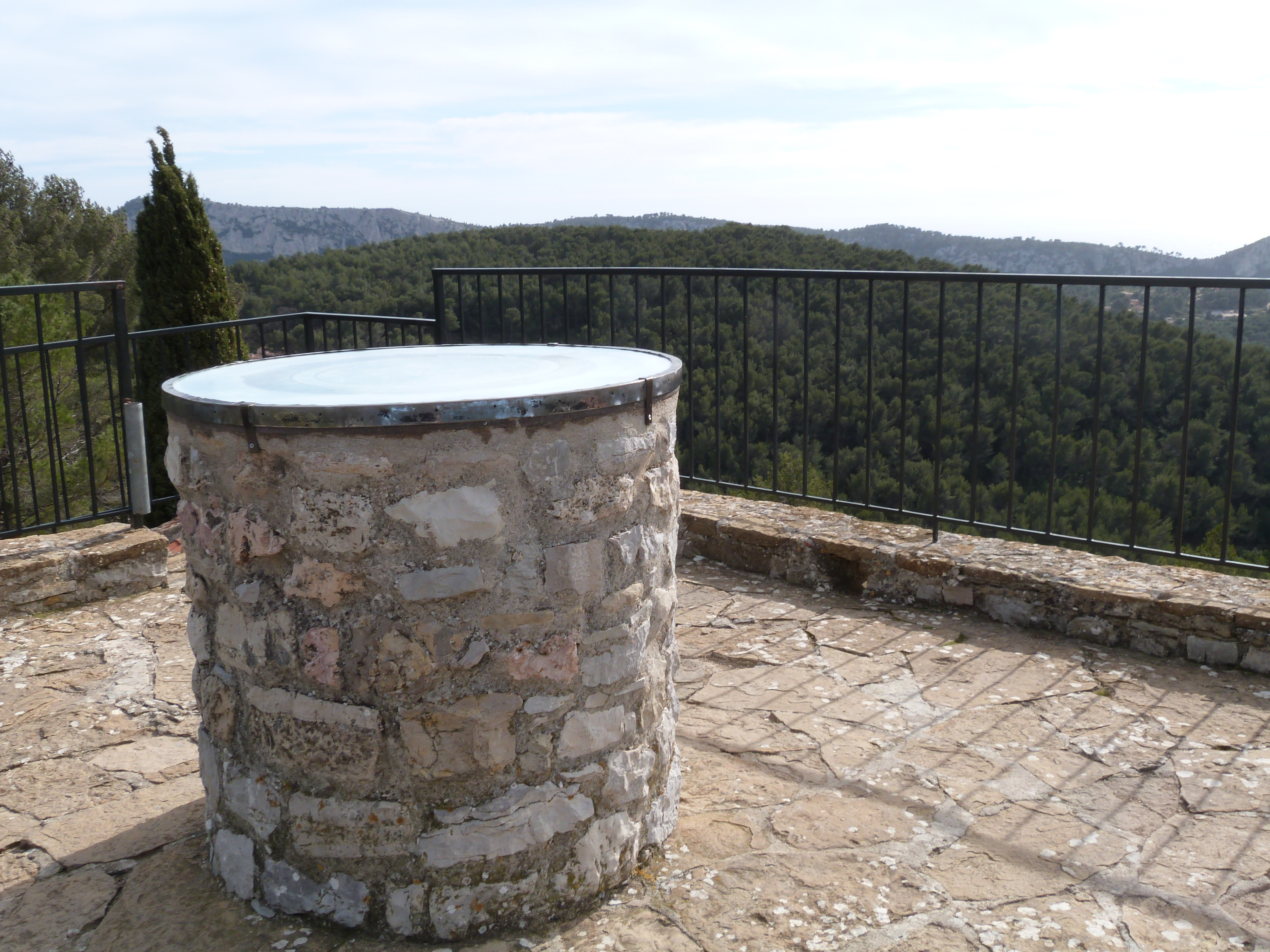
Le belvédère en haut du donjon.
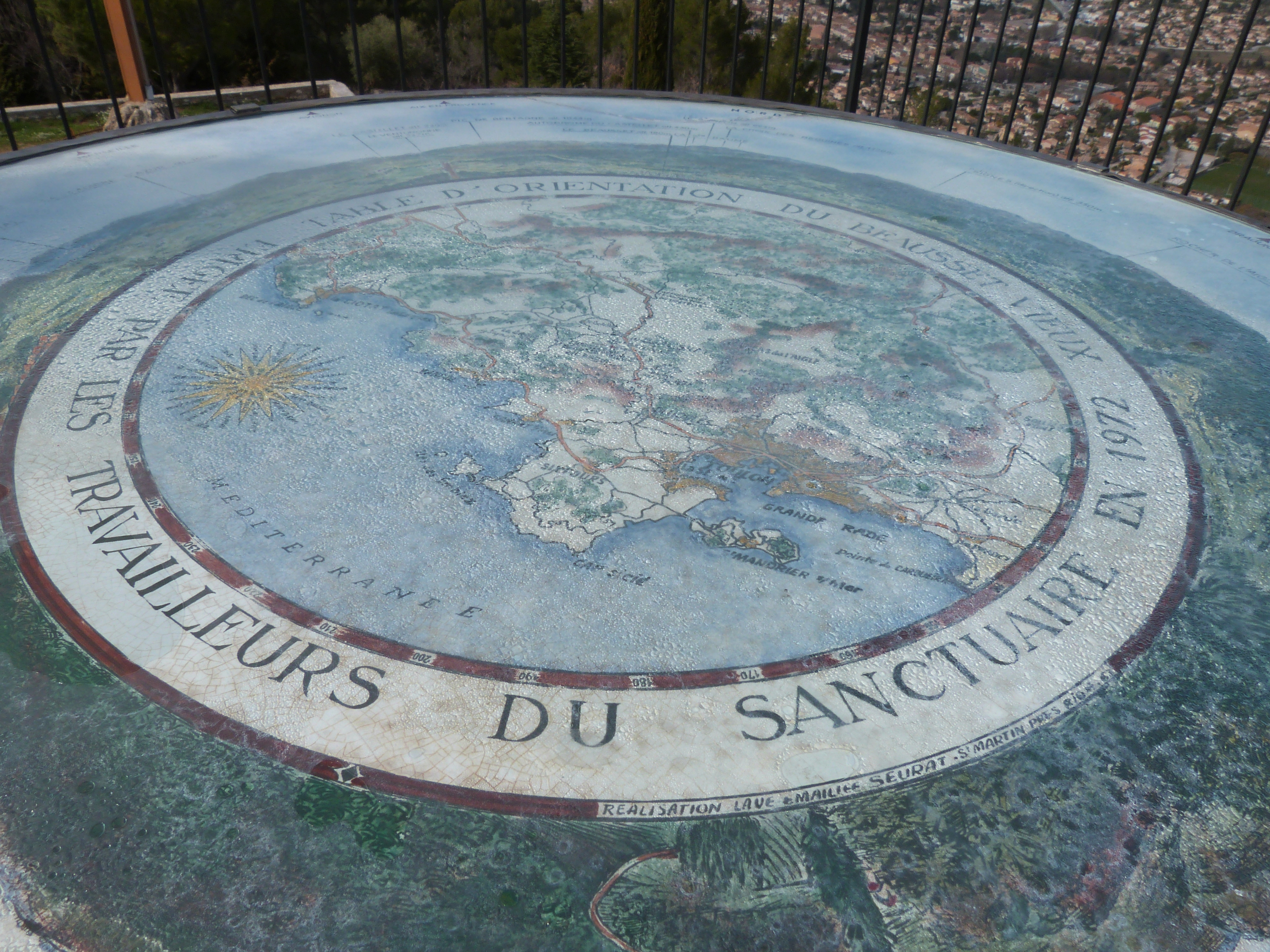
Table d'orientation en haut de la tour-donjon.
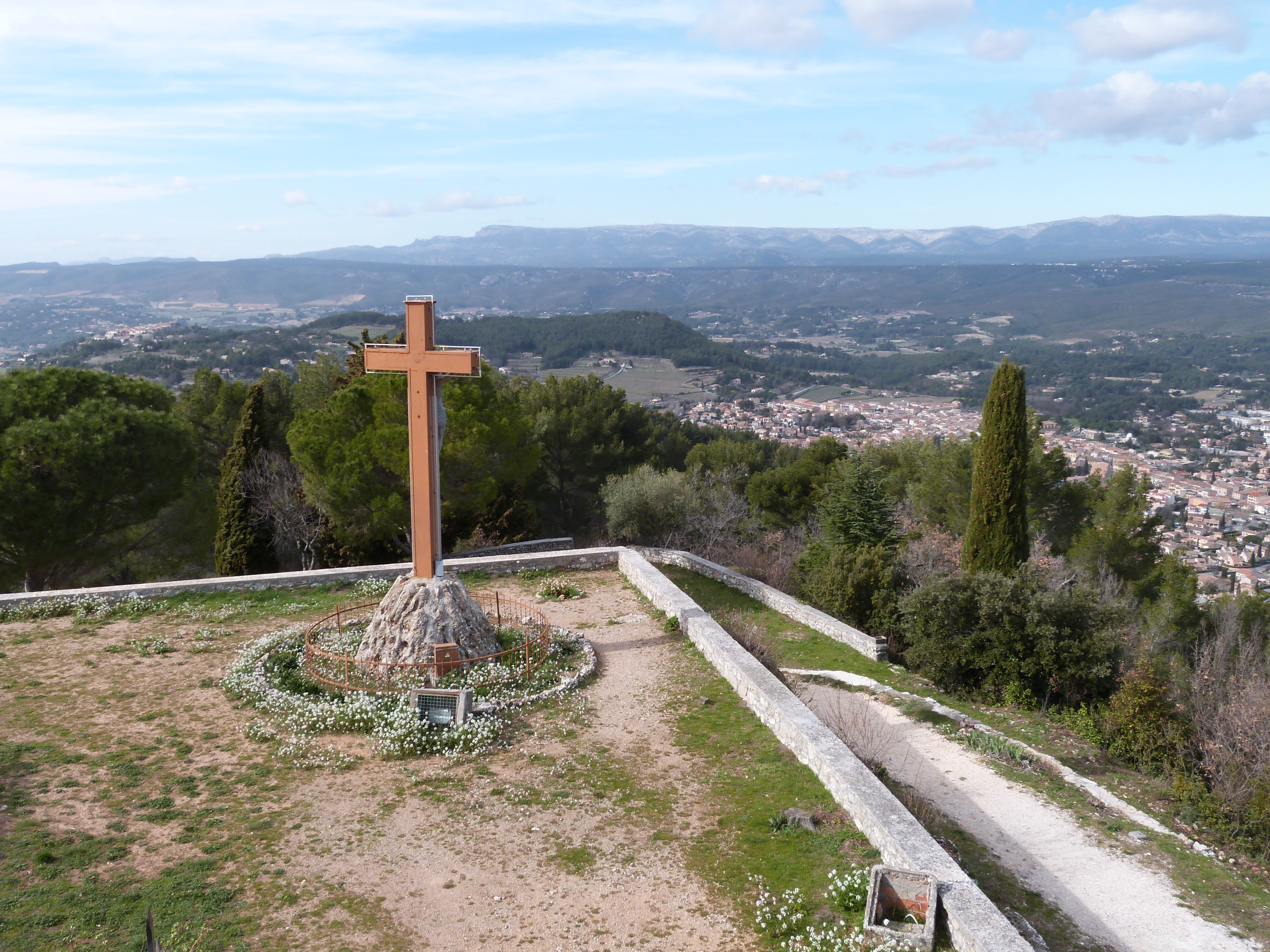
Le calvaire en regardant du haut du donjon vers le N.
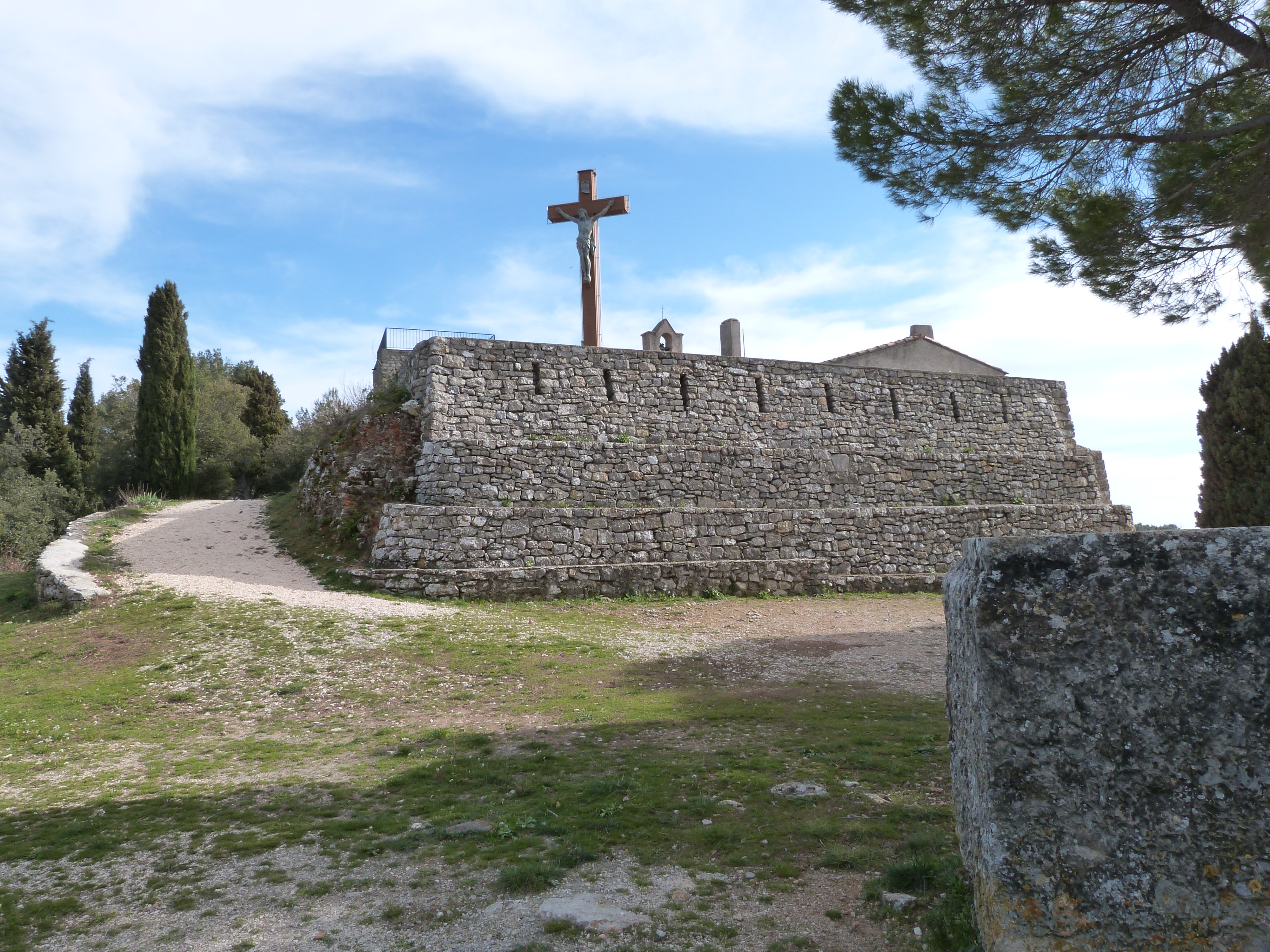
La terrasse du calvaire Vue d'en bas du N.E. vers le S.-O.
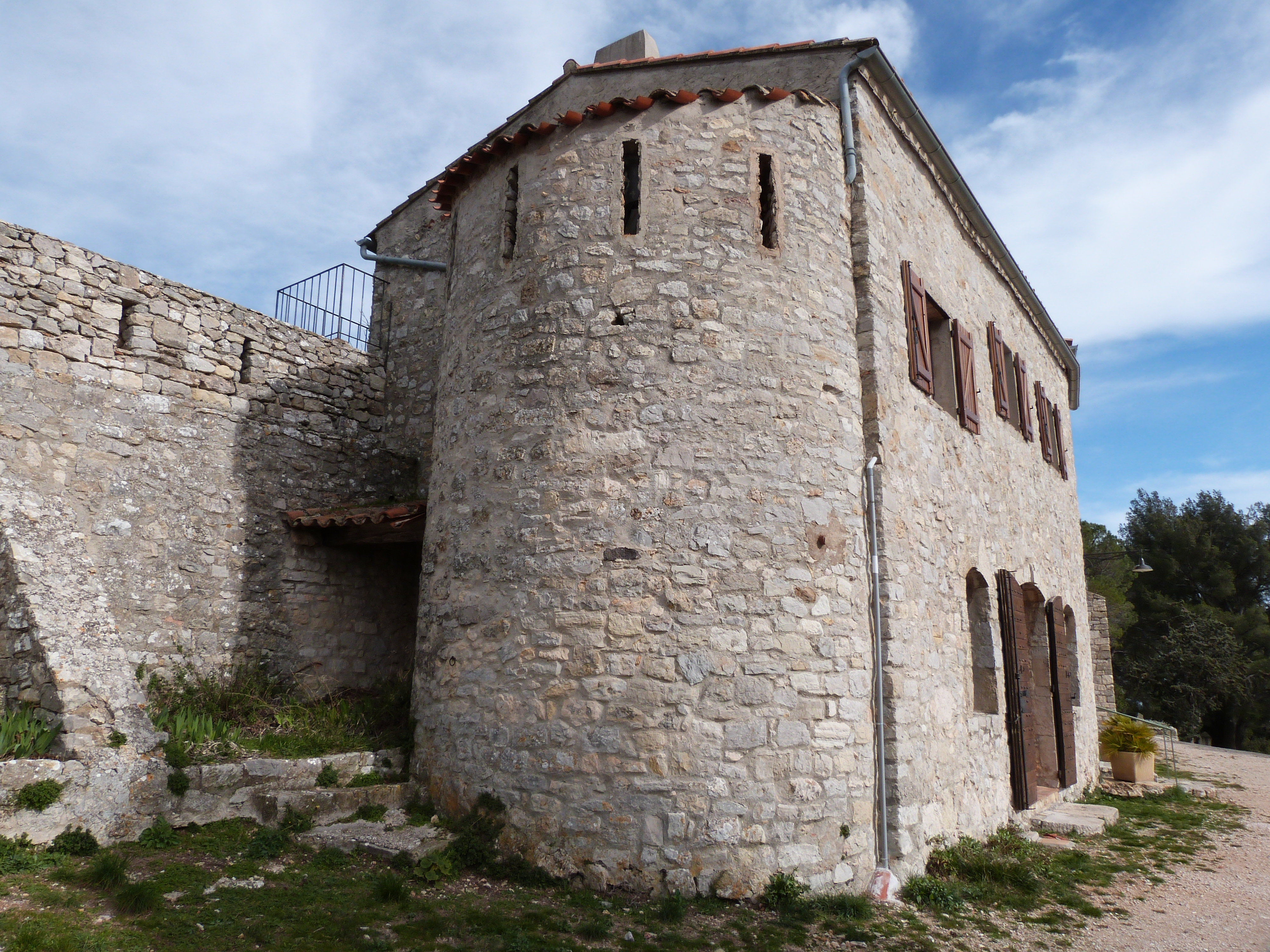
Maison castrale jouxtant la chapelle Vue du N.-O. vers le S.-E.

#### Oratoires

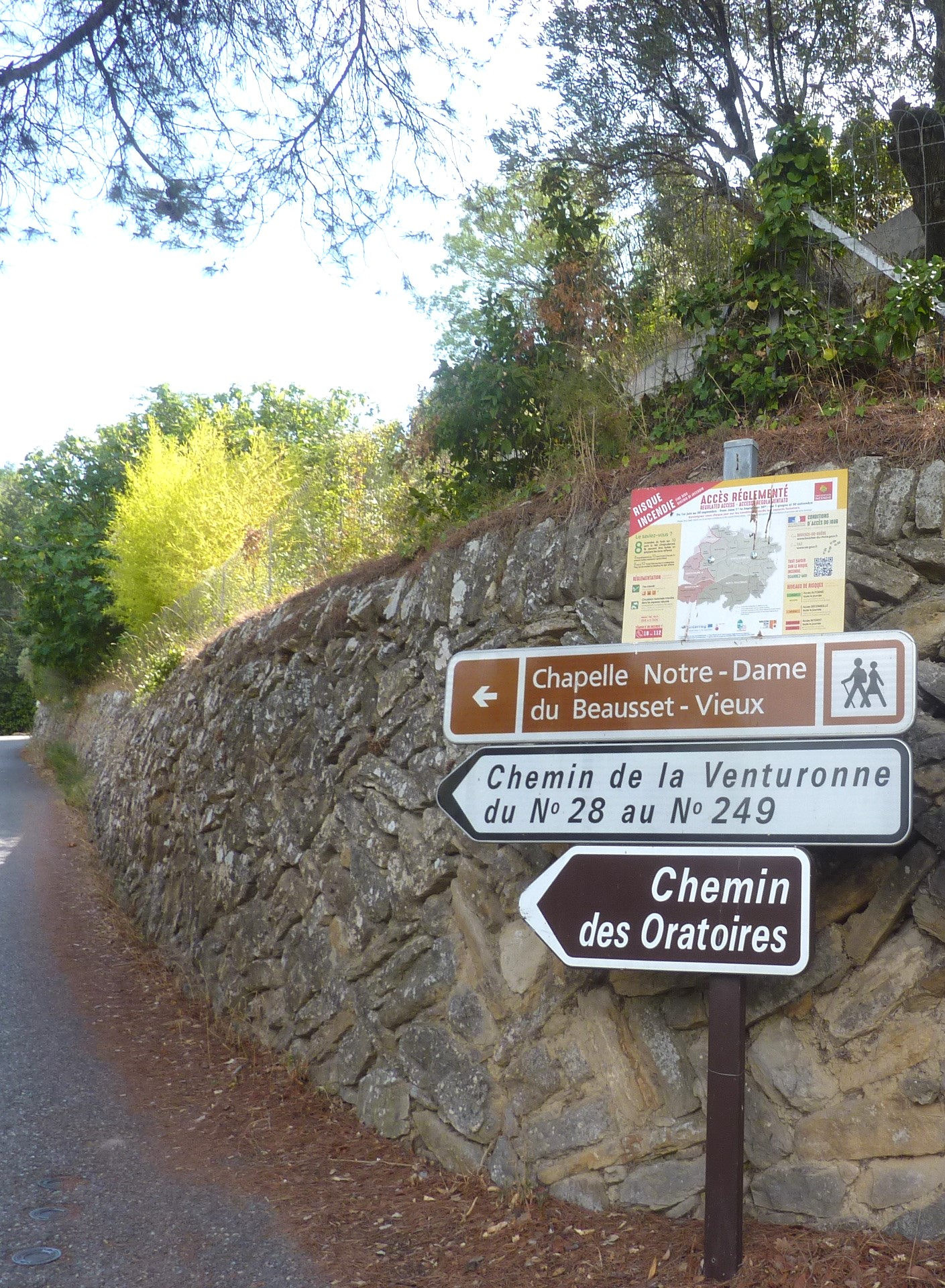
Indications au début
du chemin des Oratoires

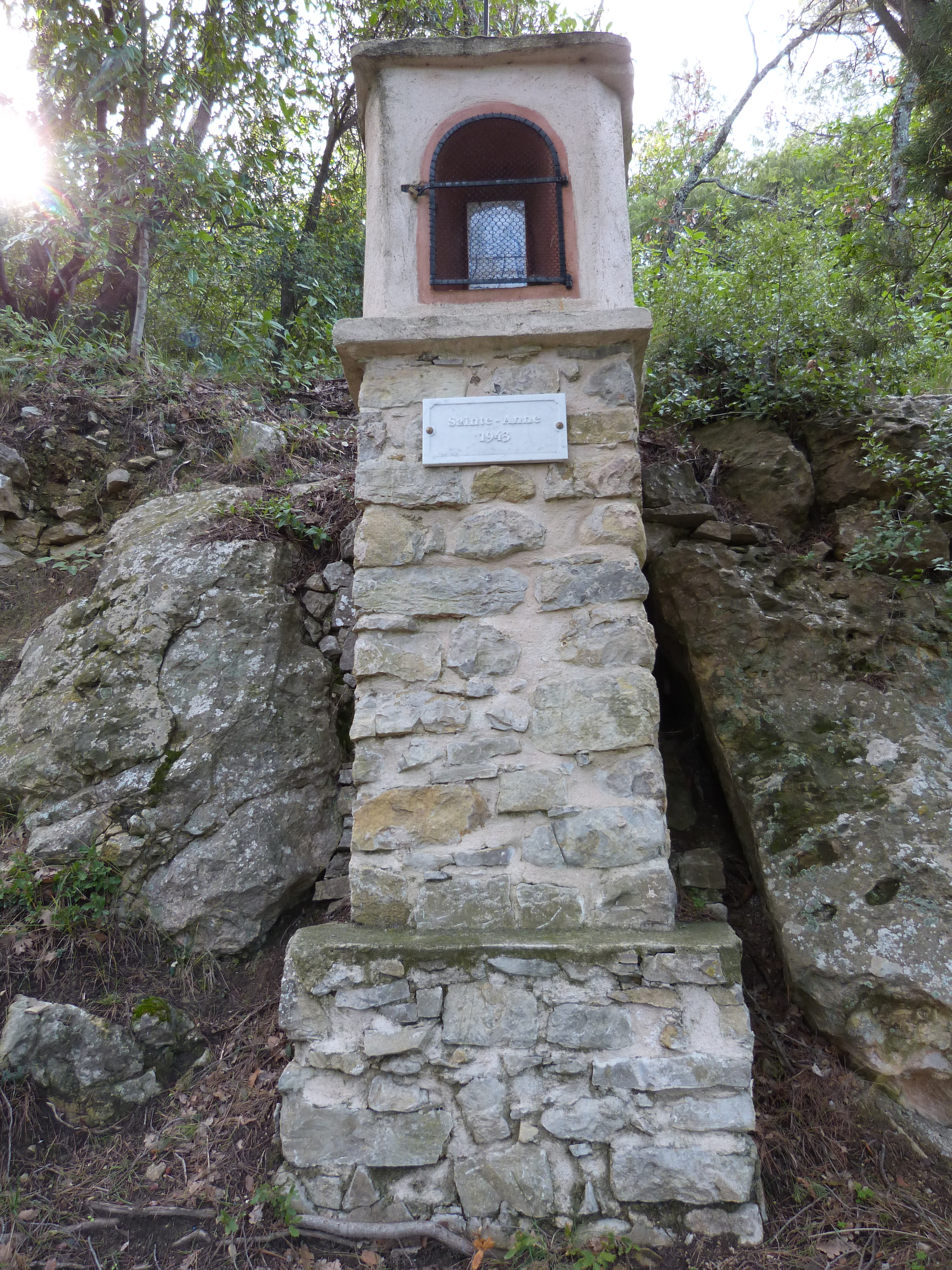
Oratoire Sainte-Anne.
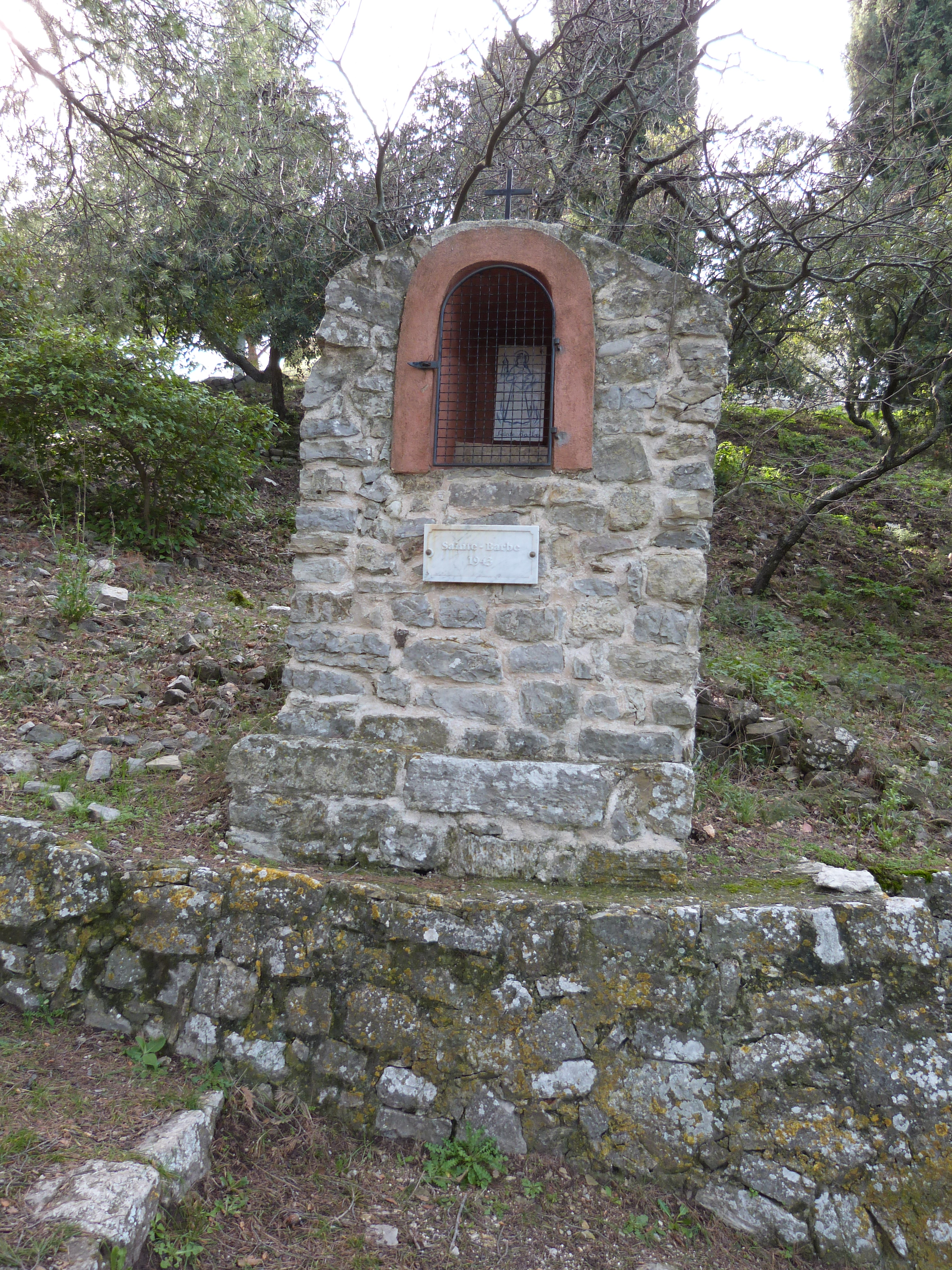
Oratoire Sainte-Barbe.
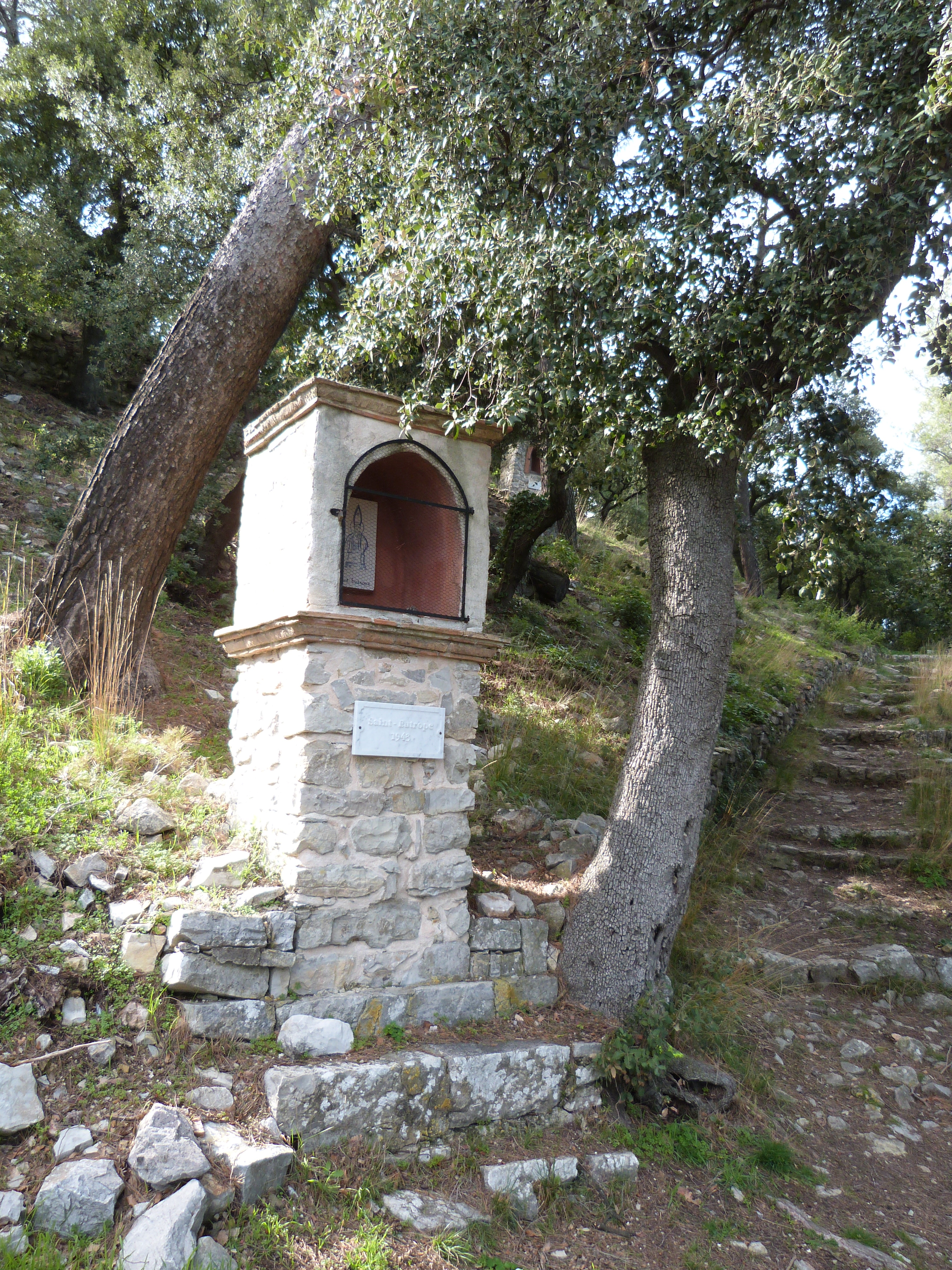
Oratoire Saint-Eutrope Patron du Beausset.
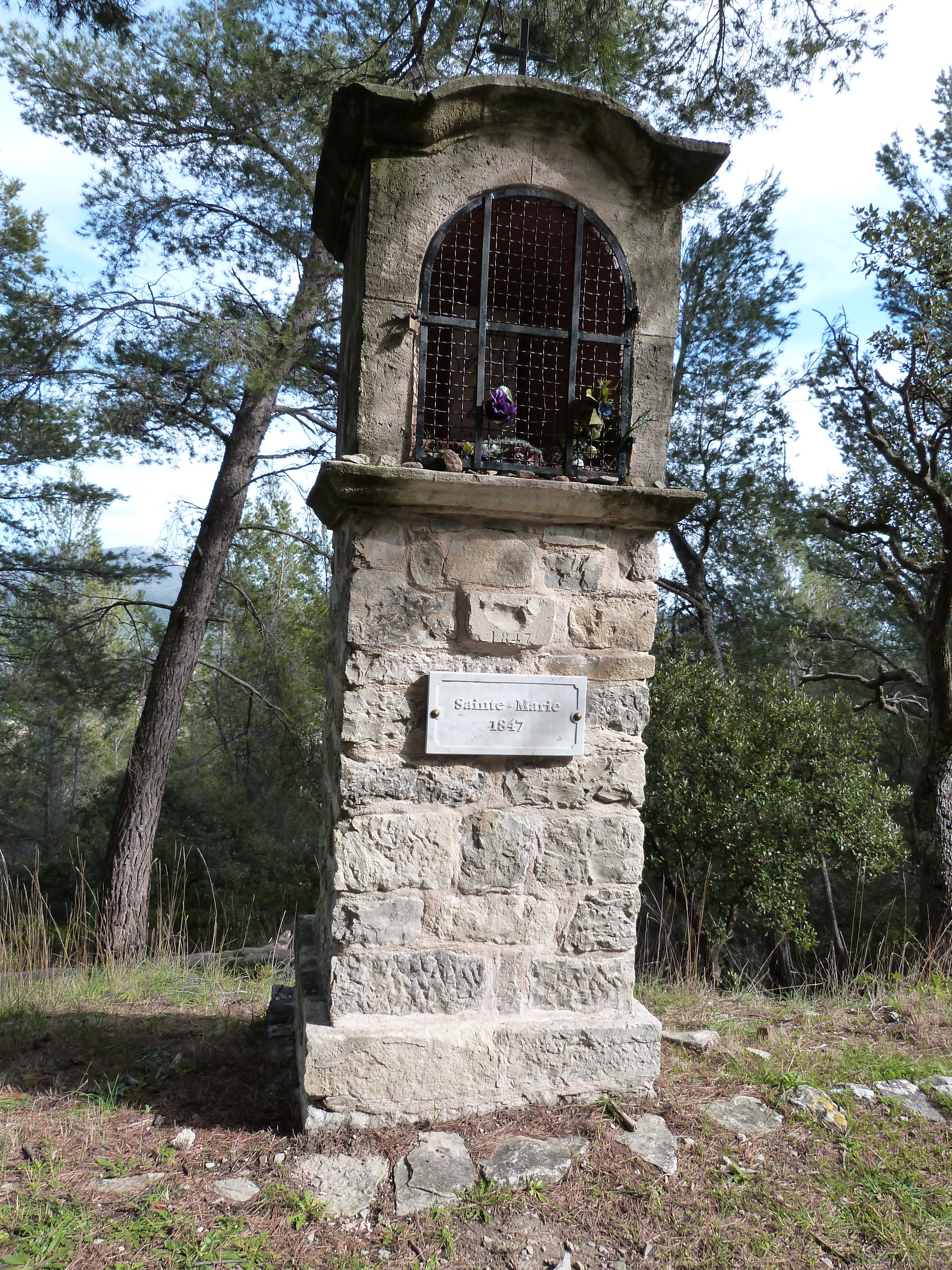
Oratoire Sainte-Marie.
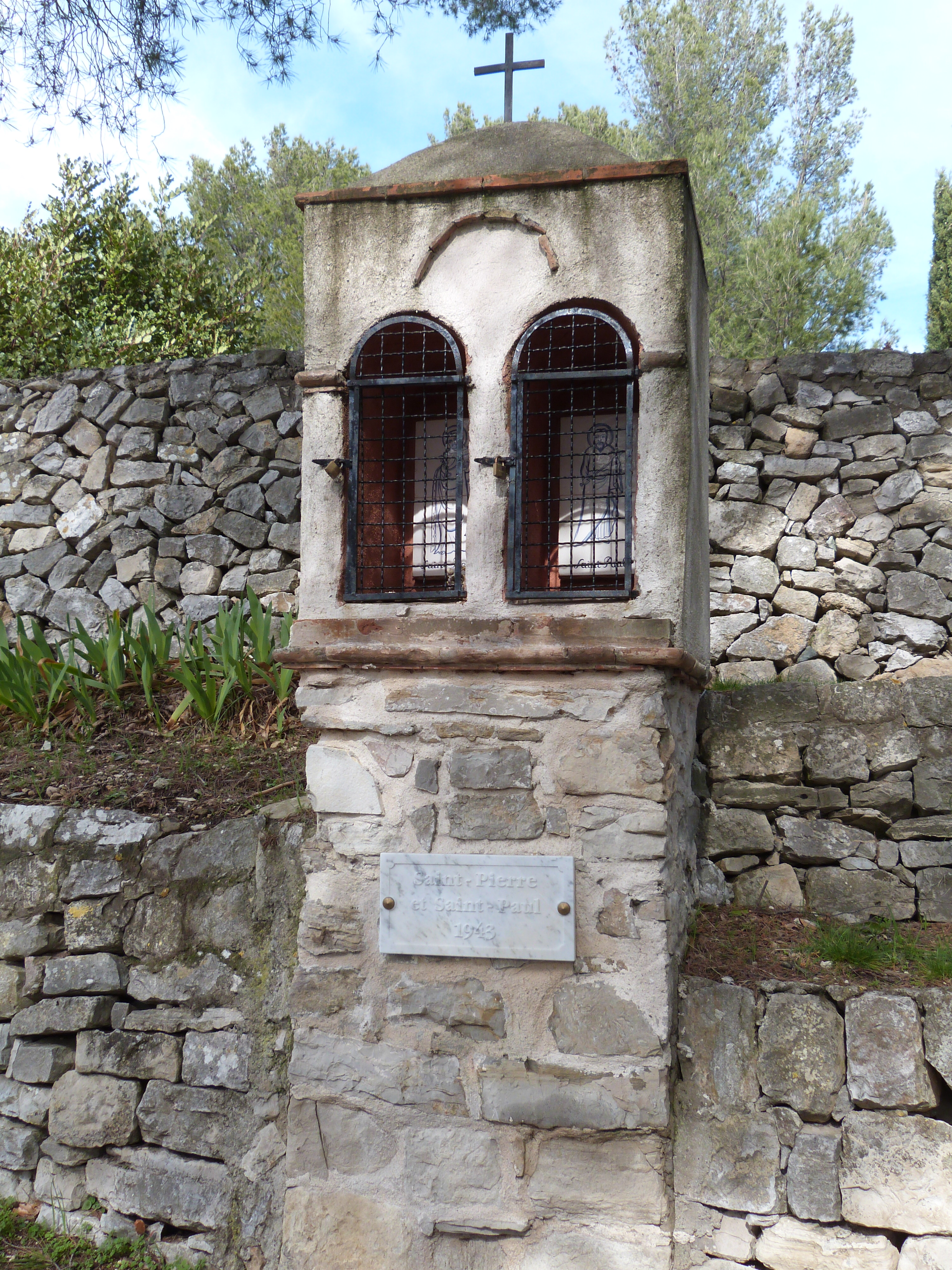
Oratoire Saint-Pierre et Saint-Paul.
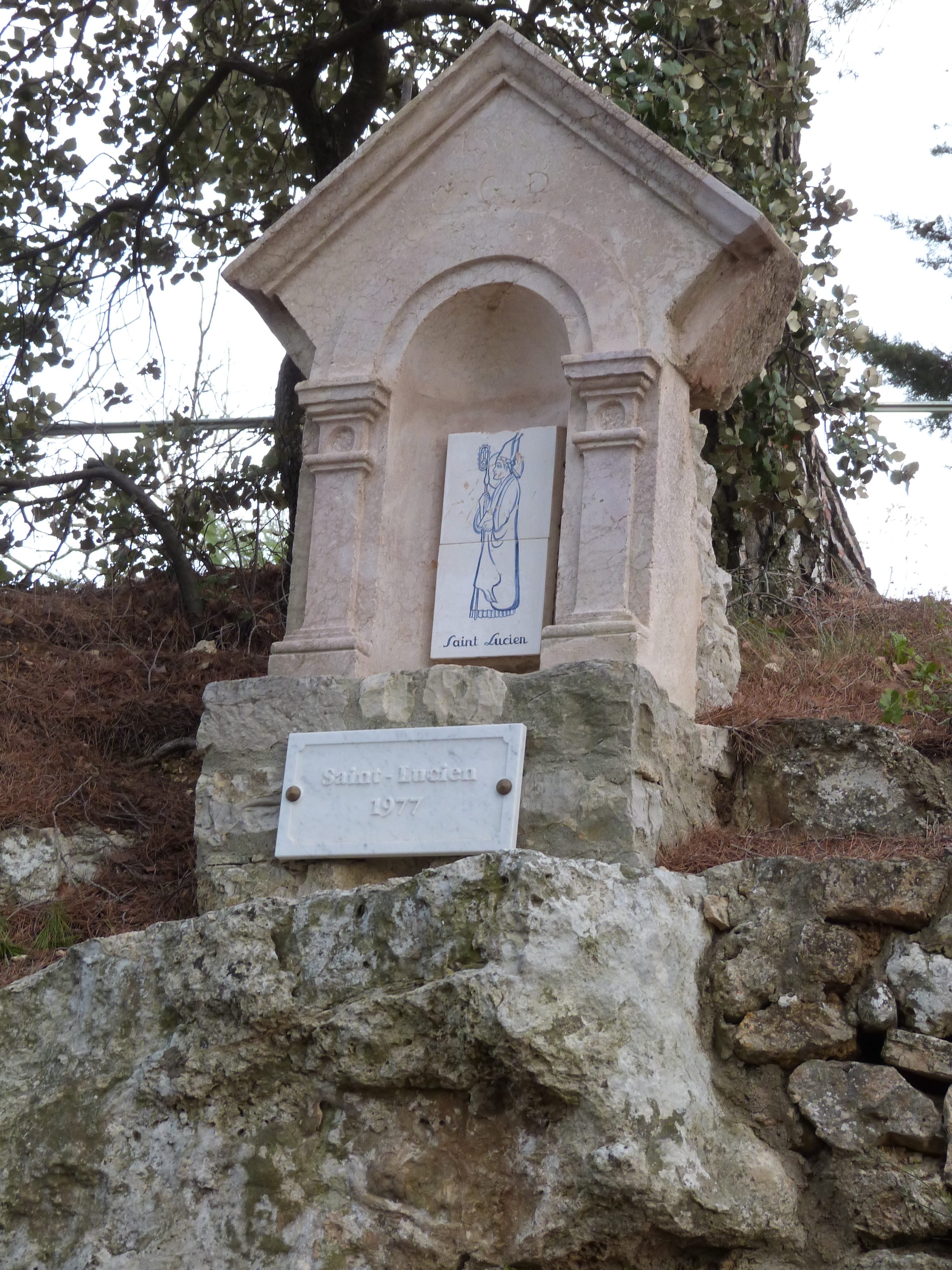
Oratoire Saint-Lucien.
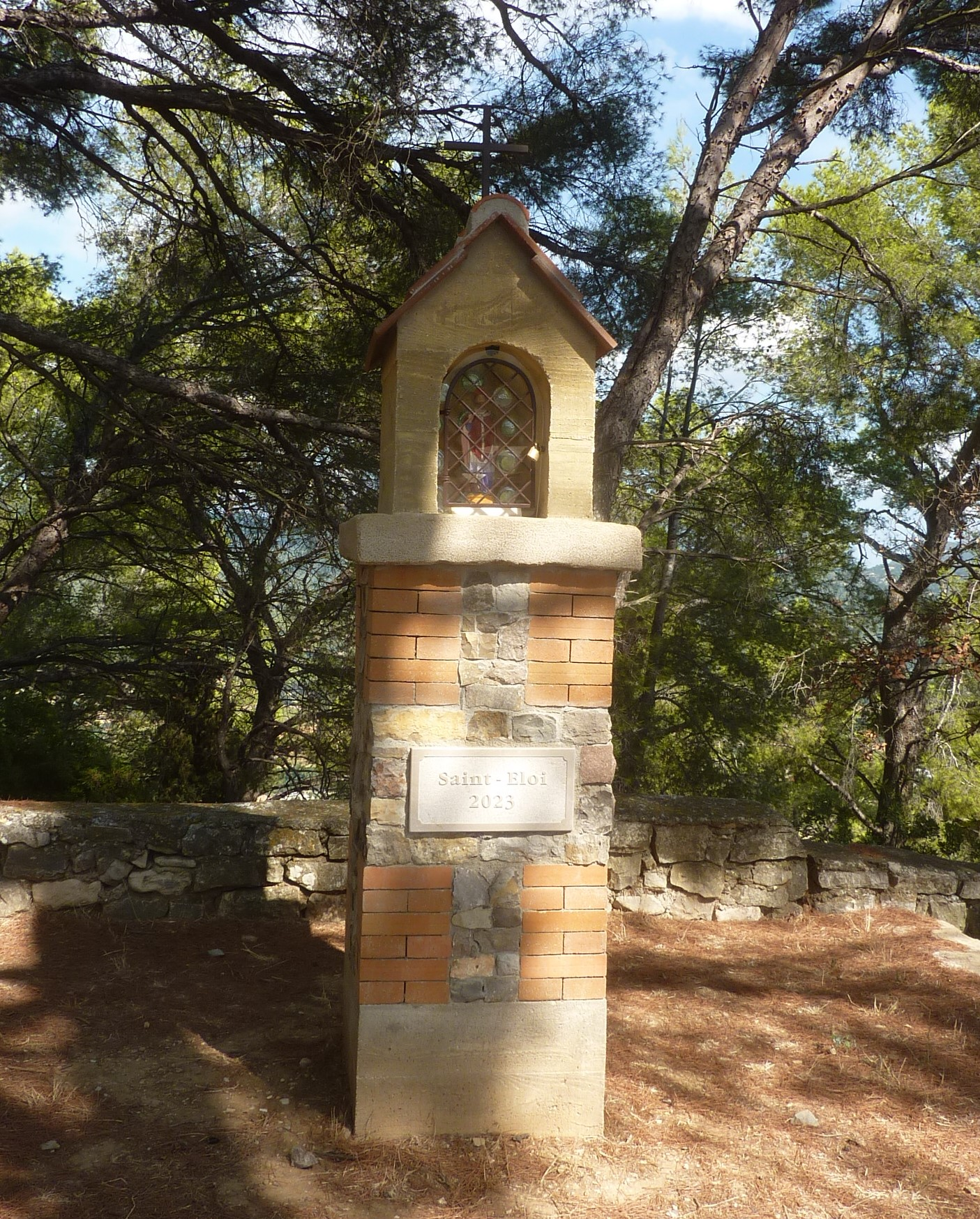
Oratoire Saint-Éloi.

Petits édifices religieux dédiés à un saint ou à une sainte, les oratoires foisonnent dans le Var, notamment dans la commune du Beausset qui en compte près d'une soixantaine, ce qui lui vaut le vocable de capitale des oratoires,,. Placés le long des anciens chemins, ils subsistent dans des états de conservation ou de restauration très variables, certains intégrés dans des murs, d'autres au contraire dans un état de quasi-ruine. Ils abritent traditionnellement une statue de saint ou de sainte, mais les vols répétés des statuettes, souvent des plâtres sans grande valeur, ont conduit à leur remplacement par des effigies planes scellées dans l'oratoire.

Il existe au Beausset un chemin, appelé le « chemin des Oratoires » qui mène, depuis Le Beausset, jusqu'à la chapelle du Beausset-Vieux, et qui constitue encore aujourd'hui le chemin de l'ascension vers ce lieu de pèlerinage,. Ce chemin, depuis le centre du village, et selon une direction  grossièrement du nord vers le sud, en passant par le chemin de Rouve et sur quelques centaines de mètres sur le chemin du Beausset-Vieux est carrossable, mais c'est ensuite un sentier muletier qui se termine à l'extrémité sud-est du haut du piton rocheux. Il comporte en 2025 quatorze oratoires, dont une douzaine sont anciens et que la commune fait restaurer en 2010.

Il existe une petite route carrossable qui arrive à la chapelle du Beausset-Vieux, mais qui ne comporte aucun oratoire. Sa direction est grossièrement du sud vers le nord, c'est le chemin de Cambeiron qui, en partant du chemin de Rouve à son extrémité sud, longe tout le côté sud-ouest de la chapelle et aboutit à un parking situé un peu en contrebas du nord de la chapelle. On peut aussi prendre  ce chemin à partir de la  D N8 tout au sud du Beausset en passant par le chemin de Pontillaou à Grenadière. On peut encore y arriver à partir de la  D N8 dans le hameau de Sainte-Anne à Évenos immédiatement au sud du Beausset, en passant par le chemin de Font Vive.  

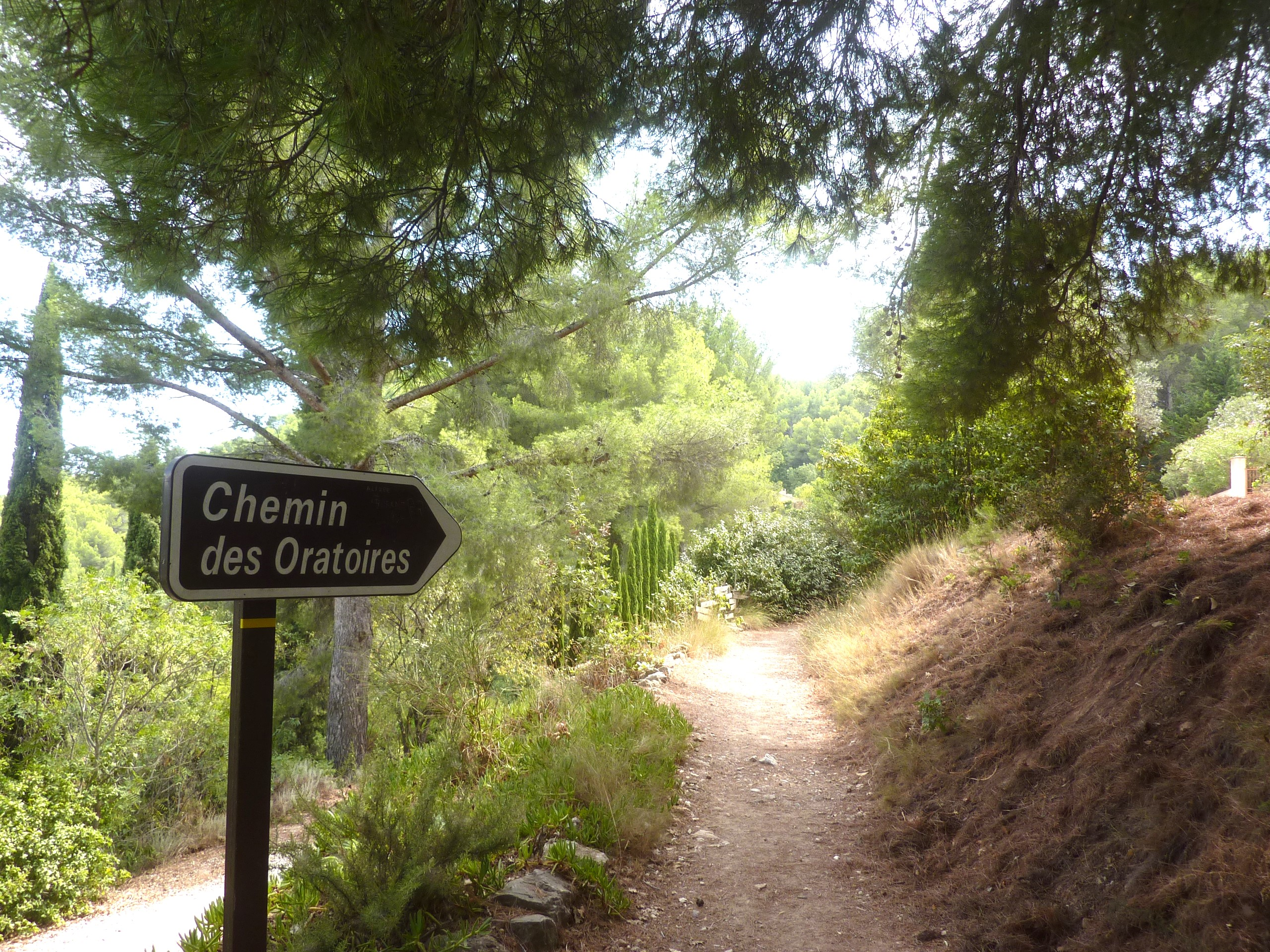
Sentier muletier
"Chemin des Oratoires"
vers N.-D. du Beausset-Vieux

Le premier de ces oratoires, l'oratoire Saint-Louis, le plus ancien, qui date de 1792, se trouve en fait bien avant le début de ce chemin, à l'extrémité ouest de la rue Saint-Louis, dans l'angle formé avec la rue du Félibrige. Il mérite une mention spéciale pour sa situation en plein centre-ville, pour son architecture et son histoire singulières. Sa niche ronde est surmontée d’un toit pyramidal. Il est bâti au-dessus de l’emplacement de la porte de l’ancienne chapelle Saint-Louis construite en 1665 à la croisée des chemins de Bandol et de la Rouve, en souvenir du passage de Louis XIV au Beausset lors de son pèlerinage en 1660 à Notre-Dame de Grâces à Cotignac, cette chapelle servant ensuite de station aux pèlerins se rendant à Notre-Dame du Beausset-Vieux. En 1792, des révolutionnaires la détruisent en y faisant exploser une marmite de poudre,. Il reste le point de départ des pèlerinages et processions vers l'ermitage du Beausset-Vieux.

Le treizième oratoire, longtemps le dernier, est construit en 1961 par des bénévoles de l'association des « Les travailleurs du Beausset-Vieux », en hommage au curé Lucien Baud fondateur de l'association. L'édicule se trouve tout au bout du chemin carrossable menant à l'ermitage, à l'aplomb du calvaire lumineux. En preuve de la vitalité de cette tradition des oratoires, un quatorzième oratoire est édifié et inauguré en 2023,, au pied de la face sud du sanctuaire, en contrebas de l'ossuaire ; il est dédié à saint Éloi, un autre patron de la commune, auquel une fête traditionnelle de la commune, chaque premier week-end de juillet, est également consacrée depuis la fin du XVIe siècle.

Les oratoires du Beausset sur le chemin des Oratoires, rencontrés du bas en haut du chemin
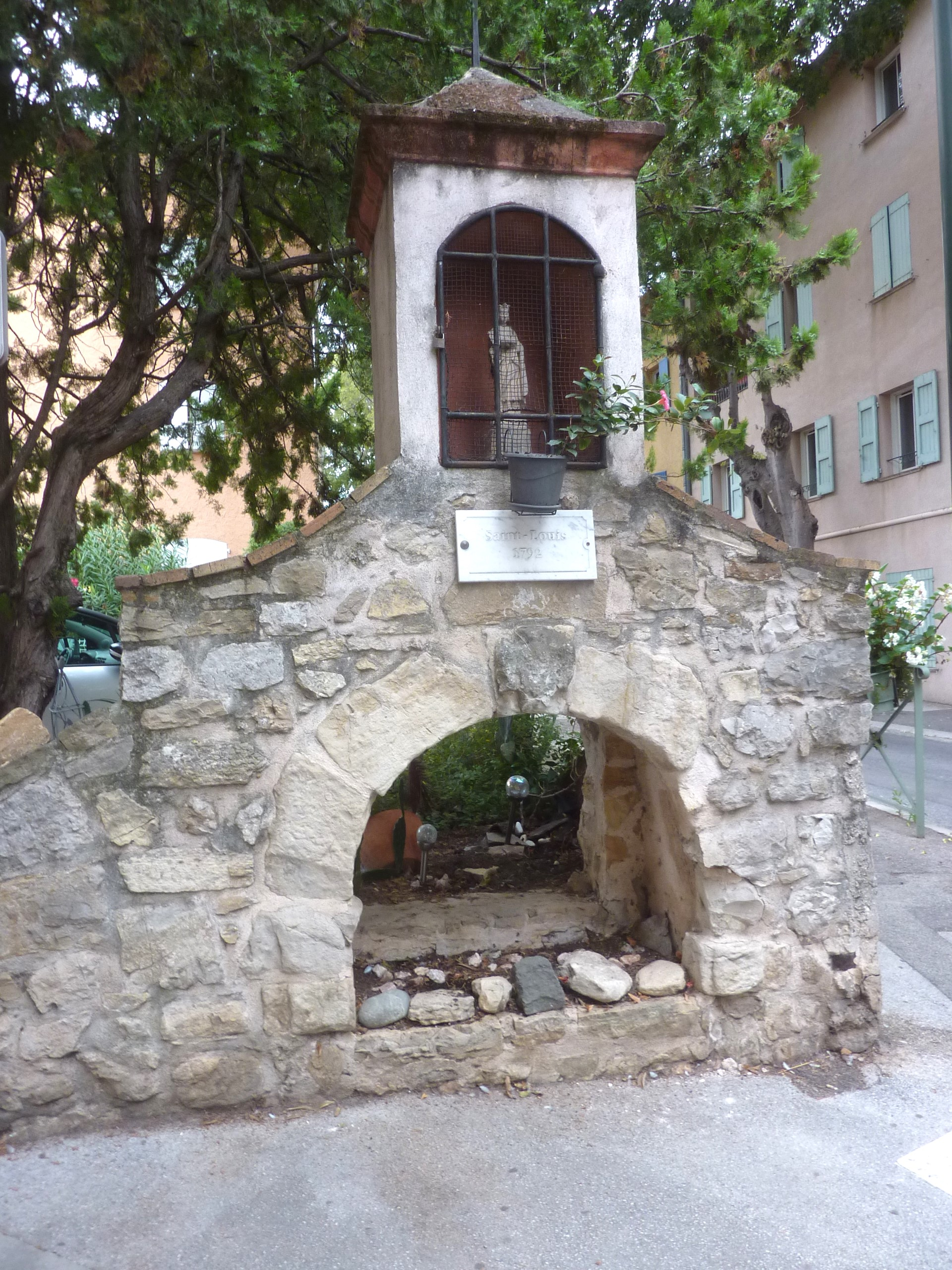
Oratoire Saint-Louis dans le village
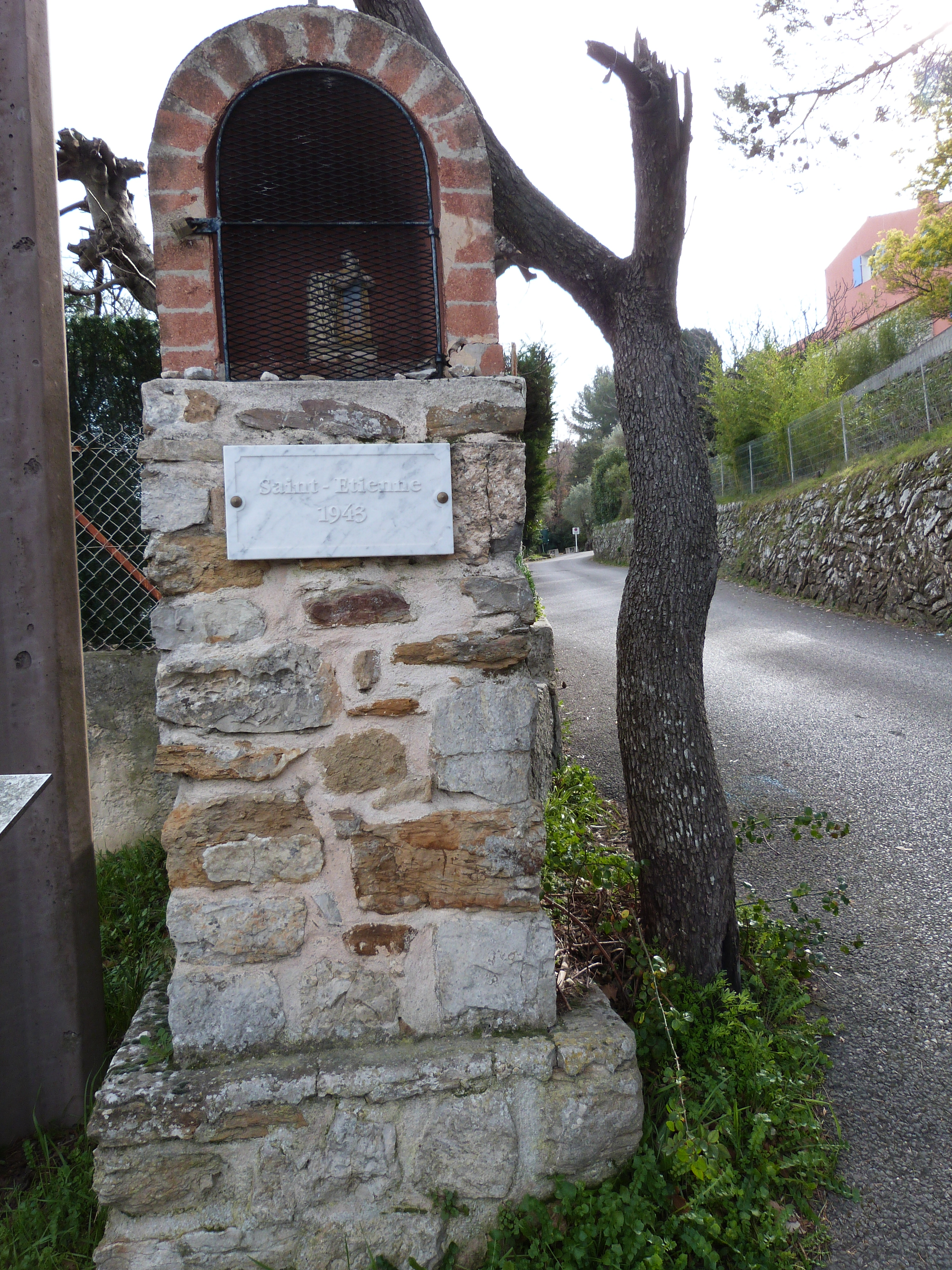
Oratoire Saint-Étienne au départ du chemin
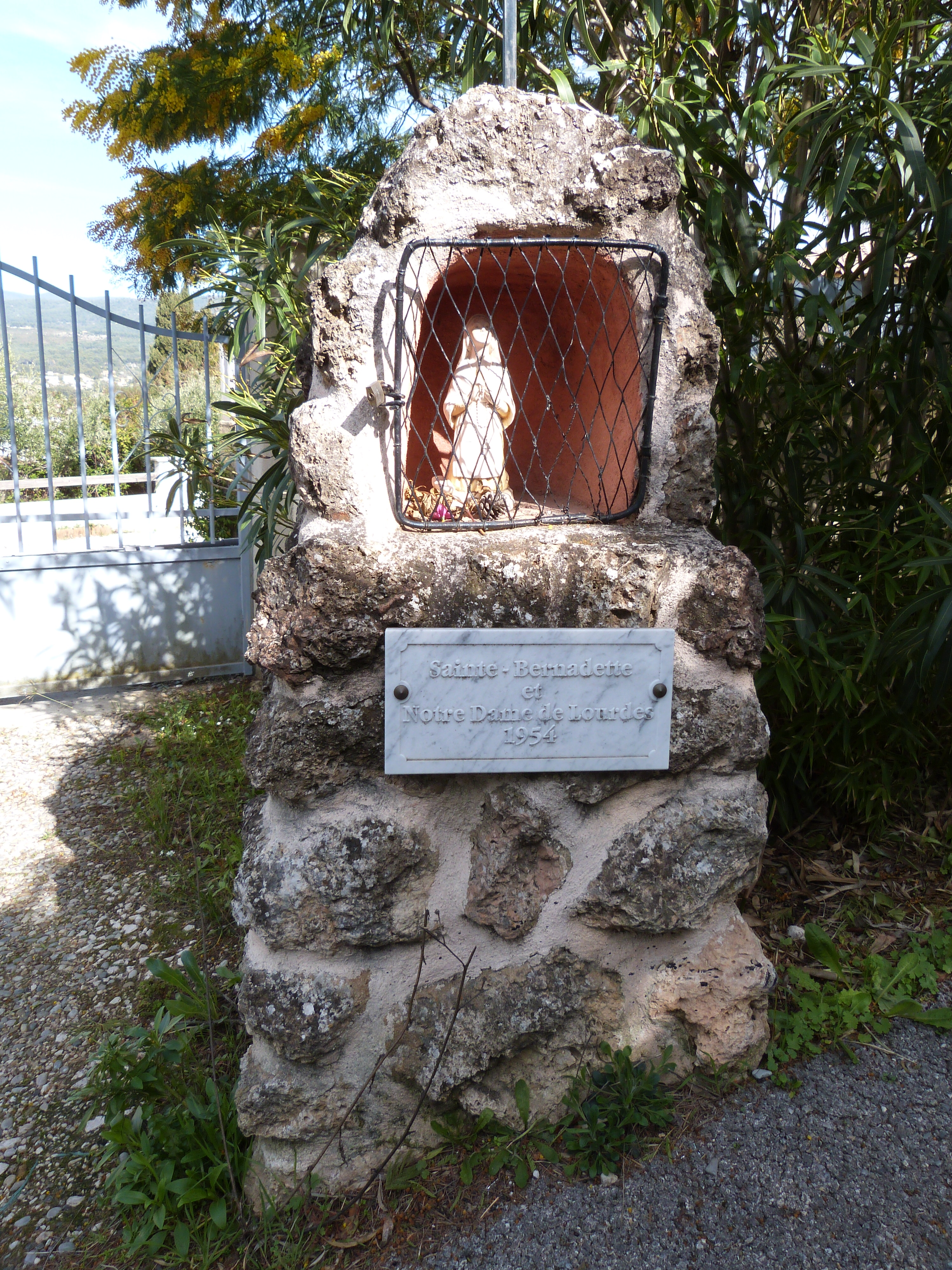
Oratoire Ste-Bernadette et N.-D. de Lourdes.
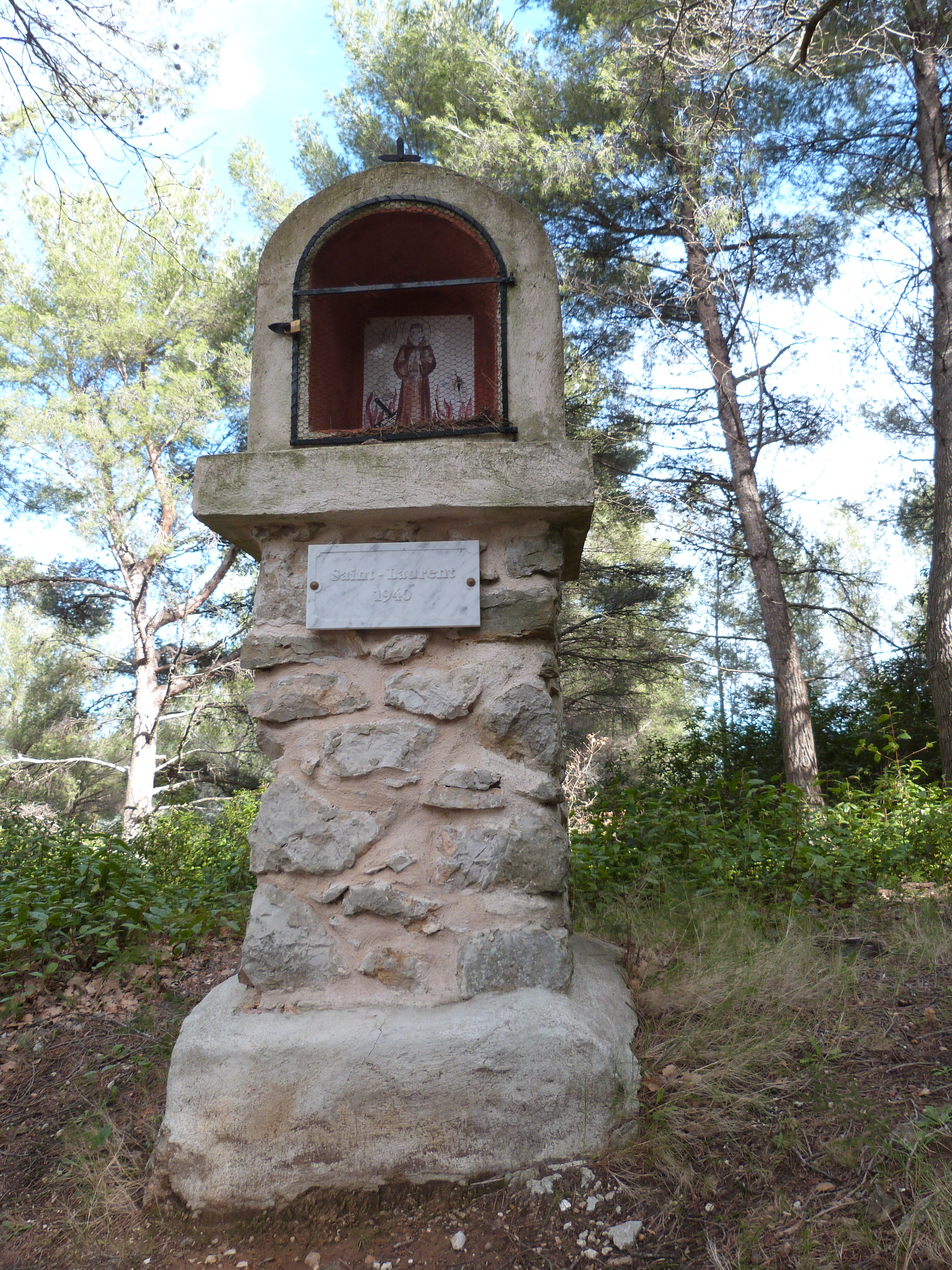
Oratoire Saint-Laurent.
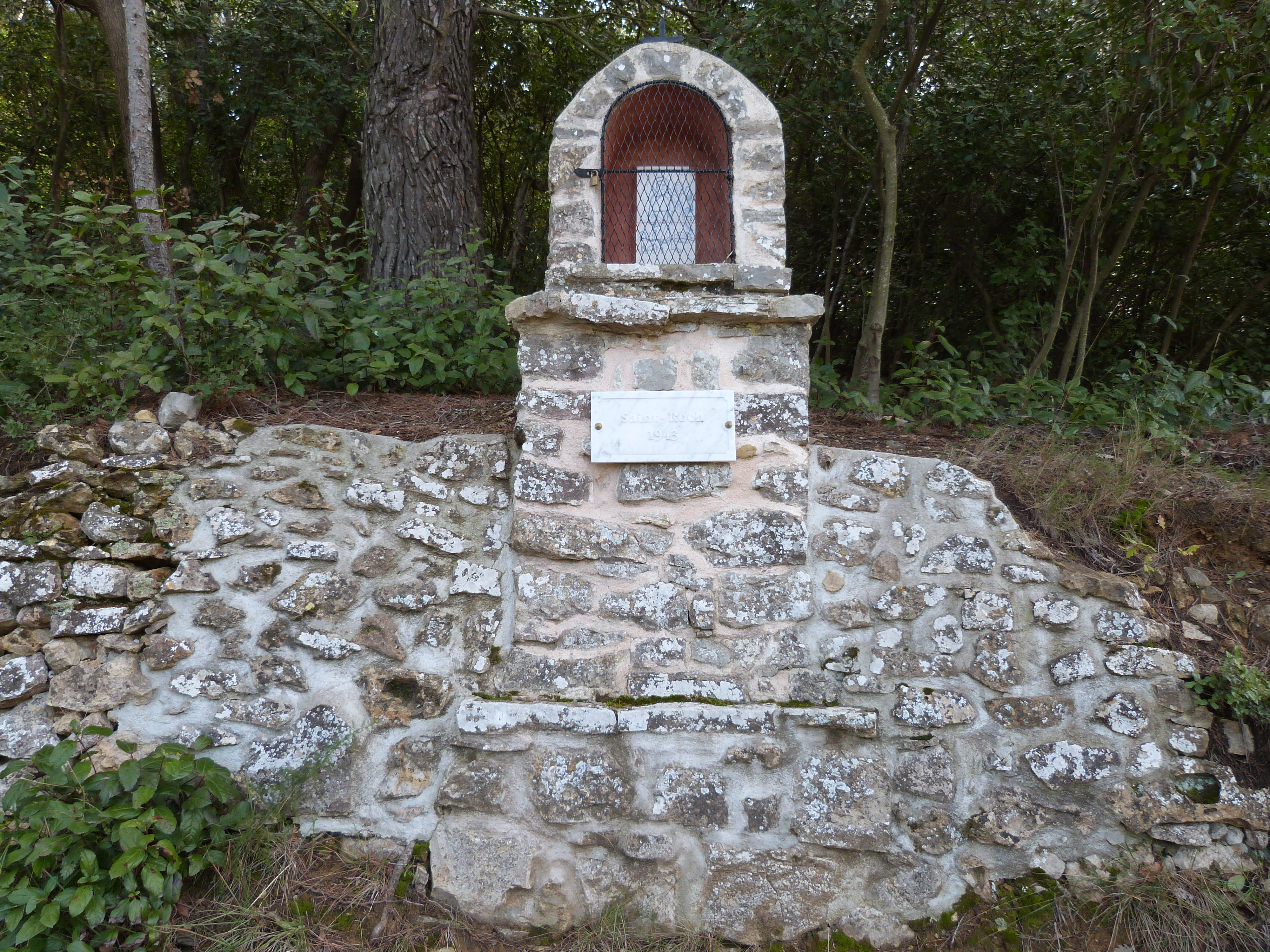
Oratoire Saint-Roch encastré dans un mur de restanque.

- Oratoire
Sainte-Anne.
- Oratoire
Sainte-Barbe.
- Oratoire
Saint-Eutrope
Patron
du Beausset.
- Oratoire
Sainte-Marie.
- Oratoire
Saint-Pierre
et Saint-Paul.
- Oratoire
Saint-Lucien.
- Oratoire
Saint-Éloi.

### Patrimoine civil

#### Maison des arts Gabriel Polge de Combret
Ce bâtiment situé dans l’angle formé par la rue Portalis et le boulevard Chanzy est le plus ancien édifice public du Beausset. L’ancienne porte d’entrée sur la façade de la rue Portalis porte sur sa clé de voûte la date de 1732, mais l'édifice est bien plus ancien. Jusqu’à la Révolution, c'est une chapelle qui porte successivement différents noms (Saint-Sébastien qui tombée en ruine, est reconstruite en 1562 par les Pénitents Blancs sous le nom de Notre-Dame de Pitié, puis chapelle des Pénitents Bleus). C’est là que sont rédigés les cahiers de doléances du Beausset en mars 1789. Alors que l'église paroissiale de N-D. du Plan s'effondre en 1802, elle devient l’église paroissiale jusqu'en 1857. Elle est alors désaffectée. Elle devient entrepôt de fourrages, music-hall, casino, cinéma et même prison à la Libération. La bâtisse abrite désormais la Maison des arts Gabriel Polge De Combret (du nom d’un ancien maire, en poste de 1959 à 1987) comportant la médiathèque municipale, une salle de spectacle et différentes salles d’animation culturelle, sportive ou à vocation sociale,.

#### No1rue Portalis, centre social Marius Mari
À l’origine la rue Portalis est la rue Saint-Sébastien (du nom de la chapelle, aujourd’hui Maison des arts) ; c'est la rue principale du village où se trouve au numéro 1, un édifice connu sous le nom d’Hospice du Saint-Esprit, puis Hôpital des Passants. Sous la Révolution il sert de maison commune et de prison. Entre 1789 et 1903 c’est sous son toit qu’est installée la mairie du Beausset. À la construction de la nouvelle mairie en 1903, elle devient école communale de filles jusqu'à la Deuxième Guerre mondiale et actuellement c'est le centre social Marius Mari, du nom du maire de 1944 à 1959. L'ancienne cour de récréation de l'école, est devenue un petit square, connu sous le nom de « Petit jardin » où se trouve une antique fontaine (la rue qui la borde au sud-est s'appelle rue Font Neuve),.

#### No12rue Portalis, maison de Joseph Segond de Séderon
De 1762 à 1790, Joseph Segond de Séderon (1746-1817) est au Beausset le subdélégué de l’intendant de Provence. Il est alors l’homme le plus riche du village et se présente en 1790 à l’élection municipale où il n’obtient qu’une seule voix… la sienne. Il préfère par la suite renoncer par prudence à sa particule nobiliaire, récemment achetée.

#### No25rue Portalis, maison natale de Jean-Étienne-Marie Portalis
Le plus illustre des Beaussétans, Jean-Étienne-Marie Portalis (1746-1807) nait dans la maison du numéro 25. Il est, sous Napoléon 1er, corédacteur du Code civil, principal artisan du Concordat avec le pape, ministre des Cultes et ministre de l’Intérieur par intérim. Membre de l'Académie française, il repose depuis sa mort - sur la demande de Napoléon Ier - au Panthéon, à Paris. En mai 1792, au moment d’une période révolutionnaire très agitée au Beausset, sa maison et celles de six autres notables du village sont vandalisées par les Jacobins du Beausset.

#### No42rue Portalis, le Cercle du 24 février 1848
Sur la droite de la place Jean-Jaurès lorsqu’on regarde la mairie, au 42 rue Portalis, se trouve « le cercle du 24 février 1848 ». C’est le dernier établissement de ce type subsistant au Beausset. Il est fondé le 31 mars 1893 pour honorer la mémoire de ceux qui, en 1848, après trois jours de sanglantes émeutes parisiennes, ont renversé le régime honni du roi Louis-Philippe pour rétablir la république. C’est aujourd’hui un café qui a gardé cette enseigne. Durant tout le XIXe siècle et jusque vers 1930-1940, les cercles sont en Provence la forme de sociabilité prédominante. Mais depuis une centaine d'années, les associations selon la loi de 1901  ont repris, en partie, leurs rôles,.

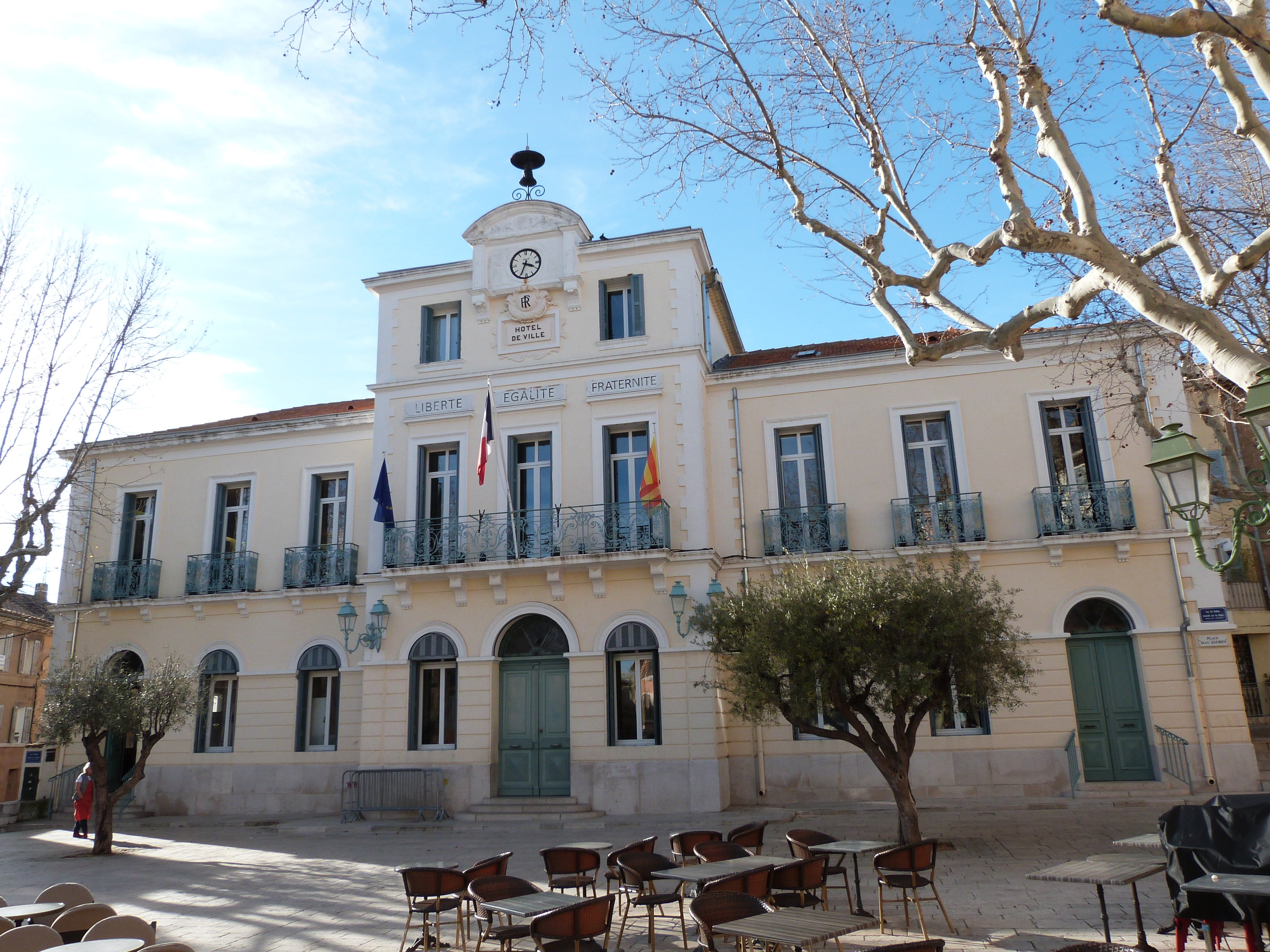
La mairie construite en 1903
sur la place Jean-Jaurès

#### Place Jean-Jaurès et hôtel de ville
Cette place est la plus ancienne place publique du Beausset. Située en plein cœur du centre-ville, cette place, très fréquentée et conviviale avec ses cafés, bars, restaurants, glaciers qui y disposent leurs tables et chaises, est un haut lieu de la vie beaussetane. Au fil de siècles et décennies elle a pris plusieurs noms : place Vieille, place aux Arbres, place aux Ormes au début du XIXe siècle, place de la République en 1909, place Jean-Jaurès en 1933, place de la Révolution nationale en 1941, puis de nouveau Jean-Jaurès depuis la Libération, en 1944.

Elle est ornée d'une fontaine (Voir au paragraphe dédié aux puits et fontaines).

Le 18 octobre 1903, est inauguré un nouvel hôtel de ville construit au fond de cette place. Menée à bien par la municipalité d'Alphonse Décugis, sa construction se fait sur l'emplacement de l'ancienne église Sainte-Marie-du-Plan incendiée un siècle plus tôt, remplaçant elle-même depuis 1535 (puis agrandie en 1615) une ancienne chapelle du XIIe siècle appelée Notre-Dame des Cabanes, en pierre sèches et en bois,, écroulée au moment où les habitants du Beausset-Vieux descendent en 1506 s'installer sur ce mamelon de la plaine dont les marécages sont asséchés.

Érigé sur les plans de l'architecte Roullois de Toulon par Adolphe Taradel, entrepreneur à Toulon, ce bâtiment, avec un corps principal central plus haut et plus profond que ses deux ailes, sa façade se portant en avant par rapport à celles des corps latéraux, mesure environ 35 mètres de long sur 10 de profondeur. Le centre de la façade du corps principal est agrémenté, tout en haut dans un fronton en arc surbaissé, d’une horloge républicaine installée par l’horloger Marte. Juste au-dessus, un carillon sur volutes forgées surplombe ce fronton : la cloche munie d'un marteau relié par un fil de fer au mécanisme situé un peu plus bas sonne les heures. En effet il n'y a plus de clocher au Beausset depuis l'effondrement de l'église en 1802. Or l'église paroissiale, Notre-Dame de l’Assomption, n’a pas encore de clocher à cette date en 1903.

L'hôtel de ville abrite un très bel escalier à double révolution, aux marches en marbre. Dans le hall d’honneur, on peut voir le buste de Jean-Étienne-Marie Portalis, taillé  dans le marbre par le sculpteur Louis Pierre Deseine (1749-1822) grand prix de Rome en 1780. Cette statue offerte par la famille Portalis à la commune du Beausset en 1861, n’est exposée au public que depuis 1903.

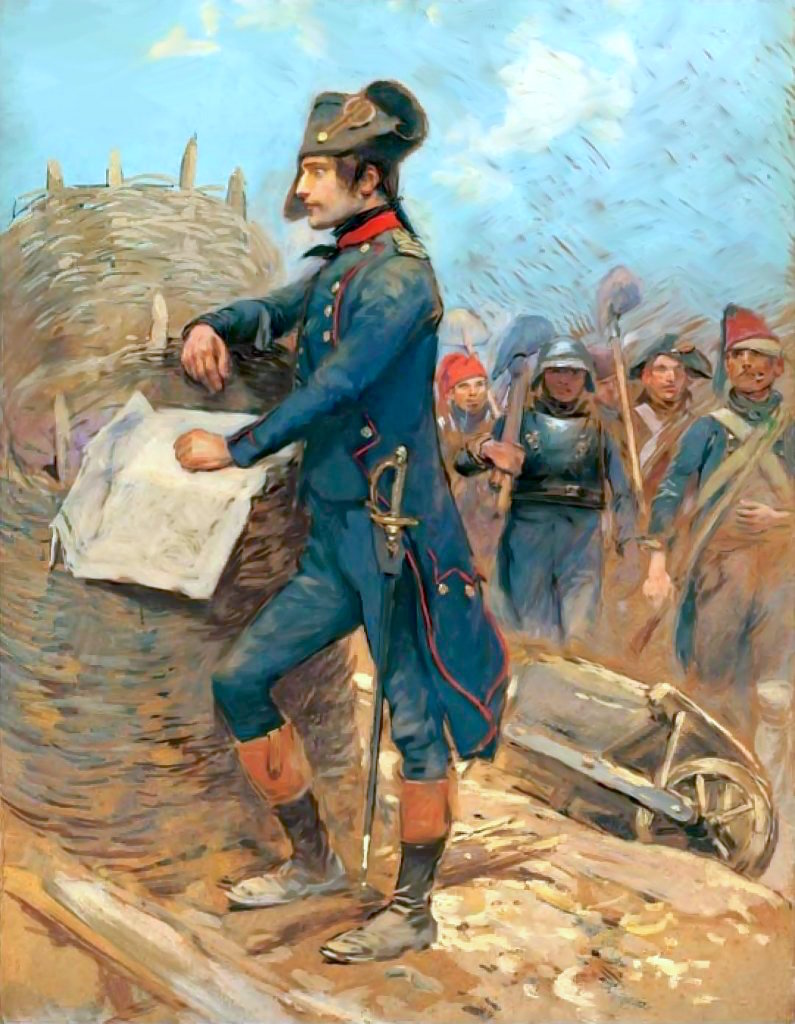
Bonaparte au siège de Toulon, 1793
par Édouard Detaille

#### No24rue Pasteur, maison Dalmas
À la fin du XVIIIe siècle cette maison est celle du Docteur Jean-Baptiste Dalmas. En août et septembre 1793 il héberge durant un mois les deux frères Joseph et Napoléon Bonaparte. Ils font alors partie de l’armée républicaine du général Carteaux, chargé de la reconquête de Toulon.

En effet, en juin 1793 la ville est investie par les fédéralistes puis par les royalistes antirévolutionnaires, alliés aux Anglais, Espagnols et Napolitains. Napoléon est capitaine d’artillerie. Il profite d’une blessure de son commandant Dommartin, pas encore général, pour le remplacer lors de la première tentative de la reprise d’Ollioules. Son frère Joseph est, lui, « commissaire des guerres » c’est-à-dire intendant, dans la même armée. Le siège de Toulon dure jusqu’en décembre 1793. Napoléon y est blessé le 17 décembre.

Cet épisode historique de l’hébergement des Bonaparte est cocasse, si l’on se souvient qu’un an auparavant les Beaussétans ont saccagé dans ce même village la maison de Portalis, futur ministre des Cultes de celui qui allait devenir Napoléon Ier.

#### no1bis rue du Château, maison des Frères
Cette grande maison bourgeoise, une gentilhommière du XVIIIe siècle, longtemps surnommée le « Château », est l’ancienne maison de la famille Segond, devenue Segond de Séderon.

C’est là que le général Carteaux installe son quartier général du 28 août au 20 septembre 1793. Quand il transfère son QG à Ollioules, au château de Montauban, il se raconte l’anecdote que Carteaux y fait transférer aussi son lit beaussétan, qu’il apprécie tout particulièrement…

La dernière héritière de la famille Segond de Séderon, Marie Joséphine Caroline, par son mariage comtesse de Séran, lègue son « Château » à sa fille Héliodore de Séran. Celle-ci épouse en 1823 le vicomte Jean-Baptiste de Villeneuve-Bargemon (1788-1861) qui finit ses jours dans cette maison. La propriété passe ensuite par plusieurs propriétaires privés entre 1869 et 1910. En 1910, elle est transformée en école primaire de filles. Puis pendant la Première Guerre mondiale en hôpital auxiliaire pour convalescents. En 1919 s’ouvre dans cette bâtisse un pensionnat de jeunes filles, le « pensionnat Notre-Dame », géré par les sœurs de Saint-Joseph de Gap et qui se maintient jusqu’en 1947. Les Frères Auxiliaires du clergé en prennent possession en 1955, d’où l’appellation encore habituelle de « maison des Frères ». En 1992, ils lèguent cette maison au diocèse de Fréjus-Toulon afin que perdure leur tradition d’accueil des plus démunis. En 1996, l’association « Méditerranée Larges Horizons » (MLH) prend la suite. Elle est fondée dans le cadre de l’Union Diaconale du Var (UDV) et avec l’aide du Secours Catholique, pour prendre en charge la gestion et l’animation de la « Maison des Frères » devenue un centre de vacances spécialisé dans le tourisme solidaire.

Un arbre remarquable, un majestueux pin parasol d’environ 250 ans, de 25 mètres de haut et de 3,80 mètres de circonférence domine l'entrée de la propriété ; en 2013 il représente la Provence au concours du plus bel arbre de France ; le 5 juillet 2023, sans qu'une explication claire soit avancée, il s'écrase sans faire de blessé.

#### No23-27rue de la République, siège du Directoire
Cette maison est l’ancien hôtel particulier de Laurent François Ganteaume de la Rouvière né en 1745, officier de cavalerie et garde du corps du roi. Au printemps 1793, la révolte fédéraliste puis royaliste de Toulon, pousse la Convention montagnarde à décider le transfert du directoire du district (ancêtre de la sous-préfecture) de Toulon au Beausset qui est un bastion jacobin dans l‘ouest du Var et fixe son siège du 15 septembre 1793 au 5 mars 1795 dans cet hôtel particulier dont le propriétaire a émigré à la suite de la Révolution française. Bien plus tard, ce bâtiment est occupé par l’école communale de garçons jusqu’en 1953, puis par l’école municipale de musique au début des années 1990.

#### No46rue de la République, Maison des Têtes
C’est la maison la plus ancienne du Beausset, datant du XIVe siècle ; son nom est lié à sa décoration architecturale : ses fenêtres en arc surbaissé et ses portes sont surmontées de têtes de femmes sculptées. Cette maison appartient des décennies à la fin du XIXe siècle et début du XXe siècle à la famille de Lazare Déprap, un notable local, ingénieur des Ponts et Chaussées, maire du Beausset de 1908 à 1923, et conseiller général.

De passage au Beausset, le sénateur du Var Georges Clémenceau, qui n'est alors pas encore « Le Tigre », y dort une nuit.

Cet ancien hôtel particulier est toujours une propriété privée dans laquelle sa propriétaire, Madeleine Wuest, installe en 1995 un musée-galerie de la poupée ancienne où elle organise des expositions. Cette institution héberge aussi un atelier et une école de réparation de poupées anciennes réputés,. Mais l'âge de la retraite venue, elle ferme ce musée en 2019 et retourne en Suisse alémanique dont elle est originaire et, après le décès de son mari, la maison est vendue en 2021.

#### No2avenue Saint-Louis, au coin de la rue du Chanoine Beuf, l’Espace Mistral
Le nom de cette rue honore le Chanoine Toussaint Beuf (1763-1849), curé de la paroisse à l’époque de la Révolution, auquel les Beaussétans sont reconnaissants d’avoir agrandi l’hôpital-hospice du Beausset, en bonne partie sur ses propres deniers. Celui-ci devient par la suite maison de retraite, puis école. Devenue vétuste, la démolition guette la bâtisse à la fin des années 2010, mais la nouvelle municipalité s’attelle à le réhabiliter et, en attendant la fin des travaux, une partie du bâtiment est rendue à la population en septembre 2023, c’est l’Espace Mistral, dédié aux associations, à la culture et aux réunions. On y accède par le 2 de l’avenue Saint-Louis mais toute sa façade arrière donne sur la rue du Chanoine Beuf,,.

#### Puits et fontaines
- Place Jean Jaurès, la Grande Fontaine ou fontaine Saint-Jean

La fontaine publique située sur la place est en réalité la troisième à cet endroit. Une première fontaine souterraine, à laquelle on accède par un escalier, se trouve près de ce qui est aujourd'hui l’entrée du public à la mairie. Elle n'existe plus depuis qu'une deuxième fontaine lui succède, à la fois lavoir et abreuvoir publics, construite en 1780 à l’emplacement de la fontaine actuelle. Cette dernière érigée en 1832, a, de nos jours, sa vasque surmontée d'un magnifique chapeau de verdure. Mais à l'origine, commandée à l’architecte toulonnais Roux, elle comporte, outre sa grande vasque inférieure toujours là, une vasque plus petite, surélevée au centre de la grande vasque et ornée de trois dauphins sculptés aux queues entrelacées. Mais aucun Beaussétan, même les plus âgés, ne les a jamais vus tant la végétalisation est ancienne. L’eau jaillissante, en provenance de la source de la Font Vive, l'a recouverte de tuf calcaire puis, elle s’est progressivement transformée en un jardin suspendu fait de diverses plantes, des mousses, des capillaires, des pousses de platane ou de figuier et de laurier-rose arrivées là naturellement sous l’action du vent, des pluies, des oiseaux, des graines et autres pollens,.
- No 1 rue du Chanoine Beuf, puits d’Isnard

Ce puits est réalisé en belle pierre de taille calcaire blanche. Son nom lui vient du propriétaire des terres à l'époque où il est construit. Il témoigne de temps anciens où la population vient y puiser l’eau pour ses besoins vitaux, ceux de son bétail et vaquer aux tâches ménagères. C’est un lieu important de rencontres et de sociabilité. Les histoires d’eau ont parfois déchaîné les passions. Les habitants du Castellet obtiennent ainsi une autorisation pour abreuver leurs animaux à ce puits, afin de ne pas déclencher une guerre des clochers, en participant financièrement à sa réalisation, en vertu d’un accord de compascuité, c’est-à-dire un droit de pacage commun à plusieurs communautés d'habitants,,.
- Esplanade Charles de Gaulle, fontaine moderne

La fontaine moderne adossée au monument aux morts sur l’esplanade Charles de Gaulle, est créée en 1992 au moment de la transformation complète du monument.
- No 1 rue Portalis, fontaine du Petit jardin

À gauche du bâtiment du centre social Marius Mari, se trouve un petit square, connu sous le nom de Petit jardin qui est en fait l'ancienne cour de l'école communale de fille. Au mur gauche de la bâtisse vue de face, est adossée une fontaine. La rue qui borde ce Petit jardin au sud-est, s'appelle d'ailleurs Rue Font Neuve.

#### Monument aux morts

##### Le monument aux morts
Commandé aux Marbreries générales de Paris (Établissement Gourdon) il est érigé en 1919, sous le mandat de Lazare Déprad grâce à une souscription publique et une subvention communale. Il est installé devant la fontaine sur la place Jean-Jaurès, pour honorer les 84 morts de la commune de 1914-1918, auxquels viennent s'ajouter les 22 noms des soldats morts en 1935-1945 puis ceux d'Indochine et d'Algérie. Le monument est ensuite remanié.

La municipalité fait déplacer le monument dans les années 1960 sur la place de la Liberté qui deviendra l'esplanade Charles de Gaulle.

En 1992 la mairie supprime le piédestal pour placer la statue sur un socle bas, au centre d'un ensemble architectural contemporain réalisé par la sculptrice Roseline Gravand. Une nouvelle inscription est gravée : « Hymne à la vie et à la réconciliation » au milieu d'un petit square fleuri sur l'esplanade Charles de Gaulle. Le socle du monument élevé en 1920 est placé dans le cimetière neuf. La statue d'origine, en galvano-bronze, centenaire et fragilisée, est déposée à la Maison du Combattant et remplacée par une sculpture à l'aspect identique, en matériau plus résistant aux intempéries. Elle représente un poilu debout, marchant en chantant, son fusil porté à bas dans la main droite et un drapeau porté dans la main gauche levée sur la hampe, avec sa besace en bandoulière portée sur la hanche gauche et ses deux cartouchières fixées sur la capote de son uniforme à hauteur de poitrine. Ce monument rend hommage aux soldats de la commune morts pour la France pendant les conflits des deux guerres mondiales, de la guerre d'Indochine et de la guerre d'Algérie.

##### Stèle patriotique
Il existe également au Beausset une stèle commémorative à la mémoire d'Antoine Simoni mortellement touché par un obus tiré par les nazis le 21 août 1944 lors de la libération du Beausset. Ce jeune combattant, d'abord résistant en Corse, a rejoint les chasseurs de l'Armée d'Afrique (7e RCA) et participé à la campagne d'Italie, avant d'être tué sur la RN8 à la sortie du Beausset vers Ste-Anne d'Évenos. Cette stèle se trouve au tout début de la rue qui porte son nom, à droite, adossée au coin du square des Goubelets, à gauche du petit bâtiment de la réserve municipale de Sécurité civile,.

#### Maison La Thébaïde
Une maison particulière privée, la Thébaïde, située chemin de la Macamoye, possède une petite cloche de bronze mesurant 28 cm de diamètre et 29 de haut qui est suspendue dans un cadre en fer sur le toit. Elle porte l’inscription en anglais « Elizabeth and Martha 1700 ». Son battant en fer en forme de bouchon de champagne sonne la note sol. Récupérée dans une maison de la rue Pasteur, elle provient probablement d'un navire. Elle est classée sur la plateforme ouverte du Patrimoine du Ministère de la Culture,.

## Personnalités liées à la commune
- Jean Étienne Marie Portalis (1746-1807), homme politique et l'un des rédacteurs du Code civil est né au Beausset.
- Jacques Marie Blaise de Segond de Sederon (1758-1832), maréchal de camp de la Révolution française y est né et décédé.
- Jean-Baptiste de Villeneuve-Bargemon (1788-1861), Président de l'Assemblée Départementale du Var (beau-fils de Joseph Segond de Sederon du Beausset) est mort au Beausset.
- Joseph Ambroise Bonnasse (1800-1881), premier d'une dynastie de banquiers marseillais, est né au Beausset.
- Emile Ollivier (1825-1913), homme politique et rédacteur des dix-sept volumes de Empire libéral où il se justifie de son action politique. Il se rattache au Beausset par son grand-père, Jean-Baptiste Ollivier, qui habite au no 13 de la Grand-Rue, aujourd'hui 9 rue Portalis, et auquel il rend fréquemment visite dans son enfance. De nos jours on voit encore, au 9 de la rue Portalis, autour du cartouche de cette maison dont le numéro est effacé, un brin d'olivier à droite et à gauche « une branche de chêne, comme un blason d'armes parlantes de la maison des...Olliviers »[171].
- Jean Gavot (1900-1989), historien des traditions provençales est né au Beausset.
- Laurent Blanc (1901-1939), créateur des premières lignes d'autocars du Beausset après la guerre de 14-18[172],[173].
- Matthieu Galey (1934-1986), critique littéraire et écrivain, qui a une maison et est enterré Beausset.
- Raymond Roche (1957-), pilote de moto, y a habité.
- Yannick Dalmas (1961-), pilote automobile y est né.
- Patrice Eyraud (1967-), joueur de football professionnel est formé au Beausset où il fait toutes ses classes. Ensuite il passe par le centre de formation du Sporting Toulon Var pour enfin s'envoler à l'Olympique de Marseille sous la houlette de Gérard Gili en 1988.

## Héraldique
| Blason du Beausset | Les armes du Beausset se blasonnent ainsi : D'azur, à une sainte Vierge d'or, soutenue d'un croissant d'argent, et la tête entourée de sept étoiles du même. |

Le Blason du Beausset représente donc, sur un fond bleu, une Sainte-Vierge dorée, avec un croissant de lune argenté sous les pieds et la tête entourée de sept étoiles également argentées et le tout sous la devise latine « Baussetentium Advocata » (Avocate des Beaussétans). De temps immémoriaux, la communauté beaussétane s’est donc placée sous la protection de la Vierge Marie sans que l'on puisse en savoir avec certitude l'époque. Une date est certaine : 1696. Cette année-là, le roi Louis XIV ayant besoin de fonds pour alimenter ses constructions et ses guerres, ordonne l'enregistrement dans l’Armorial général de France (sous le contrôle de Charles d'Hozier) des armoiries de toutes les communautés « de France et de Navarre ». La formalité obligatoire nécessitait, bien évidemment, l'acquittement d’une taxe.
Ce thème de la Vierge sur des armoiries est la christianisation classique d'une tradition païenne de l'Antiquité. Dans la Rome antique tardive, à partir du IIIe siècle de notre ère, il est habituel que la représentation sur les monnaies de la tête d'un empereur soit coiffée d’une couronne radiée, symbole du soleil ; alors que celle des impératrices montre leur buste au-dessus d’un croissant de lune. Et la loi de séparation des Églises et de l'État de 1905 n'a pas modifié le blason.

### Sitographie
- Le projet européen du collège du Beausset sur le centenaire de la première Grande guerre
- Historique du Beausset. Un aïeul du Beausset: Blanc Laurent des autocars, par Marie-Paule Leroi-Goarnisson petite-fille de Laurent Blanc[175]
- Anthropologie de la mémoire, de Joël Candau
- Bourg castral du Beausset[176].
- Chiffres clés publiés par l'institut national de la statistique et des études économiques (INSEE). Dossier complet
- Inventaire national du patrimoine naturel de la commune
- Cavités souterraines naturelles